# Église Saint-Sulpice de Chars
Pour les articles homonymes, voir Église Saint-Sulpice.
L'église Saint-Sulpice est une église catholique paroissiale située rue de l'Église à Chars, commune du Val-d'Oise. Elle a été édifiée dans une unique et longue campagne de travaux et achevée entre 1145 pour la nef et les bas-côtés, et 1210 pour la partie haute du chœur. Le plan est celui des plus grandes églises à l'apogée de l'architecture romane, et l'élévation suit dans ses grandes lignes la conception d'origine. Le chœur témoigne en même temps de la transition vers l'architecture gothique qui se manifeste sur ses niveaux supérieurs, et préfigure les cathédrales gothiques de Picardie. L'élévation ambitieuse sur quatre étages est particulièrement remarquable et absolument rare, car n'existant que dans cinq autres églises françaises. Tout l'intérieur de l'église est d'une grande élégance, même si certains remaniements du XVIe siècle détonnent, dont notamment trois piles nues de la croisée du transept. Ces remaniements affichent surtout le style gothique flamboyant, alors que le nouveau clocher du troisième quart du XVIe siècle est entièrement de style Renaissance. Rapidement reconnue comme l'un des principaux monuments religieux d'Île-de-France, l'église de Chars a fait l'objet d'un classement au titre des monuments historiques par la liste de 1840, annulé cependant cinq ans plus tard en raison d'un début de restauration maladroit. Entre 1868 et 1870, ce sont les habitants de Chars par leurs dons et trois curés successifs par leur engagement qui permettent la restauration de l'édifice. L'État se désengage jusqu'au second classement intervenant par arrêté du 12 mars 1912.

## Localisation
L'église Saint-Sulpice se situe en France, en région Île-de-France et dans le département du Val-d'Oise, dans le Parc naturel régional du Vexin français, dans la vallée de la Viosne, sur la commune de Chars, près du centre du petit bourg, rue de l'Église (RD 188). Cette rue monte droit vers l'église depuis la vallée, puis dévie vers le nord-est. C'est la façade occidentale qui est tournée vers la ville. Devant, on trouve un petit parvis, dans la fourchette comprise entre la rue de l'Église et la rue de la Gloriette. L'église est entièrement dégagée d'autres édifices, et on peut en faire le tour, mais le chevet est dominé par un coteau boisé, et il est impossible de l'apprécier en prenant du recul. De même, la proximité des maisons empêche une perspective de vue sur la totalité de l'élévation sud. L'église marque l'extrémité orientale du développement du bourg ancien, et des plateaux agricoles prennent le relais un peu plus à l'est.

## Historique

### Les campagnes de construction de l'édifice

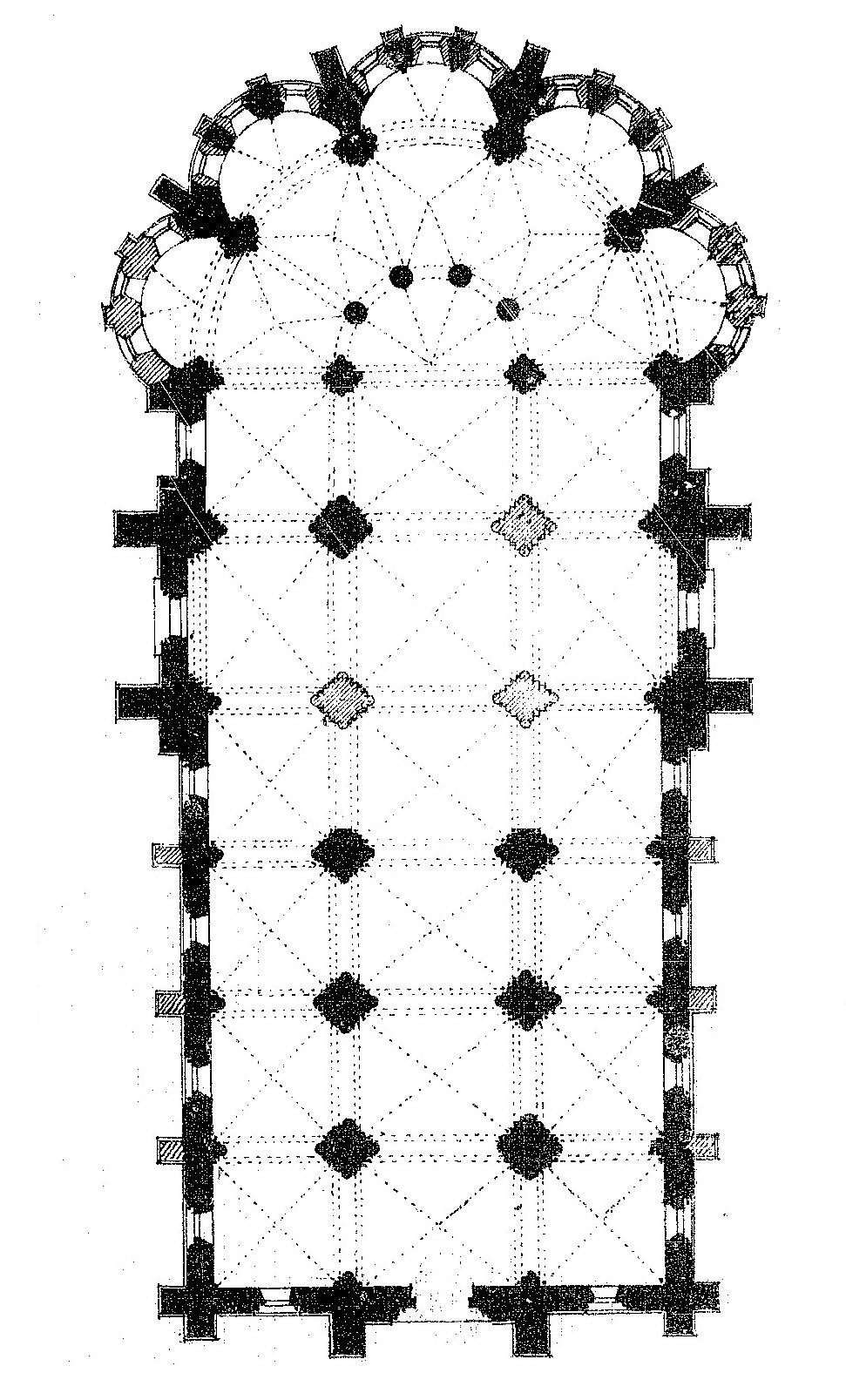
Plan restitué à la fin du XIIe siècle. Sont marqués en noir les éléments toujours en place au début du XXe siècle.

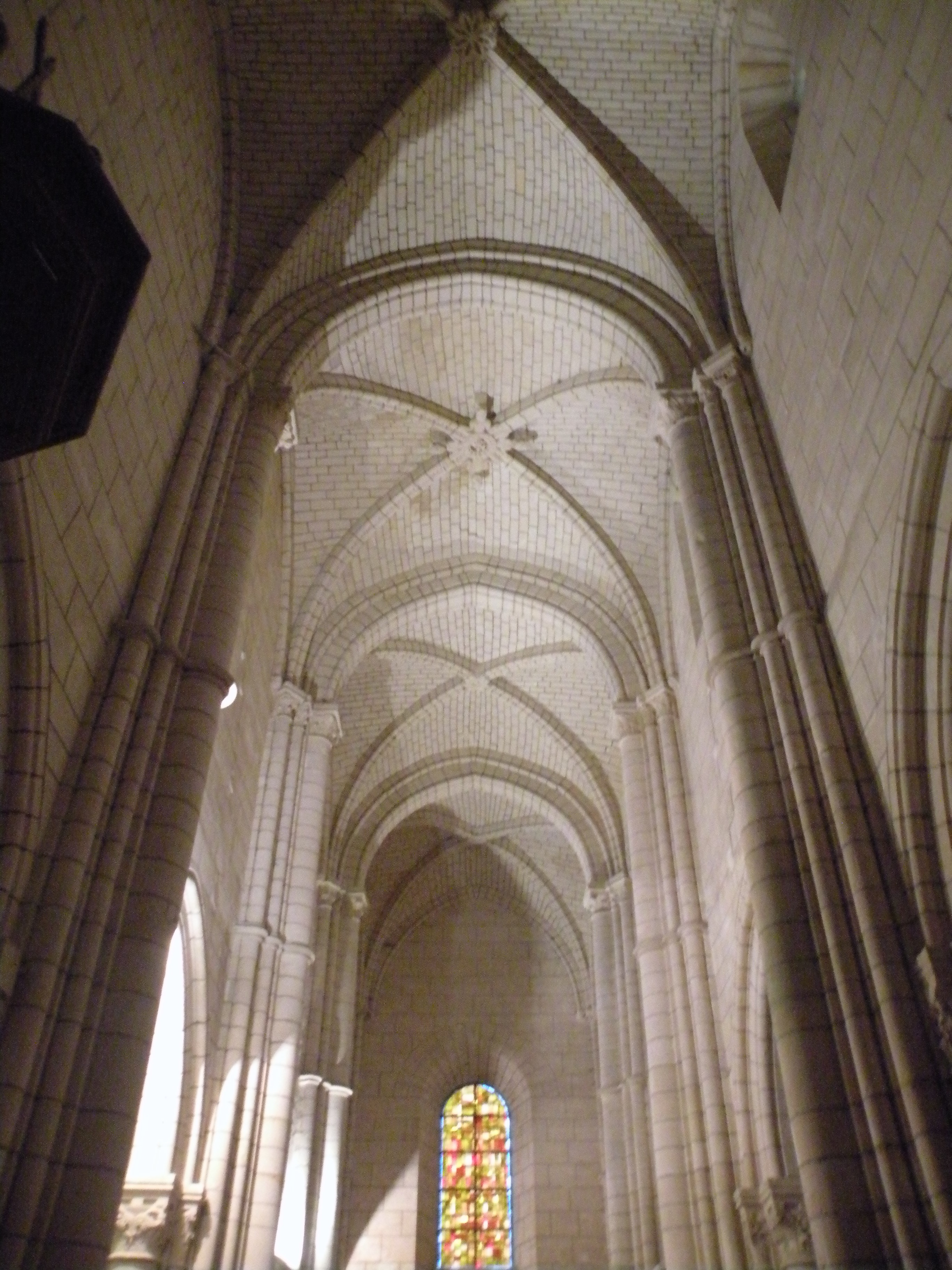
Les voûtes du XIIe siècle de la nef ; vue depuis la 4e travée.

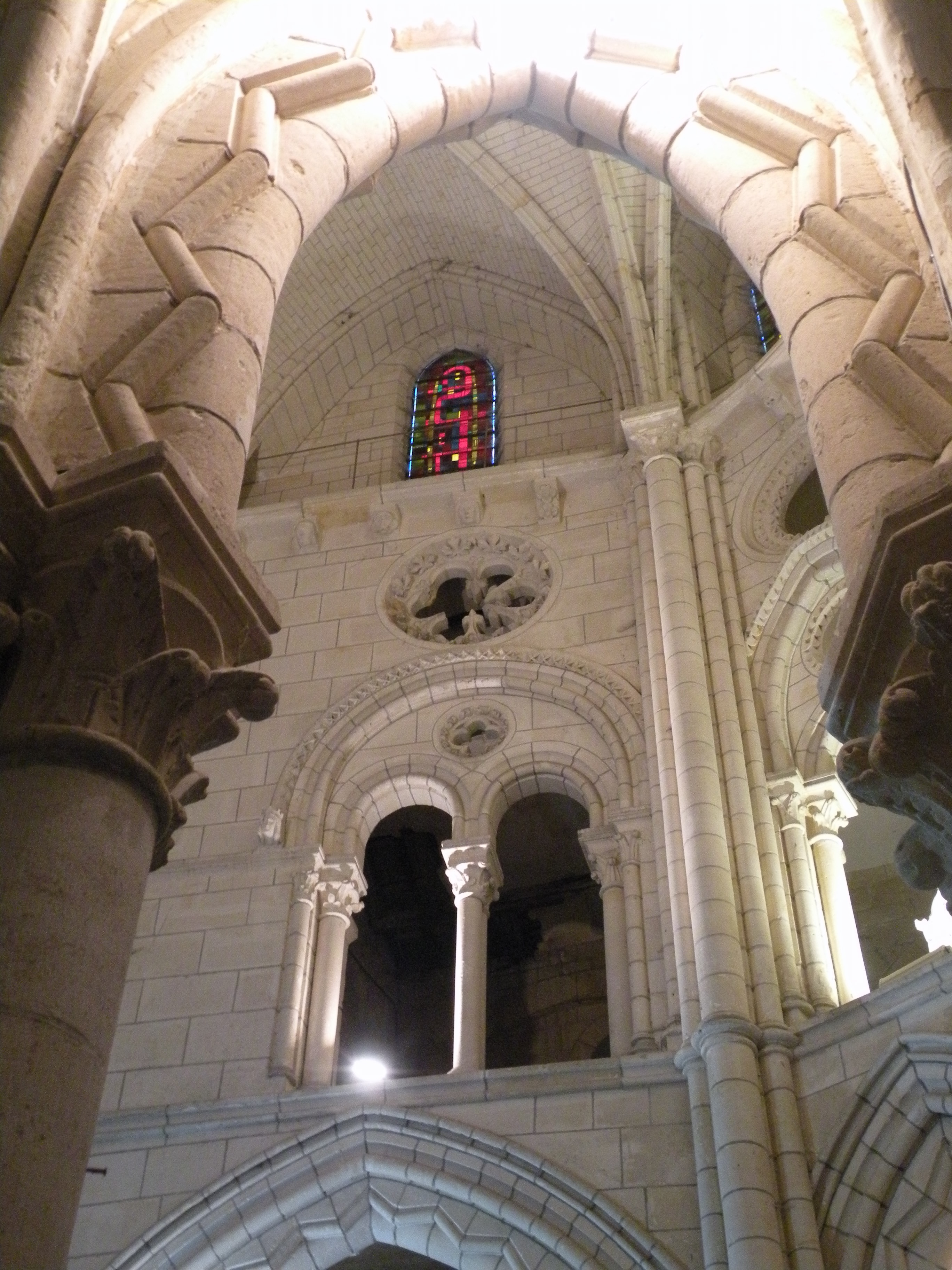
Vue depuis la partie sud du déambulatoire sur la tribune nord du chœur ; en haut, galerie ouverte du XIIIe siècle.

Aucune mention de l'église Saint-Sulpice de Chars antérieure au XIIe siècle n'est connue. Sous tout l'Ancien Régime, Chars dépend de l'archidiocèse de Rouen et du doyenné de Meulan. La collation de la cure est partagée entre Thibauld Ier de Gisors, seigneur de Chars, et Thibauld le Jeune. Le premier ne tarde pas à donner sa part à l'abbaye Saint-Martin de Pontoise, ce que l'archevêque de Rouen, Rotrou de Warwick, confirme par une charte de 1170. Thibauld le Jeune laisse lui aussi sa part à la même abbaye, ce que l'évêque confirme par une autre charte datée de 1173. En cette année, l'abbé Lecelin installe un curé du nom de Guillaume, le premier qui soit connu. Dédiée à saint Sulpice de Bourges, l'église est en chantier depuis plus de vingt-cinq ans. Thibauld II de Gisors avait sans doute espéré que l'abbaye Saint-Martin œuvre pour un achèvement rapide de l'église, mais ses espoirs sont déçus, raison pour laquelle il décide de la donner à une autre abbaye dès 1176, en l'occurrence la puissante abbaye de Saint-Denis. Les moines de Saint-Martin de Pontoise conservent seulement quelques privilèges, ce qui ne semble pas leur convenir, car des contestations se manifestent, et les deux abbayes concluent un accord en 1177. On devait s'attendre à ce que l'abbaye de Saint-Denis mette en œuvre tous les moyens nécessaires pour assurer un achèvement rapide du chantier, mais rien ne semble être entrepris avant le début du siècle suivant, quand le chœur est enfin terminé,.
L'amorce des nervures des voûtes primitives du transept et du chœur indique que ces voûtes ne sont pas antérieures au XIIIe siècle. La galerie de circulation ouverte en encorbellement au niveau de la naissance des voûtes remonte à la même époque, mais la rosace dans le mur septentrional du croisillon nord semble déjà avoir été construite à la fin du XIIe siècle. Les voûtes du déambulatoire sont également du XIIe siècle, ce qui montre que la construction du chœur avait déjà commencé avant la reprise de l'église par l'abbaye de Saint-Denis. Les absidioles en hémicycle disposées en chapelles rayonnantes autour du déambulatoire sont par ailleurs bien caractéristiques du XIIe siècle et de l'architecture romane. Grâce à des analogies avec d'autres églises, notamment l'abbatiale de Saint-Germer-de-Fly, la partie basse du chevet de l'église de Chars peut effectivement être située entre 1160 et 1175 environ. Cette datation ne concorde pas avec les chapiteaux à crochets visibles dans les tribunes du chœur, indiquant le style gothique primitif. C'est cette rupture de style qui permet de conclure à une interruption des travaux de gros œuvre entre 1175 et 1210 environ.
En haut du mur méridional du chœur, une petite baie à tête tréflée est aménagée au XVe siècle. Sinon, l'église n'évolue plus jusqu'à l'effondrement du clocher central au XVIe siècle. Situé au-dessus de la croisée du transept conformément à, l'usage dans la région, le clocher avait déterminé la largeur réduite de la nef et des croisillons. Aucune représentation iconographique du clocher primitif n'est connue. À la suite de l'effondrement, tous les doubleaux du carré du transept et toutes les voûtes adjacentes sont refaites (celle de la dernière travée de la nef, celles du transept et celles du chœur), et trois des quatre piles de la croisée du transept sont également rebâties. Uniquement la pile à l'angle nord-est subsiste donc du XIIe siècle. D'autres remaniements ont lieu à la même occasion : les fenêtres de la dernière travée de chacun des bas-côtés sont agrandies ; les chapiteaux des bas-côtés sont en partie refaits sans style ; l'arcade derrière le triforium occidental du croisillon nord et s'ouvrant initialement sur les combles du bas-côté nord est refaite ; les baies du triforium du croisillon sud sont refaites ; et la première et la dernière chapelle rayonnante sont reconstruites selon un plan à pans coupés. Les trois autres chapelles sont conservées jusqu'au soubassement des fenêtres, et sont sinon soumise à la même transformation. Initialement trois baies identiques en plein cintre éclairaient chaque chapelle ; désormais, c'est une large baie centrale flanquée de deux baies plus étroites. Finalement, un nouveau clocher est édifié au-dessus de la dernière travée du bas-côté sud. La date de 1562 est gravée en haut du second étage, ce qui permet de situer le début des travaux en 1561 au plus tard. L'achèvement a lieu vers 1576, date gravée sur la balustrade au sommet de la tour.

### La restauration de l'église depuis 1840

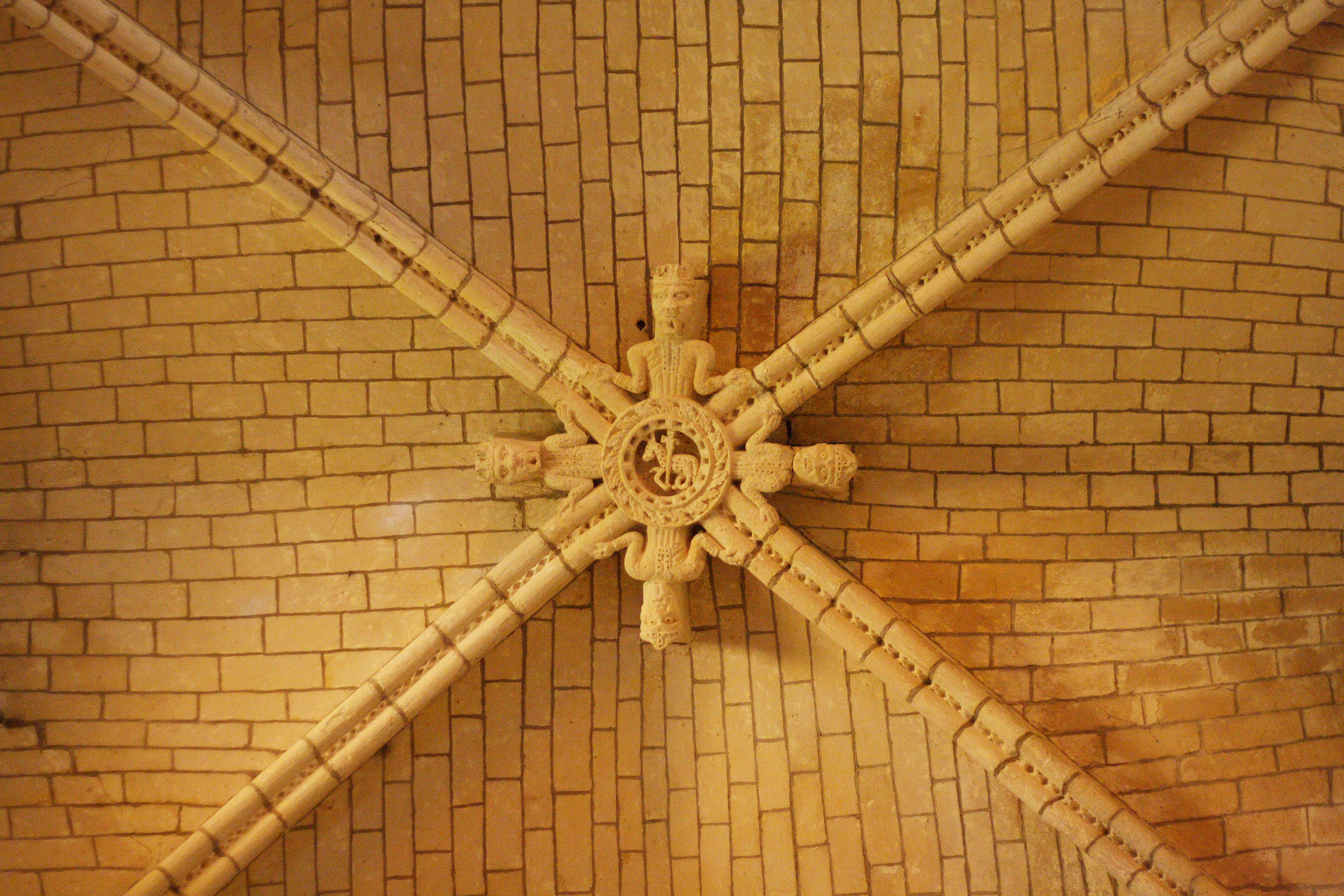
Clé de voûte de la 3e travée.

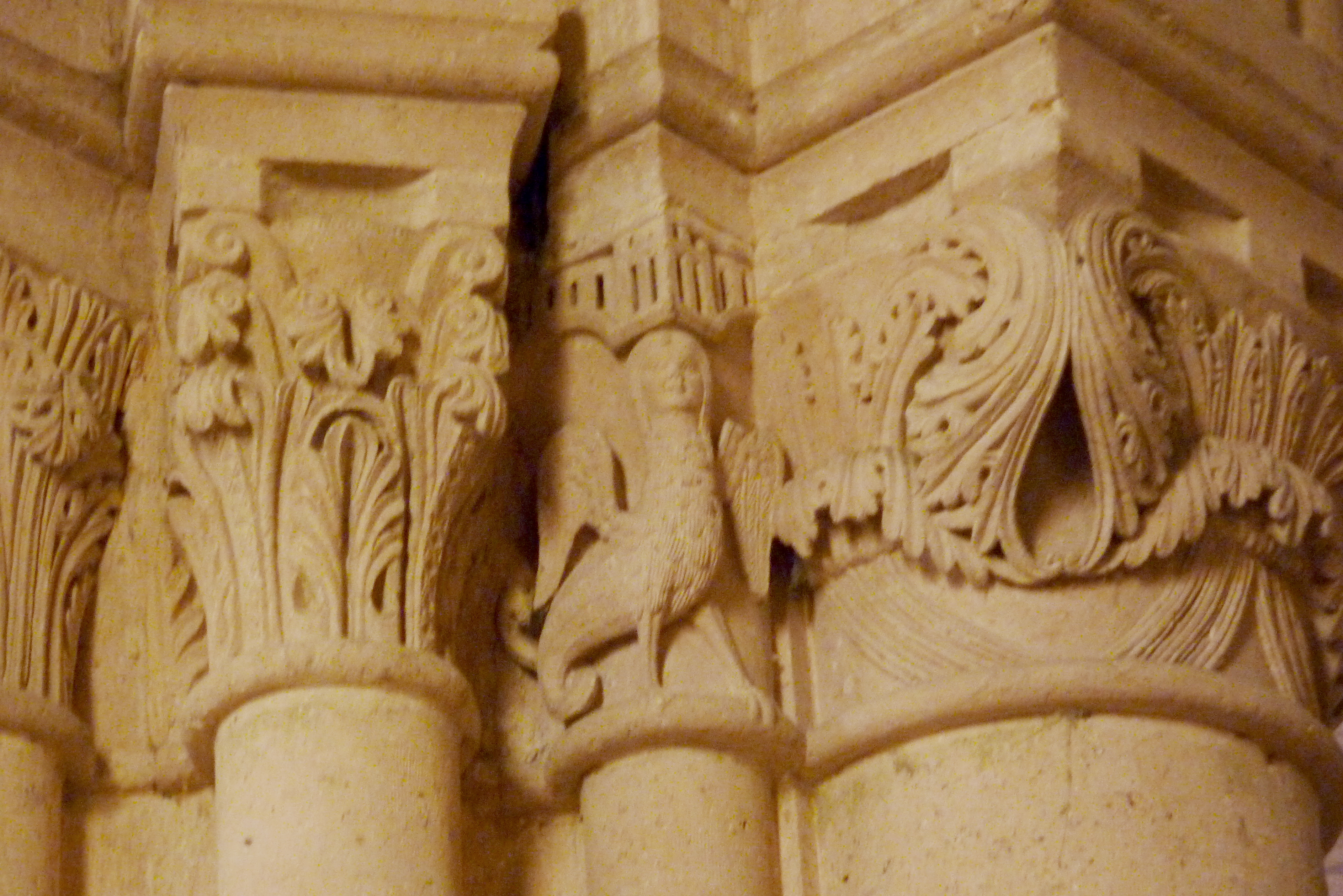
Exemple de chapiteaux romans.

L'église Saint-Sulpice fait partie des 934 premiers bâtiments classés aux monuments historiques par la liste de 1840, dont seulement cinq autres églises sur le territoire de l'actuel département du Val-d'Oise. Un premier état des lieux sommaire indique que l'église de Chars se trouve « dans un état de délabrement fâcheux », et au moins 14 000 francs sont demandés pour financer des travaux, alors que la commune et la fabrique ne peuvent réunir que 30 francs par an. Des premiers travaux de restauration exécutés très maladroitement provoquent toutefois un déclassement dès 1845, et l'église continue de se dégrader. Bâtie sur un terrain marécageux, elle est sensible aux vibrations des trains circulant sur la nouvelle ligne de chemin de fer de Pontoise à Dieppe, et les murs se tassent. En 1868, le curé Huan lance une souscription pour financer des travaux de restauration, et la fabrique dépense la somme de 60 000 francs pour refaire les contreforts du chevet, deux arcs-boutants, trois piliers du chœur, le mur extérieur derrière le triforium de l'abside et deux baies du bas-côté nord. En 1870, on a l'idée malencontreuse de rehausser le sol de la nef et des bas-côtés pour les aligner sur le même niveau que le transept, ce qui implique l'enterrement des bases des colonnes. En 1890, le curé Plaissonnet fait enlever les couches de badigeons recouvrant tout l'intérieur de l'église pour faire ressortir de nouveau les détails de l'architecture d'origine, et peu de temps après, le curé Picard fait nettoyer plusieurs chapelles rayonnantes.
En 1901, l'architecte Anthony Selmersheim constate le résultat déplorable d'un nettoyage à vif des parements intérieurs. Une restauration du transept est entreprise en 1902. Avec le recul, les travaux de restauration de la seconde moitié du XIXe siècle sont jugés inappropriés, mais au début du XXe siècle, Eugène Lefèvre-Pontalis émet encore un avis plutôt favorable. Il souligne que c'est grâce à l'engagement des habitants et de trois curés successifs que l'église a été sauvée de la ruine certaine. En effet, la commune oppose un refus constant à toutes les propositions de classement, et l'État s'abstient complètement du financement des travaux. Finalement, l'église est classée d'office par décret du 12 mars 1912. Comme premiers travaux subventionnés par les Monuments historiques, le clocher est restauré sous Jules Formigé en 1925, puis il répare les dégâts causés sur le pourtour du chevet par l'effondrement du mur de soutènement qui protège l'église des éboulis du plateau. En 1944, sous la Seconde Guerre mondiale, le souffle de bombes tombant à proximité enfonce les vitraux, qui en 1956 sont remplacés par des puzzles de couleurs trop criantes. Jusqu'en 1965, les toitures sont réparées, et quelques maçonneries extérieures sont reprises. — Eugène Lefèvre-Pontalis estime qu'après la restauration trop radicale de la collégiale Notre-Dame de Poissy par Eugène Viollet-le-Duc, l'église Saint-Sulpice de Chars représente le monument le plus intéressant de tout le département de Seine-et-Oise. Maryse Bideault et Claudine Lautier épinglent toutefois l'authenticité douteuse de certaines dispositions, et regrettent l'impact négatif des restaurations maladroites du passé sur l'effet général du monument,,,.

### Situation actuelle
Sous la Révolution française, le nouveau diocèse de Versailles avait été créé pour regrouper les paroisses sur l'ensemble du territoire du département de Seine-et-Oise. Dans le cadre de la refonte des départements d'Île-de-France et de la création du département du Val-d'Oise, le nouveau diocèse de Pontoise est érigé en 1966. Chars n'est à présent plus une paroisse indépendante, et est affiliée à la paroisse d'Avernes et Marines. Elle regroupe un total de trente-quatre villages. Le dernier prêtre résidant à Chars est l'abbé Léon Langlais, curé de Marines à partir de 1971, puis du groupement de Marines à partir de 1980. Après son départ en retraite en 1997, il s'installe au presbytère de Chars, à l'est de l'église. Le 16 décembre 2007, le jubilé de ses soixante années de sacerdoce est célébré en la cathédrale Saint-Maclou de Pontoise. D'abord, le père Langlais reste au service de la paroisse comme prêtre coopérateur. Plus tard, les difficultés liées à son grand âge l'incitent à ne plus célébrer l'Eucharistie en public. L'abbé Langlais décède le 30 août 2015 dans sa quatre-vingt-quinzième année, et ses obsèques sont célébrées le 8 septembre en l'église de Marines. — Les messes dominicales ont lieu en l'église Saint-Sulpice environ quatre fois par an, en automne et au printemps, le samedi soir ou le dimanche, sans rythme fixe.

## Description

### Aperçu général

Plan de l'église.

Comme ne manque pas de le souligner Eugène Lefèvre-Pontalis, l'église de Chars est semblable à l'abbatiale de Saint-Germer sous de nombreux égards. Issue d'une longue et unique campagne de construction, l'église Saint-Sulpice observe le plan caractéristique des plus grandes églises de l'apogée de l'architecture romane, et représente l'une des rares églises du Vexin français bâties sur un plan parfaitement homogène et symétrique. Les reconstructions du XVIe siècle relativisent bien entendu quelque peu ce constat, avec notamment la construction d'un clocher s'élevant au-dessus de la dernière travée du bas-côté sud au lieu de la croisée du transept, mais l'organisation de l'intérieur de l'église reste en tout cas inchangé jusqu'à présent. D'orientation régulière est-ouest, avec une toute petite déviation vers le sud-ouest, l'église se compose d'une nef de quatre travées accompagnée de ses bas-côtés ; d'un transept non saillant ; d'un chœur composée d'une travée droite et d'une travée en hémicycle pour l'abside ; d'un déambulatoire ; et de cinq chapelles rayonnantes ordonnancées autour du déambulatoire. Une sacristie sans caractère a été collée devant le croisillon sud. Le vaisseau central conserve la même largeur d'un bout à l'autre de l'édifice. Ses travées sont légèrement barlongues, sauf celle de la croisée qui est carrée. Les travées des bas-côtés, un peu moins larges que celles du vaisseau central, sont également carrées, alors que les croisillons sont plus longues que larges. L'ensemble des travées est voûté sur croisées d'ogives, sauf l'abside et les absidioles en hémicycle, qui sont recouvertes respectivement d'une voûte à cinq compartiments et de voûtes tripartites, rayonnantes à partir d'une clé de voûte latéral. Du fait de la période de construction, l'élévation du chœur appartient déjà à l'architecture gothique primitive, et toutes les voûtes sont également gothiques. En effet, toutes les voûtes refaites au XVIe siècle portent encore les caractéristiques du XVe siècle et sont de style gothique flamboyant, mais sans nervures décoratives supplémentaires. Les massifs octogones remplaçant trois des quatre piles de la croisée s'accordent moins bien avec le style de l'édifice, mais la plupart des autres remaniements sont plus discrets. Le clocher est une œuvre de la Renaissance qui détonne à côté d'un édifice du XIIe siècle,.

### Intérieur

#### Nef et bas-côtés

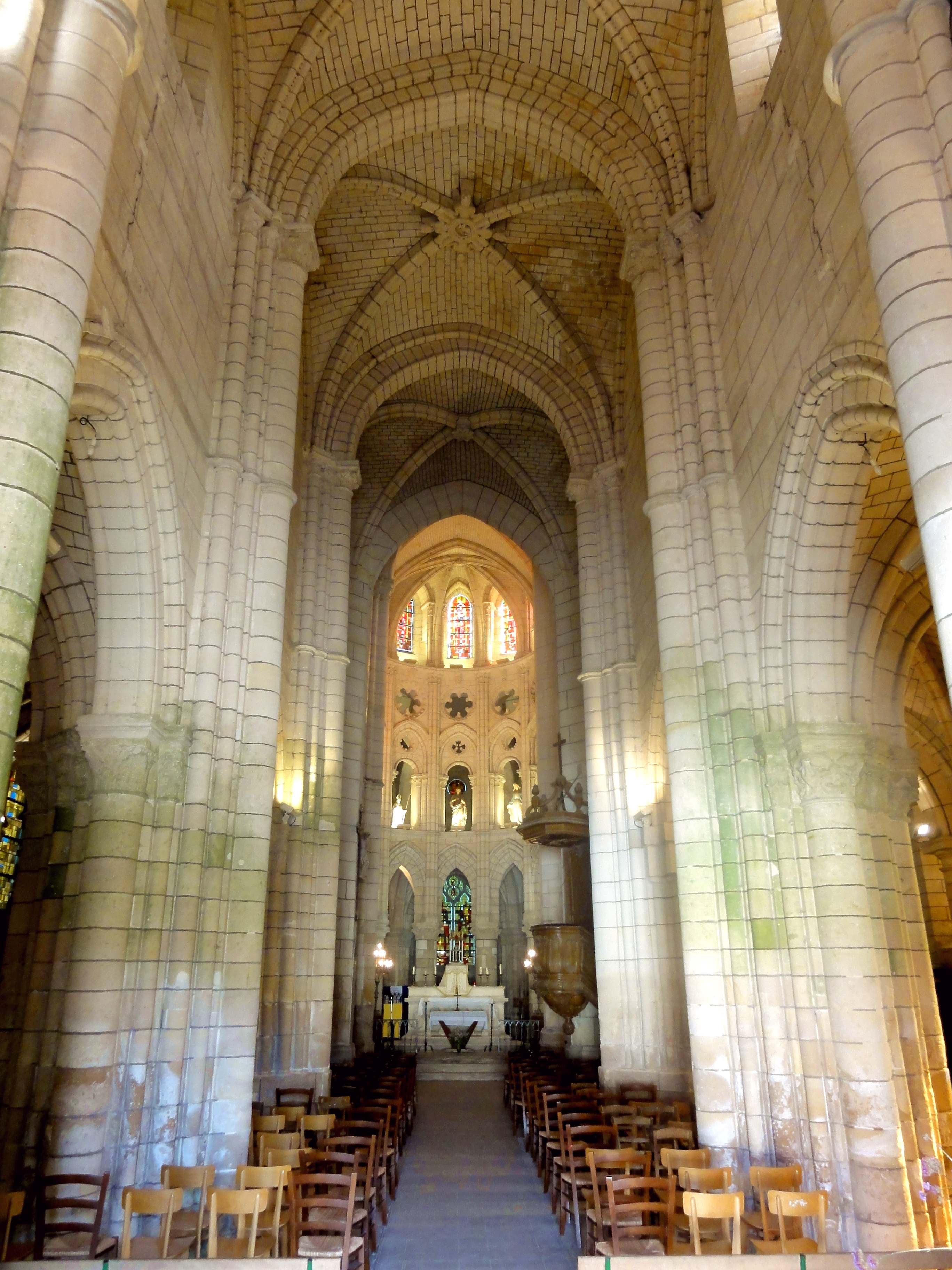
Nef, vue vers l'est.

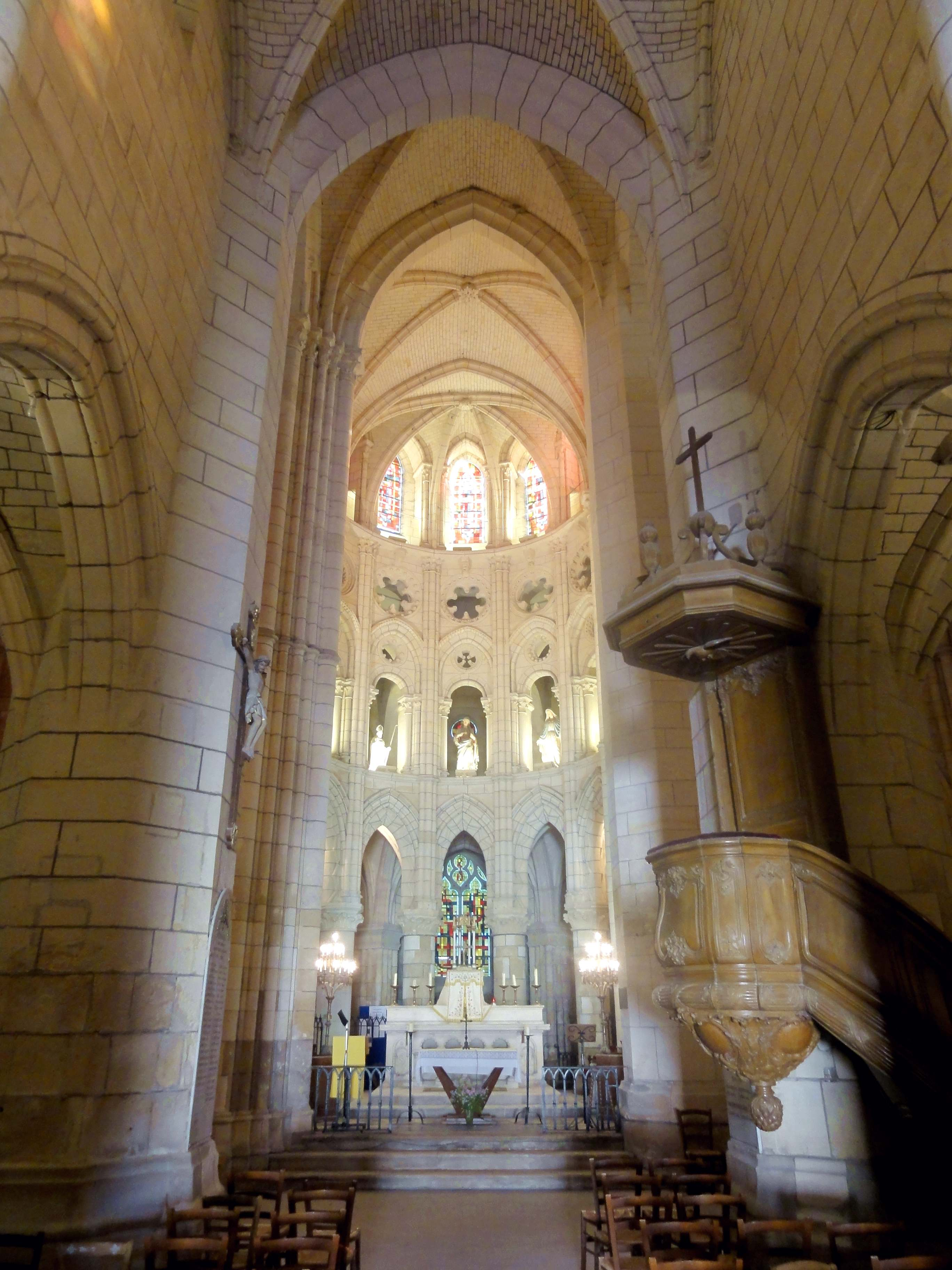
Nef, vue vers l'est.

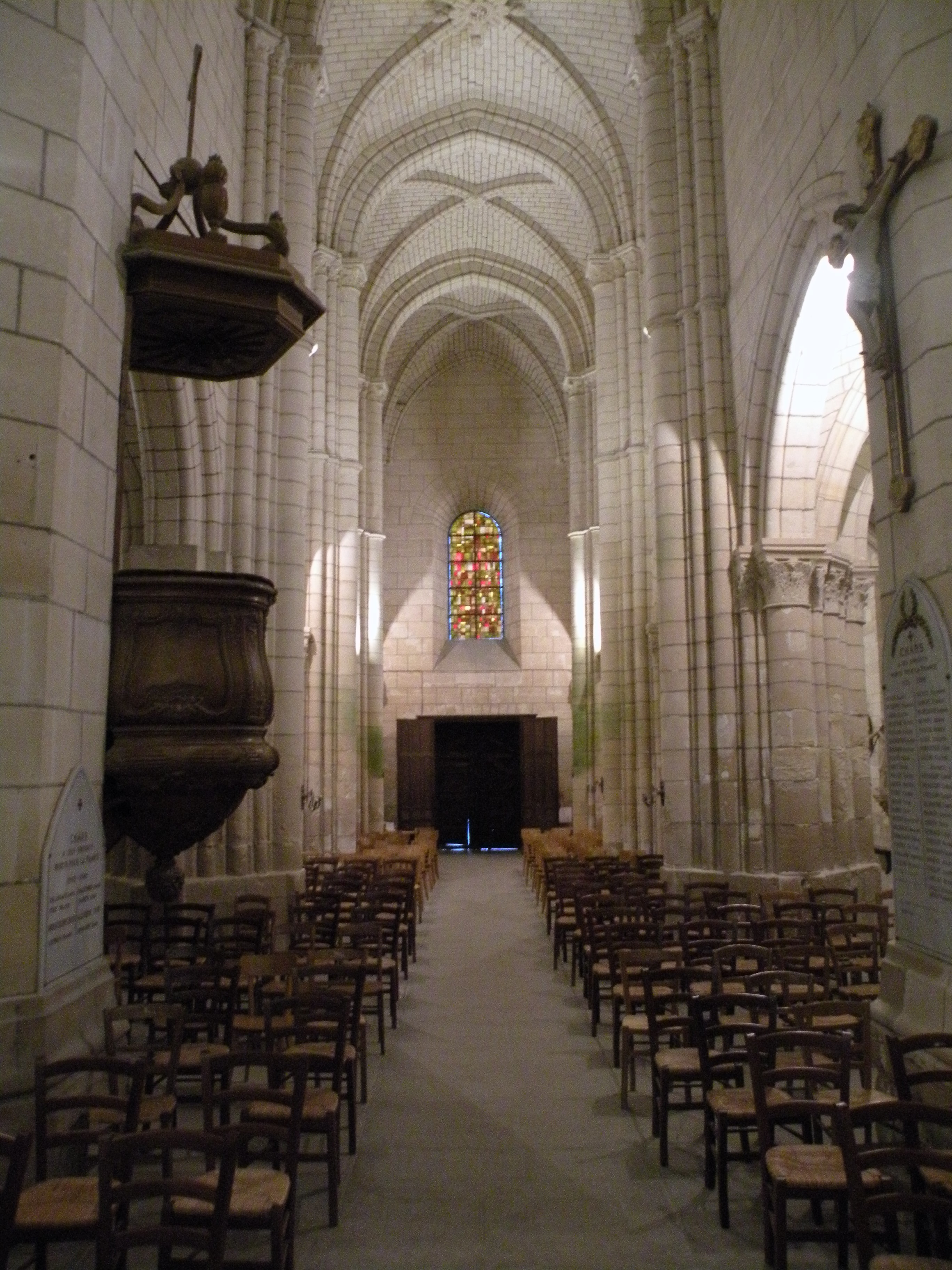
Nef, vue vers l'ouest.

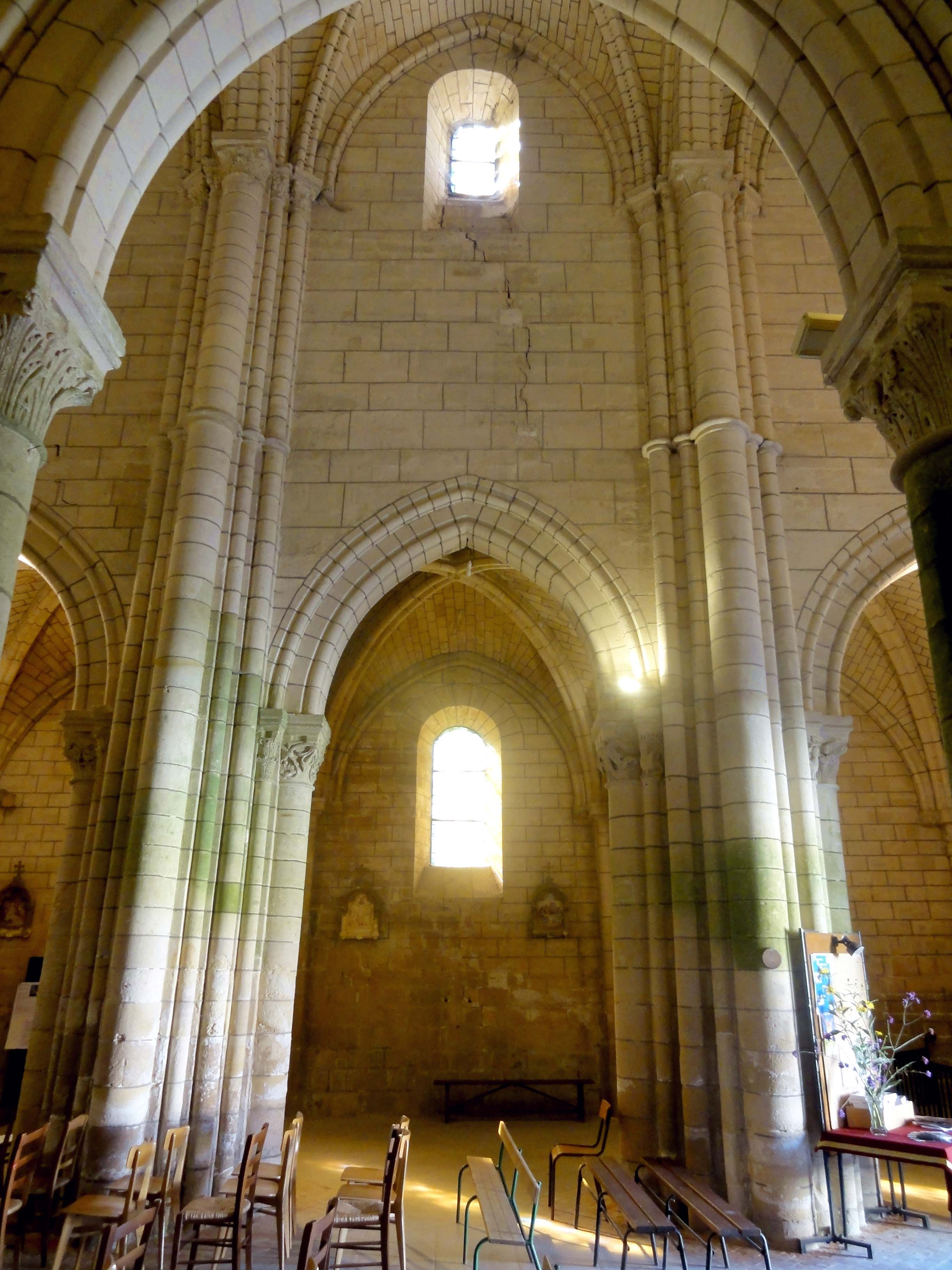
2e travée, élévation sud.

La nef représente la première partie construite de l'église actuelle. Elle surprend d'abord par son étroitesse, insoupçonnée face au caractère monumental de la façade et la silhouette imposante du clocher. Entre les murs latéraux, la largeur est de 4,92 m, mais entre les piliers, elle se réduit à 4,16 m. Quelques églises des environs ont des nefs encore plus étroites entre les piliers : Cambronne-lès-Clermont (3,35 m) ; Foulangues (3,85 m), Saint-Vaast-lès-Mello (3,15 m), Santeuil (3,50 m). Cette étroitesse met davantage en exergue l'élancement relatif de la construction, car la hauteur des piliers équivaut à environ trois fois la distance entre les murs latéraux. Cependant, la nef est la partie la moins élevée du vaisseau central, la plus haute étant le transept. Ainsi, l'élévation de la nef ne comporte que deux niveaux, à savoir l'étage des grandes arcades et l'étage des fenêtres hautes, qui sont séparés d'une importante portion de murs nus. Une scansion horizontale fait complètement défaut, et les faisceaux de colonnettes des hautes-voûtes sont donc les principaux éléments structurants du volume intérieur. En dépit de l'existence de fenêtres hautes, et malgré le teint très clair de la pierre employée pour la construction, la nef est plongée dans une pénombre permanente : ceci vient de la petite taille des fenêtres en plein cintre, qui sont poussées très haut sous la lunette des voûtes, et aussi de la présence du clocher au sud de la quatrième travée, ainsi que du manque de luminosité du transept et du chœur, qui ne contribuent donc pas à l'éclairage indirect de la nef,,.
Pour la datation de la nef, les auteurs sont unanimes et indiquent la période comprise entre 1150 et 1160 environ, soit le début de la période gothique. Cette datation se fonde notamment sur les fenêtres, et l'analyse de la modénature et de la sculpture des chapiteaux : les bases sont enterrées depuis l'exhaussement du sol de la nef, qui était sans doute motivé par le caractère marécageux du sol. Au début du XXe siècle, Eugène Lefèvre-Pontalis est persuadé que le voûtement d'ogives est secondaire, et aurait été ajouté peu de temps après l'achèvement de la nef, au cours des années 1160. Il cite comme preuves la retombée des formerets sur des têtes grimaçantes, qu'il explique par le manque de place pour des colonnettes supplémentaires, non prévues initialement ; les bagues qui entourent les fûts au niveau du sommet des grandes arcades ; et l'observation que certains  tailloirs auraient dû être coupés pour faire passer les fûts ajoutés après coup. Lefèvre-Pontalis est conscient de la similitude des chapiteaux des grandes arcades et ceux du second ordre. Enfin, il souligne les points communs avec certaines autres nefs, qui, selon lui, auraient été voûtées après coup, dont Bury, Foulangues et Saint-Vaast. Or, en 1905, il a changé d'avis pour Bury, et concernant Saint-Vaast, Jean Vergnet-Ruiz a démontré qu'au moins une des voûtes a été construite d'emblée, et que les autres ont été lancées avant l'achèvement de la nef. Pour Foulangues, la question reste en suspens. Plus de quatre-vingt ans après Lefèvre-Pontalis, Maryse Bideault et Claudine Lautier ne remettent plus en question que les voûtes soient primaires. Sans reprendre point par point les arguments de Lefèvre-Pontalis, elles avancent que l'identité de la modénature au niveau des grandes arcades, des doubleaux des bas-côtés et des doubleaux de la nef exclut l'hypothèse d'un voûtement après coup. Le baguement des colonnettes suivrait un usage courant en Île-de-France,,.
À l'exception des fenêtres de la nef et des bas-côtés, l'arc en tiers-point règne partout dans la nef et les bas-côtés : Ceci vaut pour les grandes arcades, pour les doubleaux, pour les formerets et pour les ogives. Comme déjà observé, les grandes arcades et les doubleaux sont analogues, et ils sont tous à double rouleau. Le rouleau supérieur est mouluré d'un tore dégagé ; le rouleau inférieur est au profil d'un méplat entre deux tores dégagés. Par l'intermédiaire des tailloirs carrés des chapiteaux, il retombe sur des colonnes à moitié engagées dans les piliers à noyau cruciforme. Les colonnes engagées s'accompagnent des fines colonnettes des rouleaux supérieurs, qui encadrent la colonnette correspondant à l'ogive. Toutes ces colonnettes sont logées dans des ressauts du pilier. La colonnette des ogives a son tailloir planté de biais, face aux ogives. Ainsi les piliers de la nef sont cantonnés de quatre colonnes et de douze colonnettes. Ce nombre déjà considérable explique sans doute que le maître d'œuvre a préféré faire retomber les formerets sur des culs-de-lampe, car les piliers fasciculés sont déjà assez massifs. Par ailleurs, des colonnettes supplémentaires auraient rompu la symétrie, car il n'y en aurait pas eu besoin dans les bas-côtés, où les rouleaux supérieurs tiennent en même temps lieu de formerets (sauf au droit des murs extérieurs, dont il n'y a pas question ici). Afin de rester fidèle au principe appliqué au niveau des doubleaux, les formerets retombent également sur des têtes grimaçantes dans les angles au revers de la façade ; ici, deux têtes grimaçantes flanquent donc un chapiteau unique, réservé à l'ogive. Les ogives sont au profil de deux tores séparés d'une gorge, qui est ornée d'étoiles ou de pointes-de-diamant. C'est un principe décoratif répandu dans l'ouest de la France, mais qui se trouve également sur certaines voûtes de l'église du prieuré Saint-Martin-des-Champs ; de l'abbatiale de Saint-Germer-de-Fly ; et de la cathédrale Notre-Dame de Noyon,, ; ainsi que dans le sanctuaire de Bonneuil-en-Valois.
Les clés de voûte des deux premières travées ne dépassent pas le diamètre des ogives, et sont décorées d'une petite tête humaine encadrée de huit petites têtes de monstres, puis de petites feuilles d'acanthe. La troisième clé, de grandes dimensions, arbore un disque représentant l'Agnus Dei entre quatre rois en buste, dont les bras s'appuient aux ogives. Ces figures rappellent les atlantes des églises de Bury et Cambronne, et des clés de Noyon et Saint-Germer de Fly ; on note aussi des analogies iconographiques avec des clés de Notre-Dame d'Étampes, qui sont de qualité supérieure. Les motifs ne sont pas fortuits : le même agneau pascal entre dans le blason de l'archevêque de Rouen, et les rois sont vraisemblablement les quatre premiers Capétiens. Dans la quatrième travée, la voûte a été refaite avec des nervures prismatiques à la période flamboyante, et le troisième pilier du sud a été remplacé par un pilier octogonal sans caractère. — Les chapiteaux sont tous d'une très grande qualité. Le motif dominante est la feuille d'acanthe, qui est présentée de diverses manières, qui font souvent preuve d'une grande habileté et d'imagination. Les feuilles sont finement striées et parfois creusées au trépan ; elles sont largement déployées, formant palmettes ou se déployant en éventail ; certaines se retroussent en vague ou se superposent en crossettes. Parfois les tiges interviennent aussi dans les compositions ; elles sont nouées ensemble ou entrelacées, ou soutiennent un fruit d'arum. Eugène Lefèvre-Pontalis signale le chapiteau à l'ouest du second pilier du sud, qui est garni de feuilles d'angle recourbées, dont les tiges accouplées sont réunies par une bague centrale : ce serait un motif original, qui se trouve également dans le déambulatoire de la cathédrale de Pontoise. Les petits chapiteaux des rouleaux supérieurs sont souvent sculptés de chimères, ou, dans un cas, d'une tête de monstre crachant des rinceaux. Deux petits chapiteaux des grandes arcades du nord sont historiés. Sur l'un, on voit l'avare, qui retient son tablier gonflé de sa récolte ; l'ange de sa destinée se présente à lui avec le flambeau de sa vie usé, éteint. Sur l'autre, un homme assis sur un tabouret essaie d'atteindre le fond d'un récipient, sans y parvenir. Sur un gros chapiteaux, de petites chouettes occupent l'emplacement habituel des volutes d'angle. Tous ces chapiteaux se placent dans la lignée des chapiteaux de l'avant-nef de la basilique Saint-Denis, qui passe pour le premier édifice gothique ; ils s'inscrivent également dans la tradition de la collégiale Saint-Évremond de Creil (démolie), du déambulatoire de Pontoise et de la cathédrale de Senlis,,.

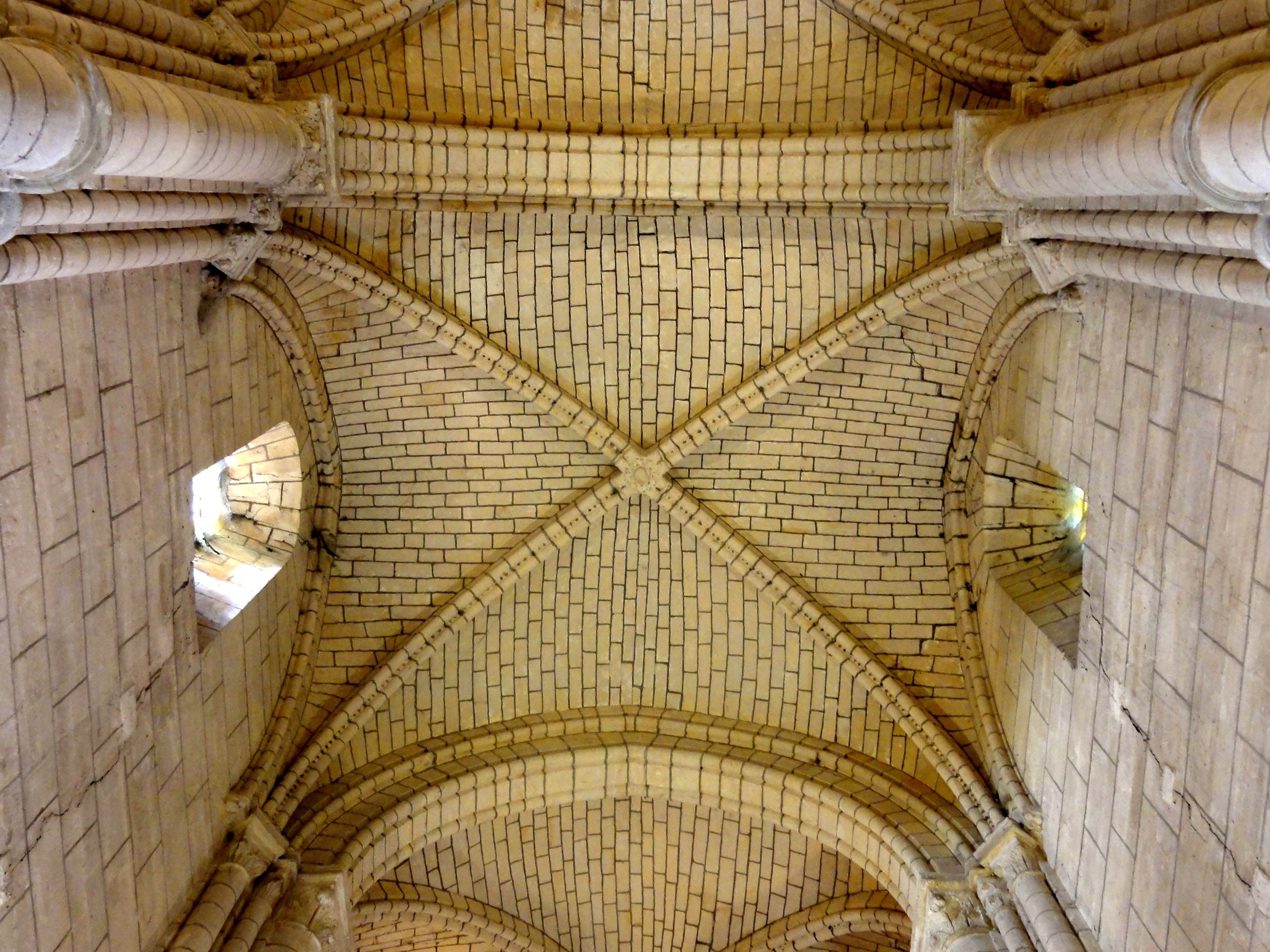
Voûte de la 2e travée.
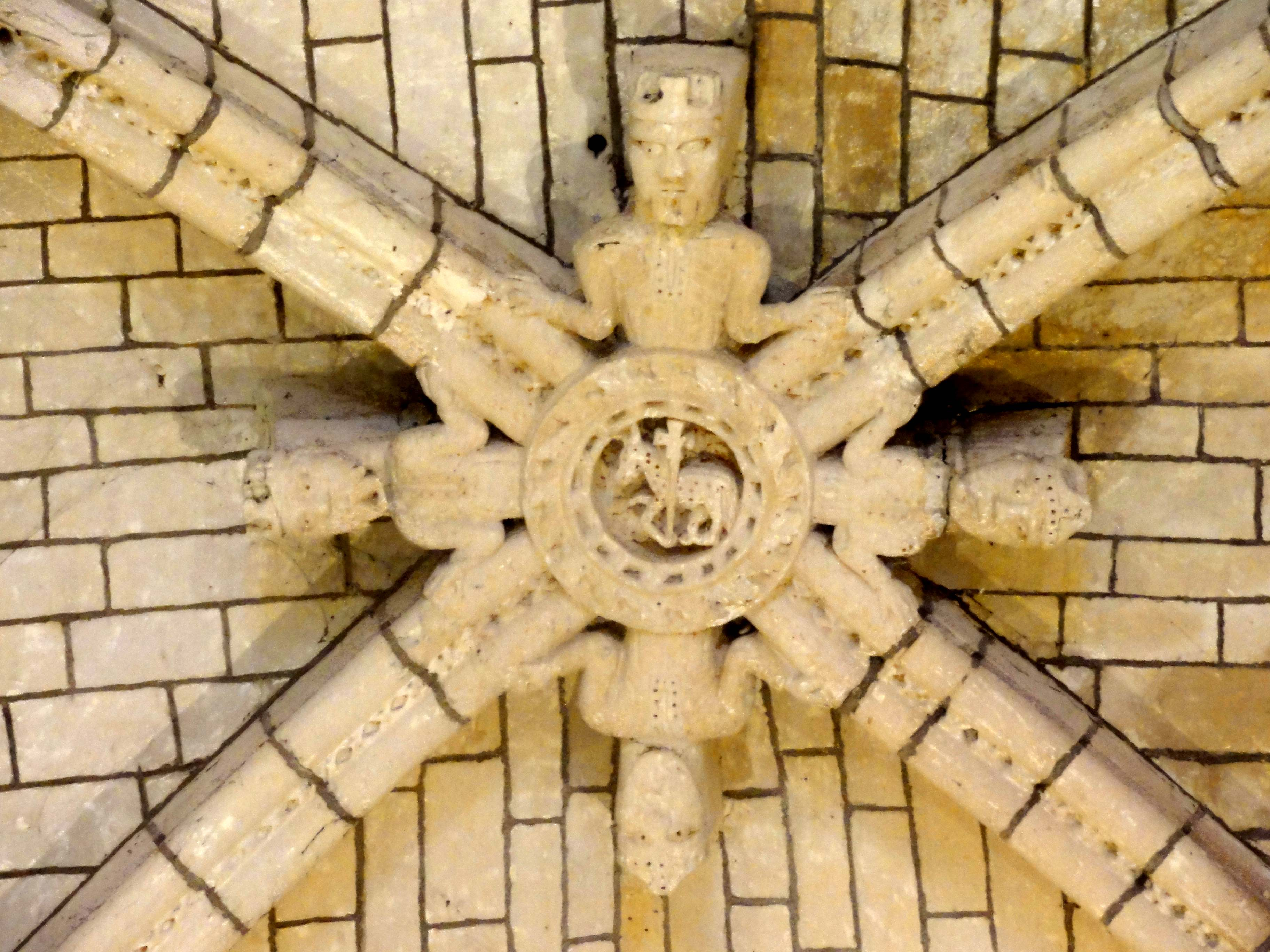
Clé de voûte de la 3e travée.
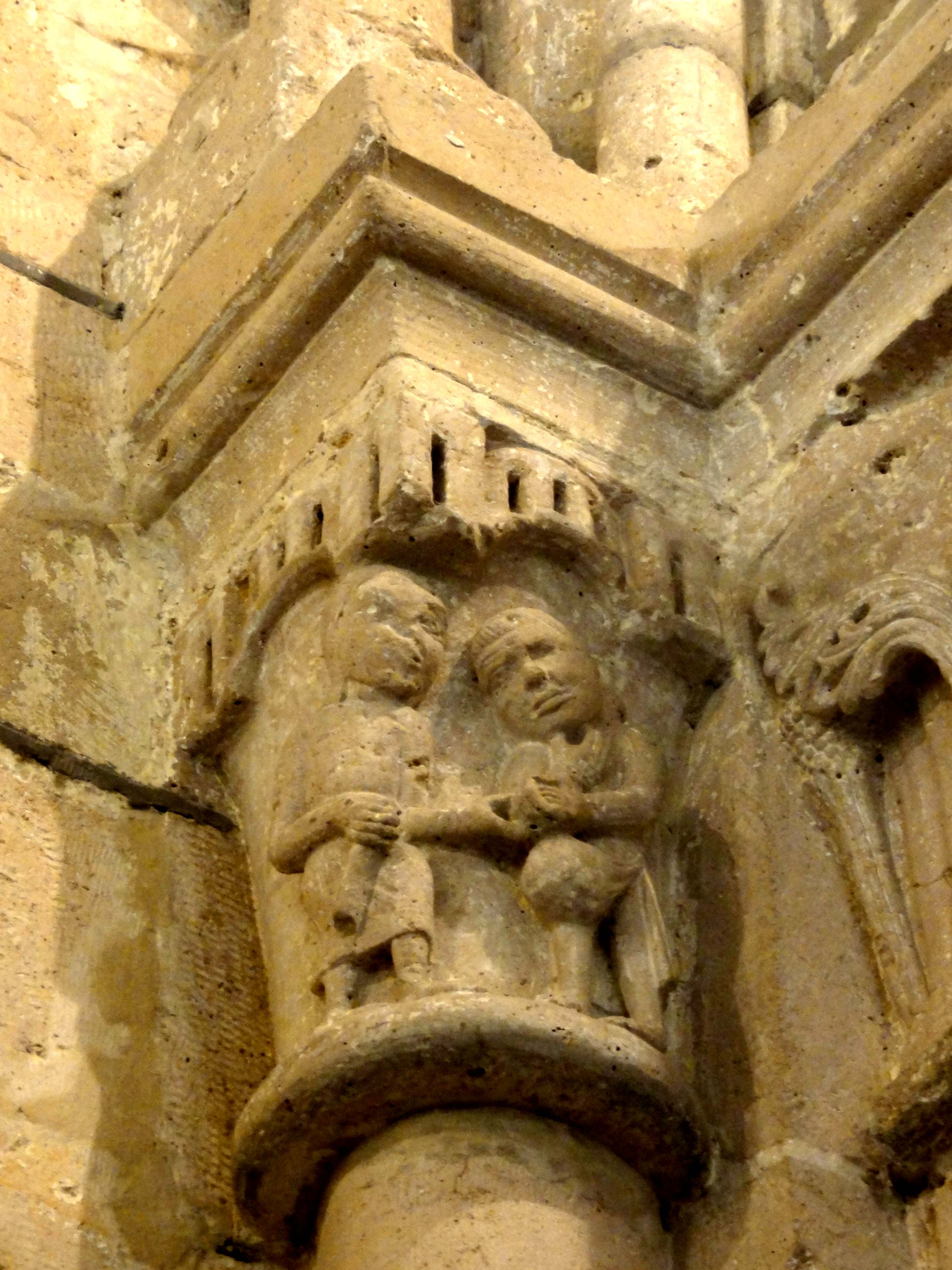
Chapiteau historié des grandes arcades du nord.
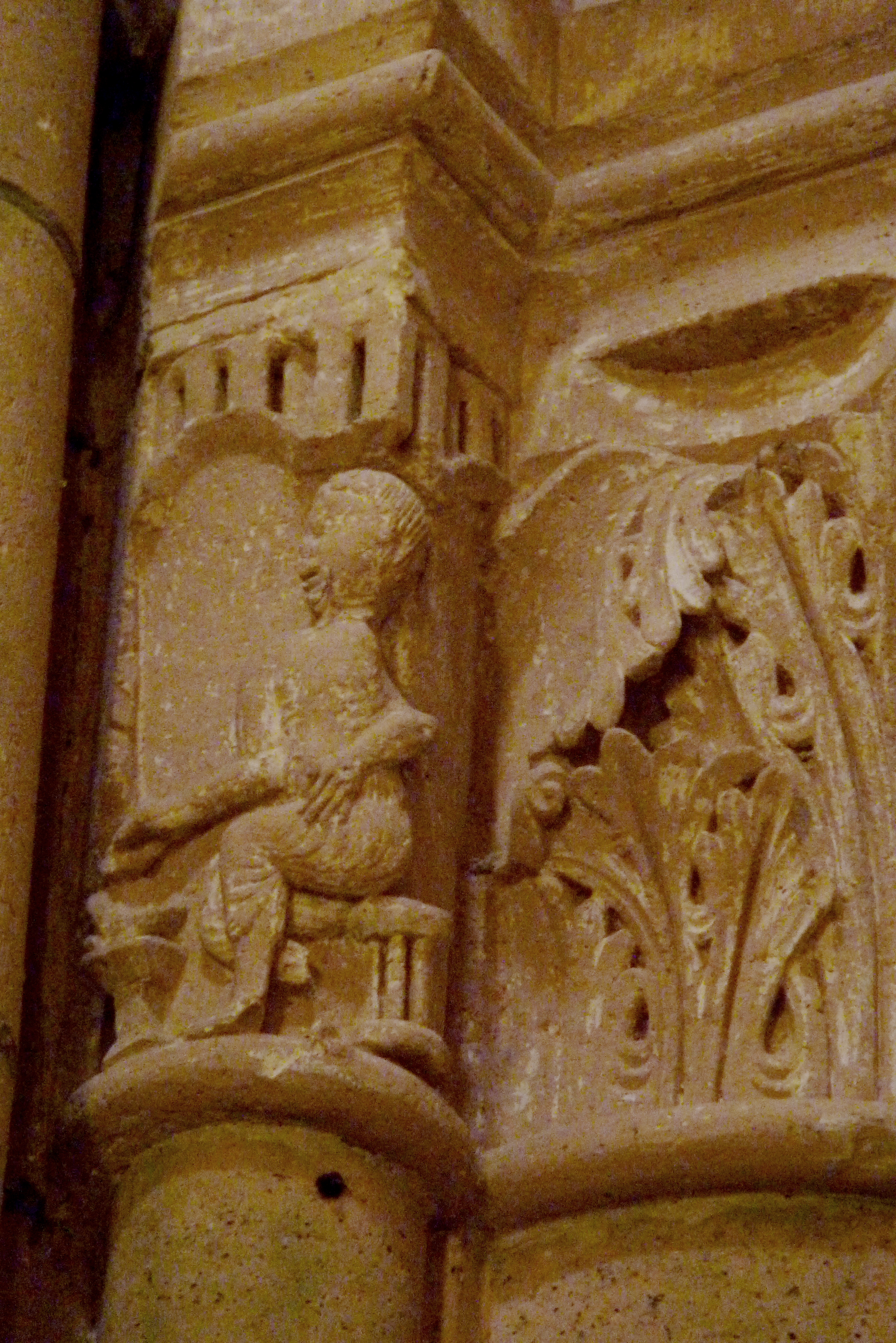
Chapiteau historié des grandes arcades du nord.
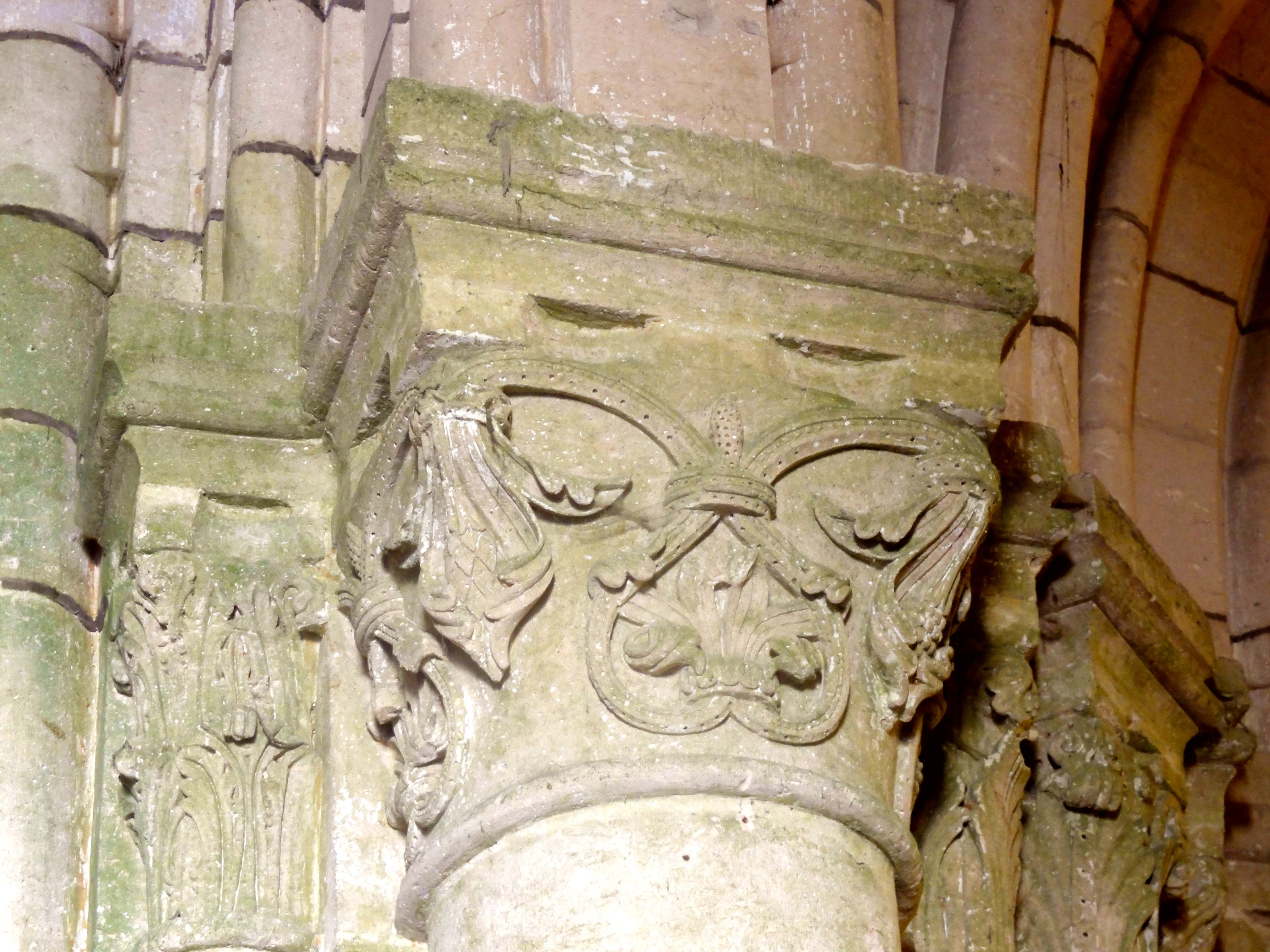
Chapiteau existant également à Pontoise.
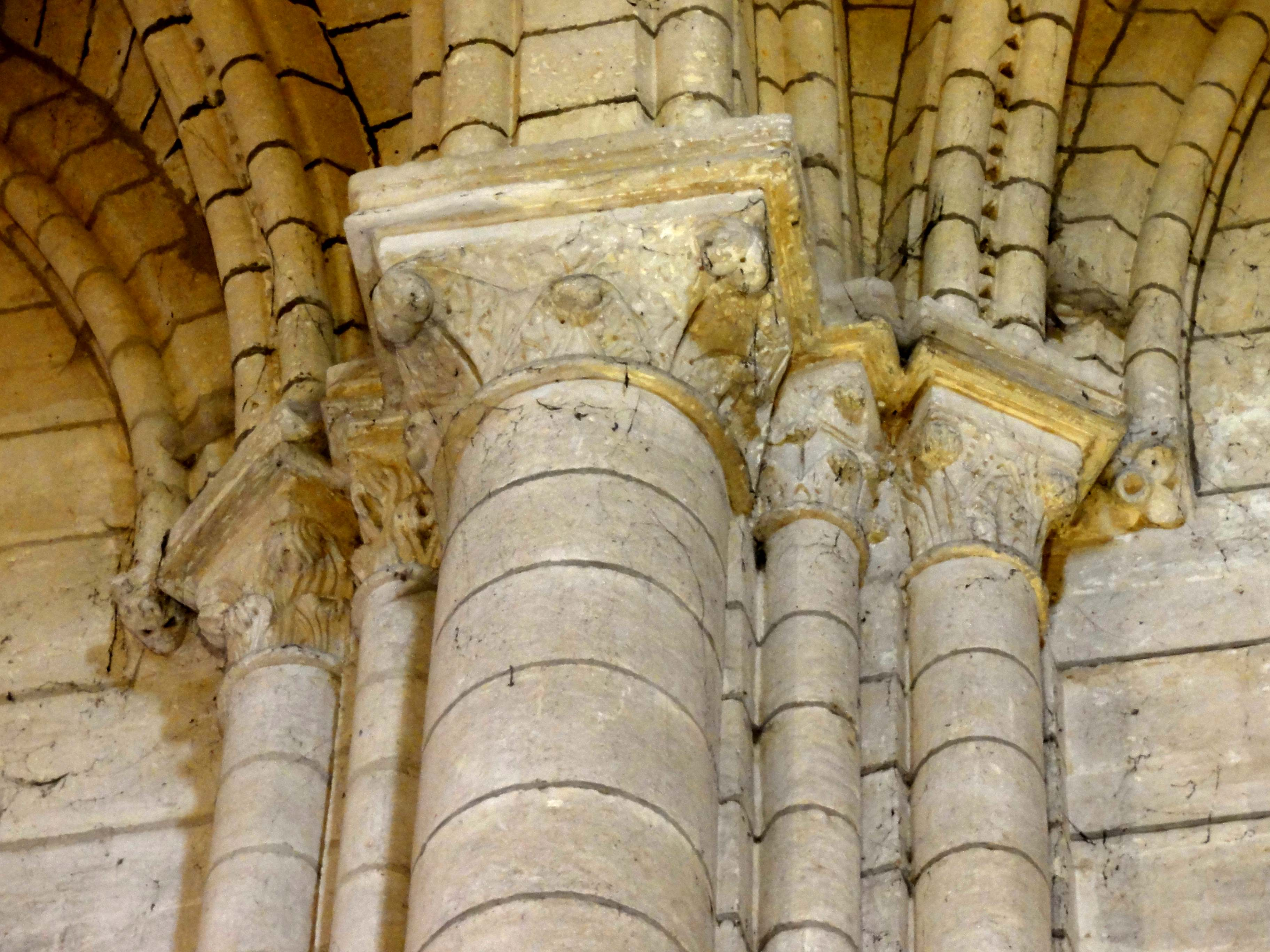
Chapiteaux du 2e ordre (1er doubleau, côté nord).

#### Bas-côtés

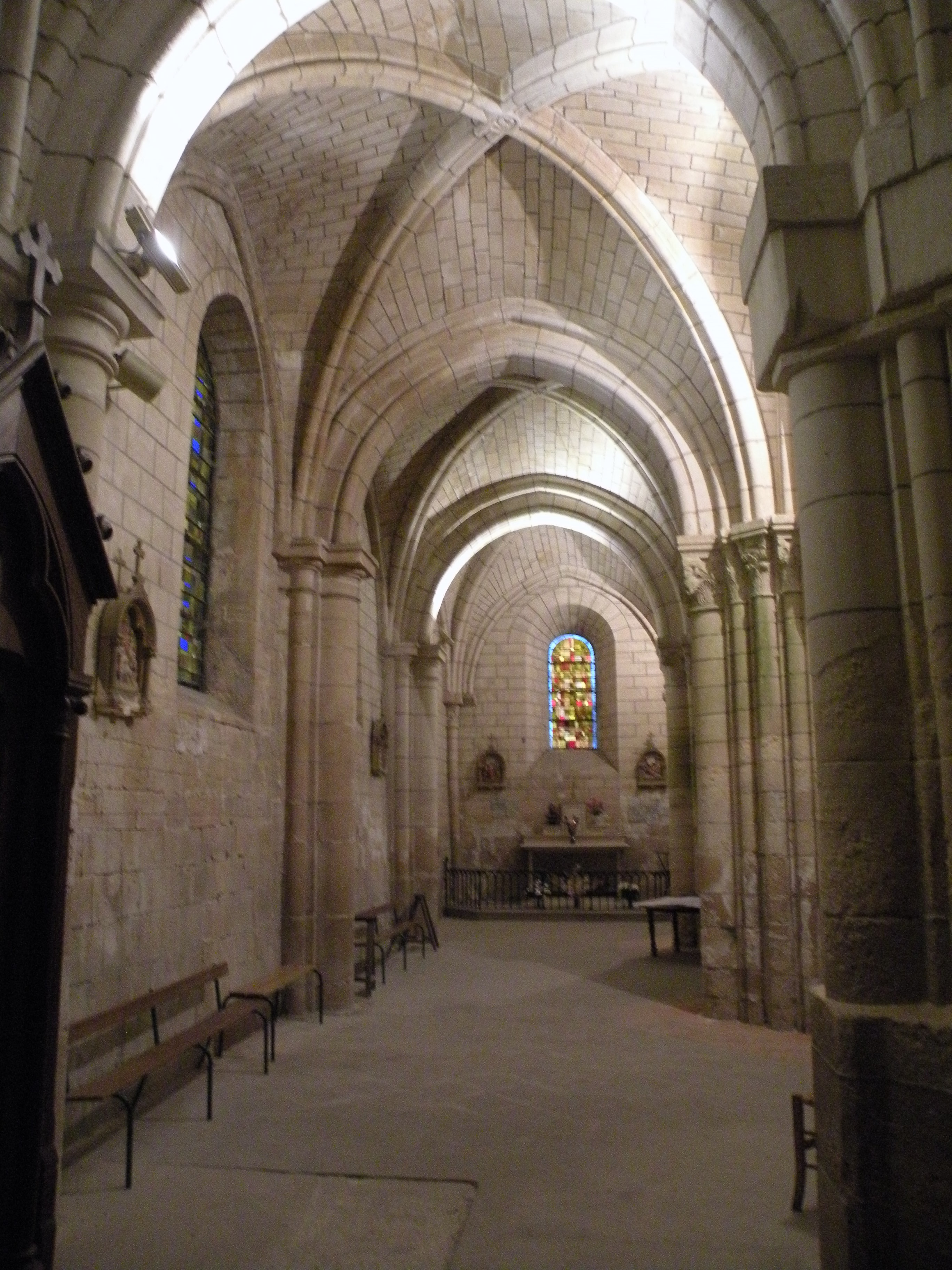
Bas-côté sud, avec à gauche des chapiteaux du XVIe siècle.

Dans les bas-côtés, le maître d'œuvre des années 1150 a appliqué les mêmes principes que dans la nef, sauf qu'au droit des murs gouttereaux, où les rouleaux supérieurs des arc-doubleaux se partagent les tailloirs et chapiteaux avec les ogives, ou avec les rouleaux inférieurs. Tantôt l'ogive est visible au premier plan ; tantôt ce sont le rouleau supérieur et le formeret qui occupent le premier plan et ne laissent guère de place pour l'ogive. C'est le cas au niveau du troisième doubleau, dont le tracé manque du reste de symétrie. Mais au niveau du premier et du second doubleau du nord, la retombée des ogives sur les tailloirs des petits chapiteaux infirme l'hypothèse du voûtement secondaire défendu par Lefèvre-Pontalis. On voit aussi que ce n'est pas par manque de place que les formerets le long des murs retombent sur des modillons. Elles représentent des têtes grimaçantes ou des fleurs. Parfois les tailloirs des petits chapiteaux et ceux des modillons ne forment qu'un. Il y a donc un certain nombre d'irrégularités, ce qui n'est pas rare dans les bas-côtés. — Si la nef reste assez proche de son état d'origine, à l'exception du troisième pilier du sud, des piles occidentaux de la croisée et de la voûte de la dernière travée, ce n'est pas le cas des bas-côtés. Au sud, les chapiteaux et tailloirs engagés dans le mur gouttereau ont été refaits sans style à l'époque moderne. Ne restent que trois modillons sculptés des formerets, ainsi qu'un atlante dans l'extrémité sud-ouest, mais il semble résulter d'une restauration moderne. La corbeille se termine en effet par des plates-bandes lisses, et le tailloir n'est qu'un bloc cubique, tout comme par ailleurs les chapiteaux et tailloirs du troisième pilier. Très dégradés, les blocs sculptés d'origine ont été retirés, mais la restauration n'a pas été achevée, et le résultat est plus que disgrâcieux. La fenêtre désaxée de la troisième travée est moderne, et celle de la quatrième travée, face au clocher, est bouchée. Au nord, les supports du troisième doubleau et de l'arcade vers le croisillon, côté nord, ont également été refaits sans style. La voûte de la travée comprise entre ces supports refaits est flamboyante, et la fenêtre a été repercée. Les fenêtres d'origine ont la même forme que les fenêtres hautes de la nef : elles sont de dimensions moyennes, en plein cintre, fortement ébrasées et sans décoration. — Les ogives des voûtes du bas-côté nord sont décorées de la même façon que dans la nef, mais la gorge entre les deux tores reste vide dans le bas-côté sud. Toutes les clés de voûte sont différentes. Au sud, elles sont petites et rappellent les églises romanes tardives de l'Oise, comme par exemple Bury ; l'une représente un petit chien. Au nord, on note surtout une grande fleur très délicate à deux rangs de pétales. Les pétales extérieures sont ajourées. Dans la troisième travée, on trouve un disque, dont le dessin suggère un mouvement tournant. Les clés de voûte « tournantes » ne deviennent courantes qu'au XIIIe siècle, et l'église de Trumilly en fournit plusieurs exemples,,.

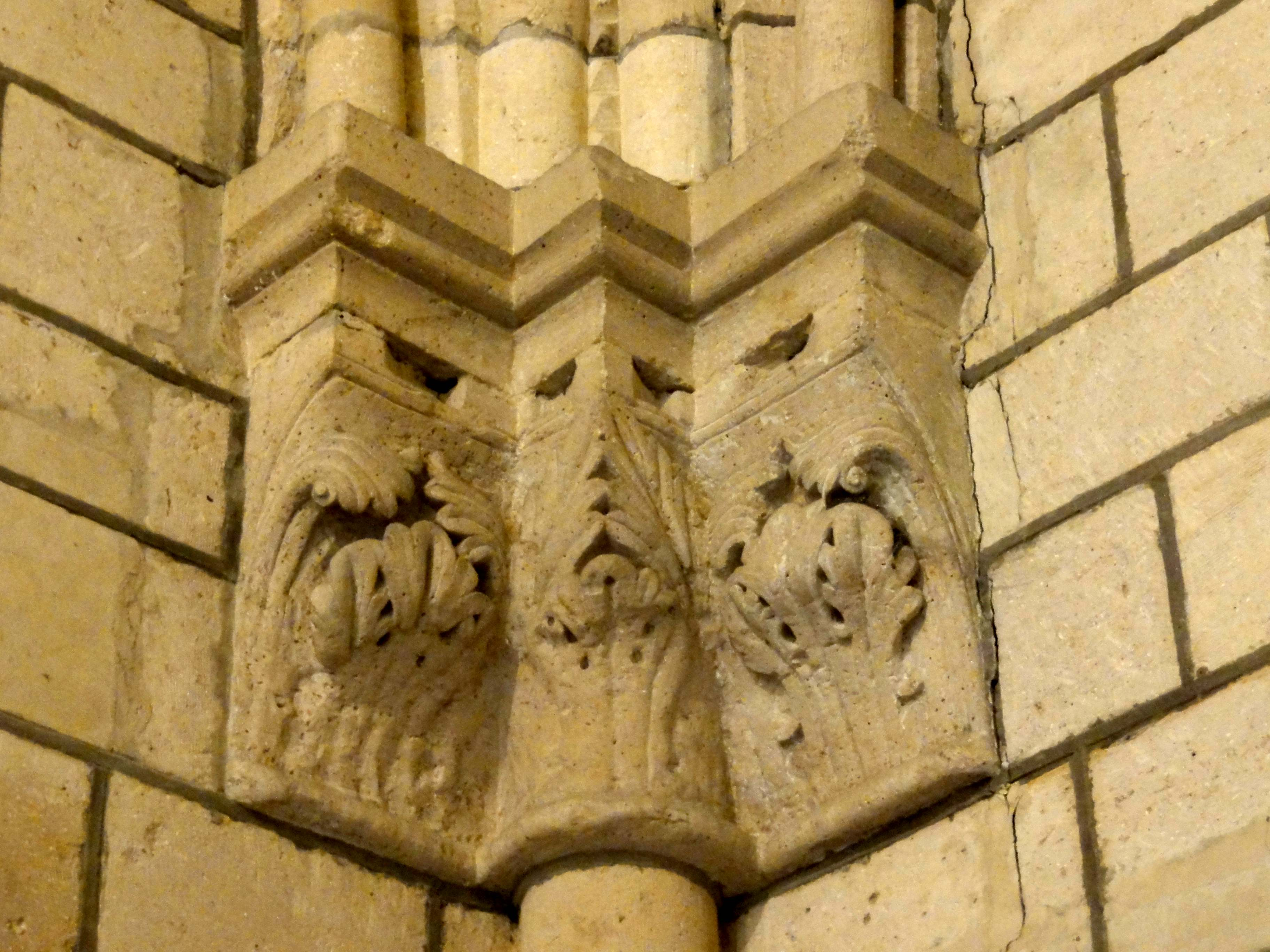
Chapiteaux et modillons dans l'angle nord-ouest.
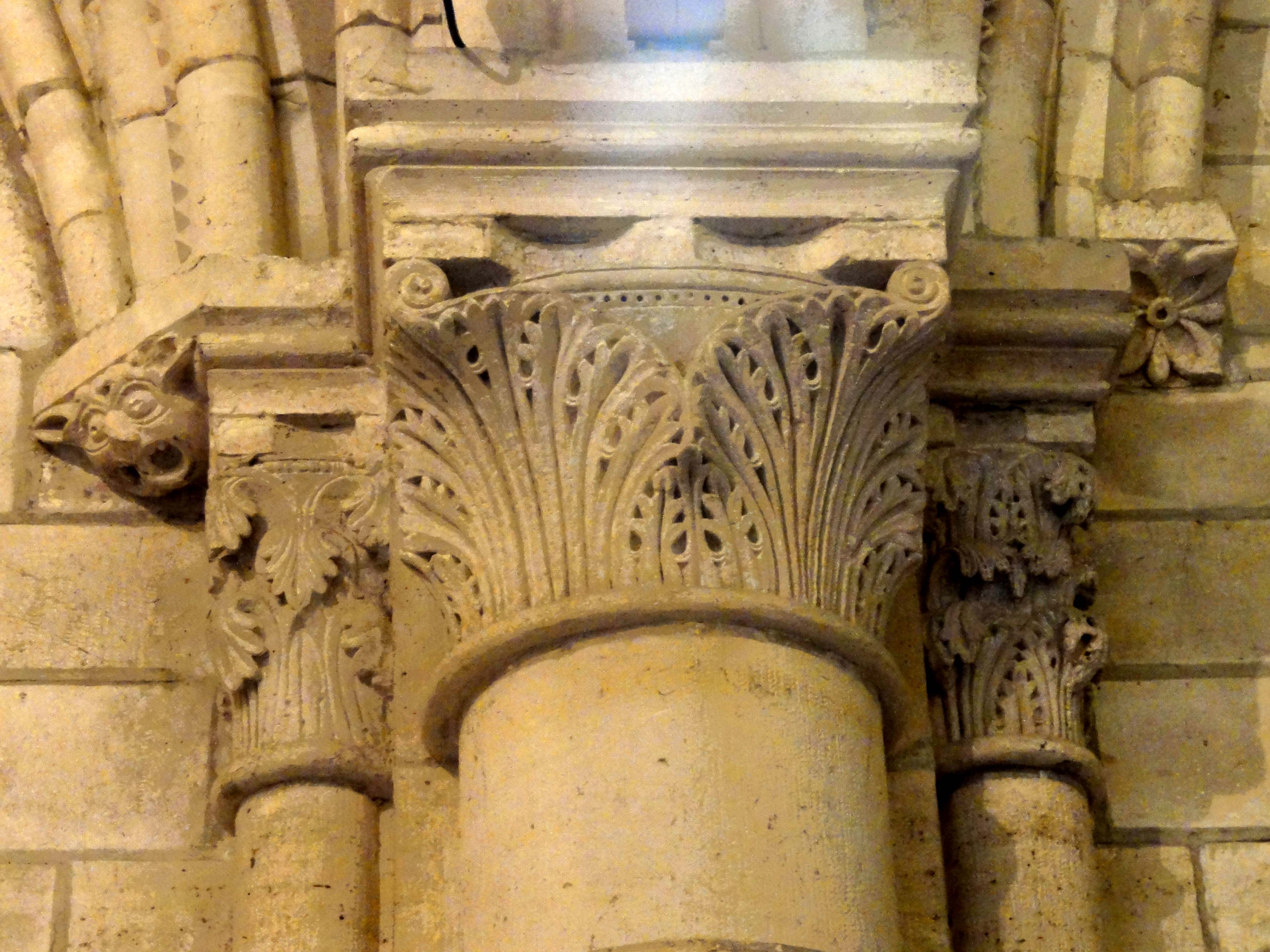
Chapiteaux du 1er doubleau au nord.
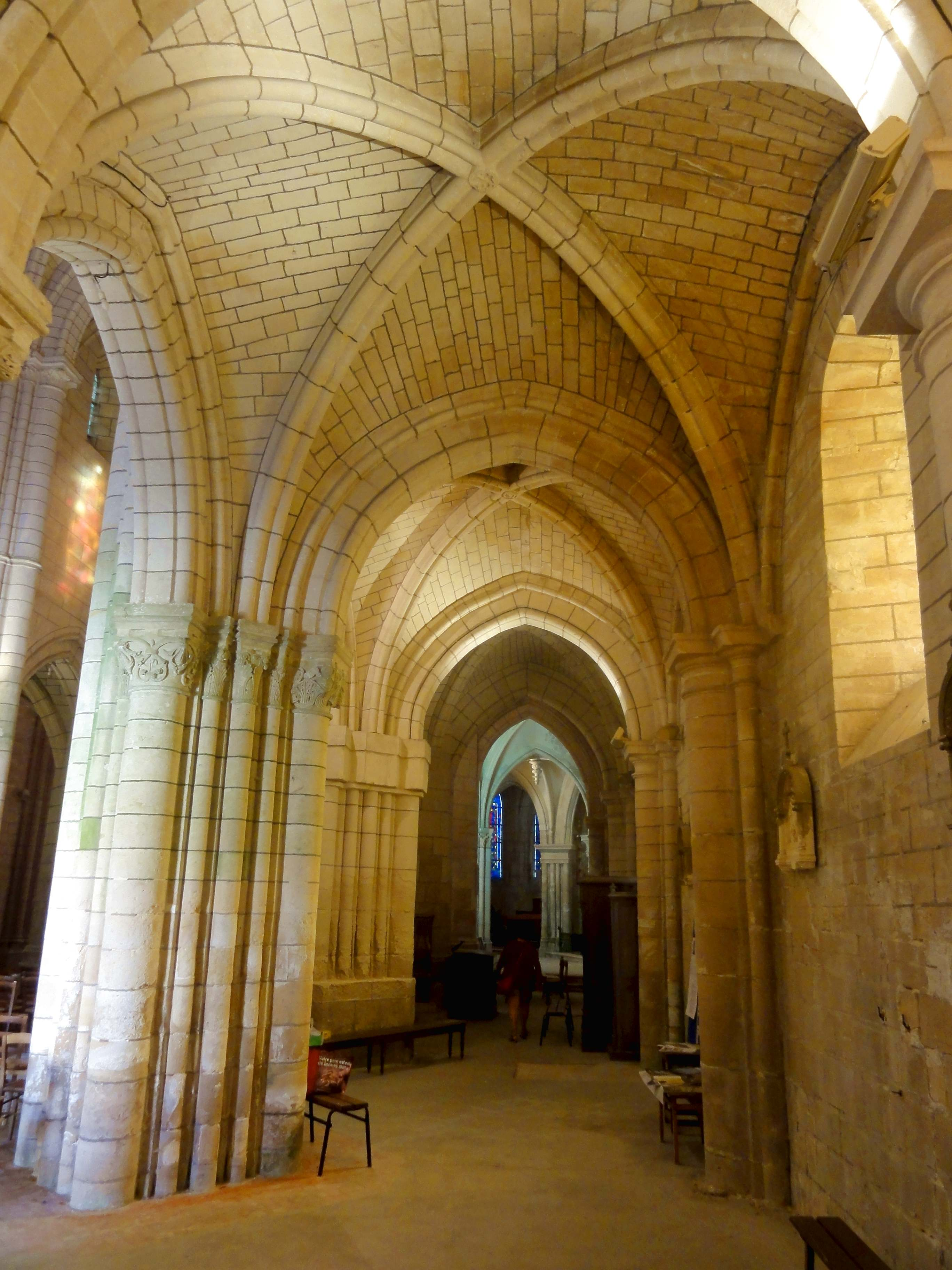
Bas-côté sud, 2e travée, vue vers l'est.
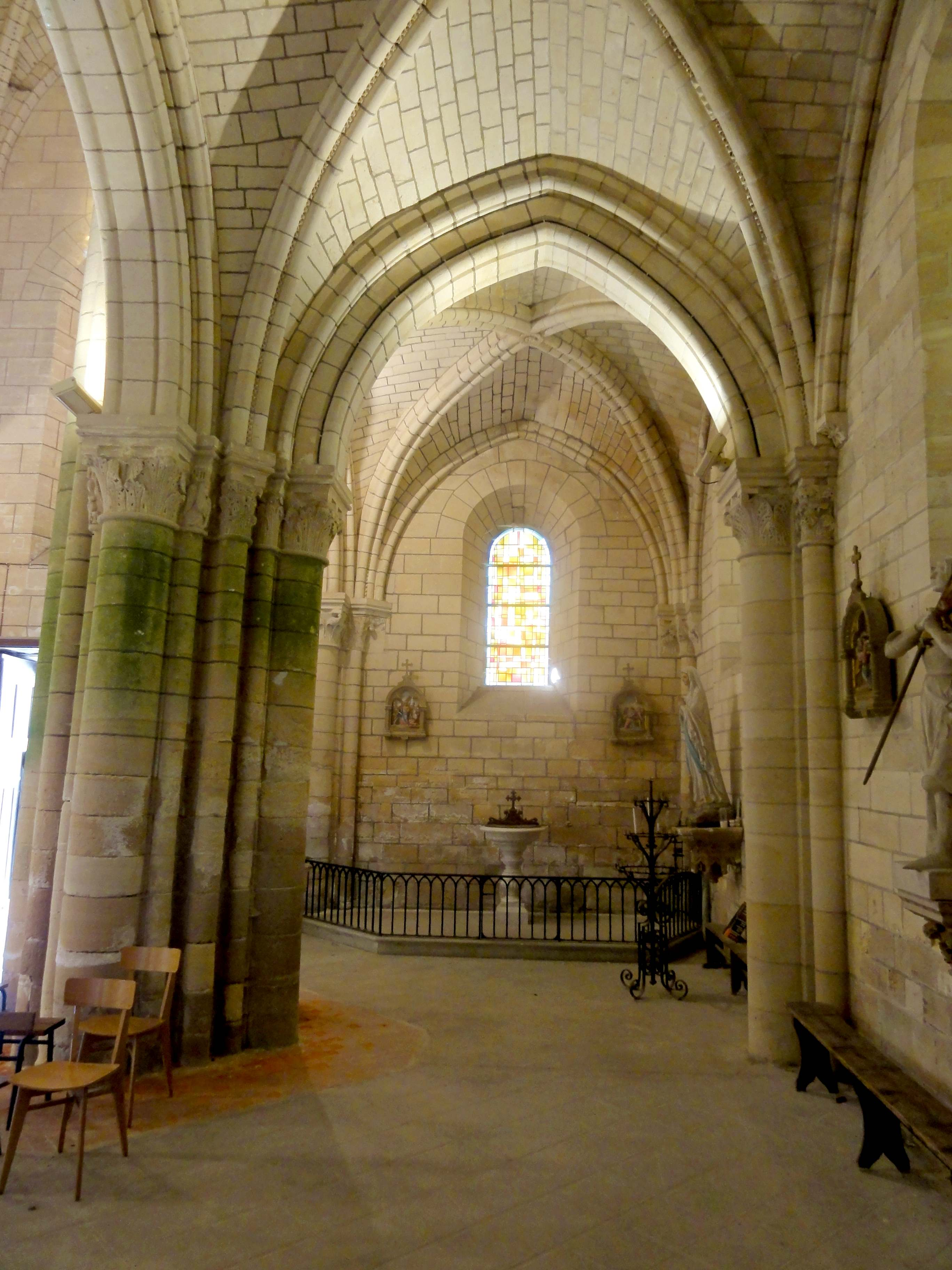
Bas-côté nord, 2e travée, vue vers l'ouest.
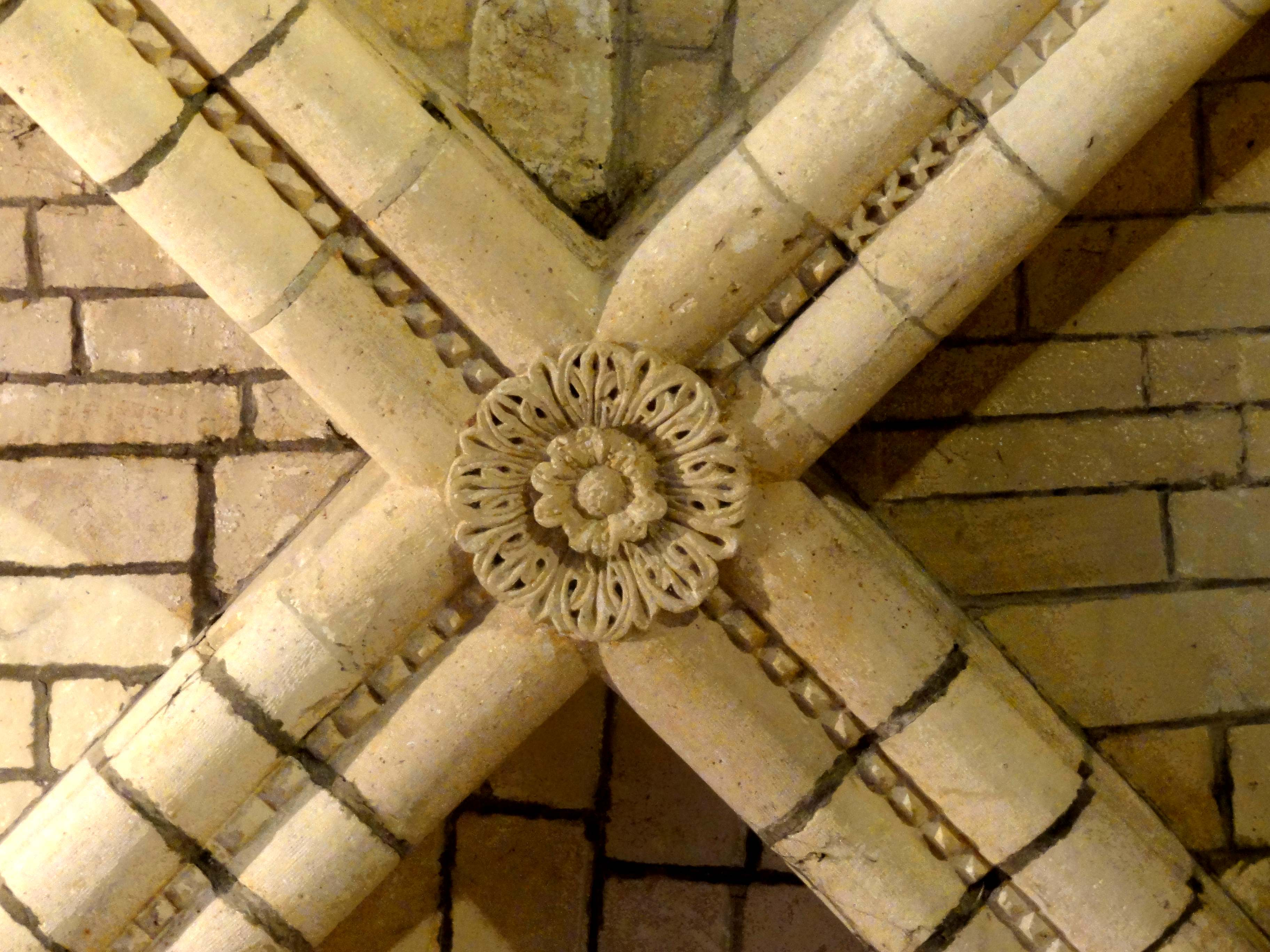
Bas-côté nord, clé de voûte de la 1re travée.
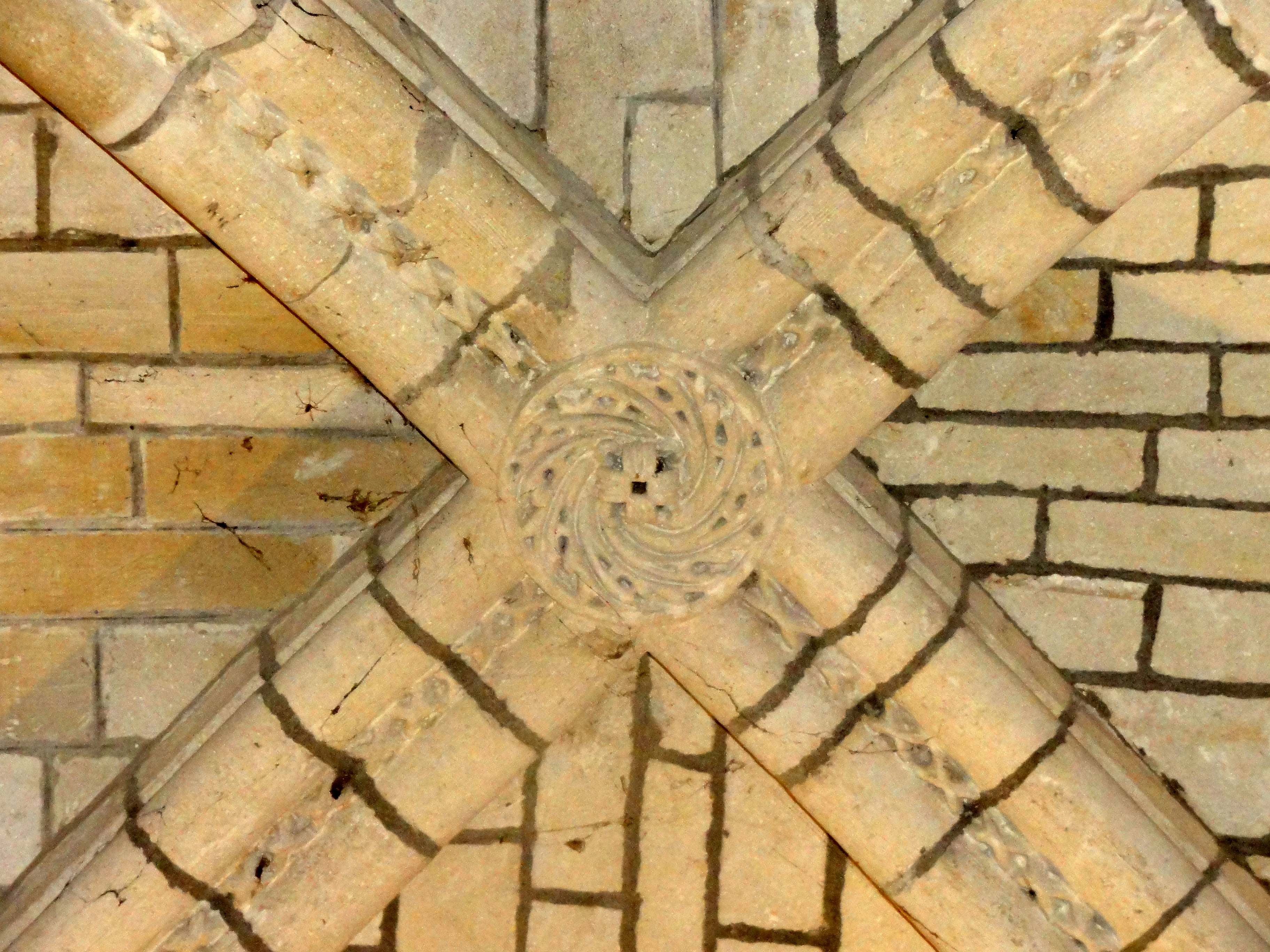
Bas-côté nord, clé de voûte de la 3e travée.

#### Transept

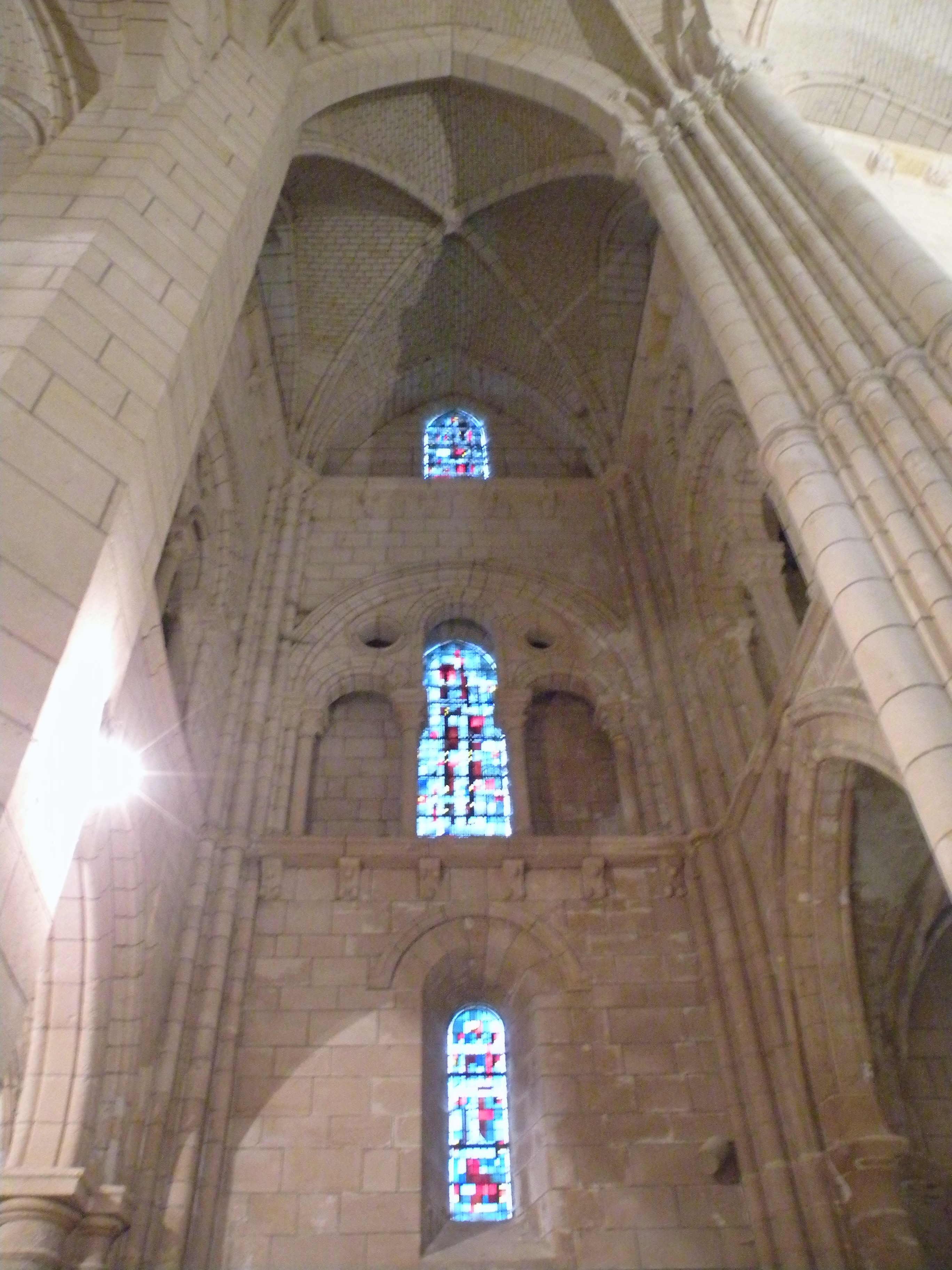
Croisillon nord.

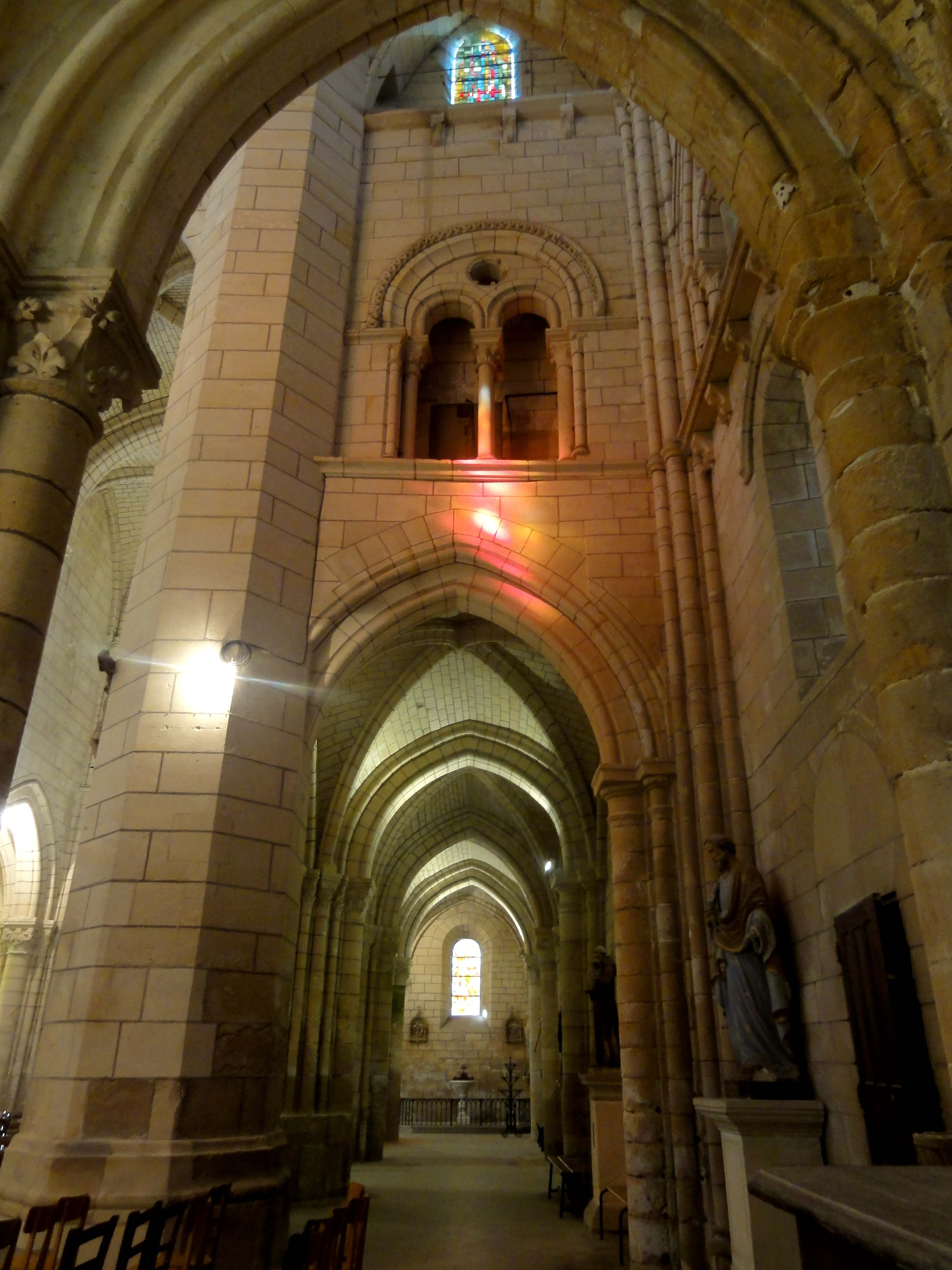
Croisillon nord, côté ouest.

Le transept est plus haut que la nef, et ne déborde pas au nord et au sud : il n'est pas plus profond que les bas-côtés. Ses trois travées ont approximativement la même largeur et profondeur que les travées de la nef, mais à partir des grandes arcades, l'ordonnancement des élévations n'est pas du tout la même. Selon la définition adoptée, elle comporte trois ou quatre niveaux au lieu de deux, et est différente pour les murs latéraux des croisillons et les murs d'extrémité nord et sud. Le croisillon nord est le mieux conservé. Dans le mur du fond, s'ouvrent une porte en plein cintre, et au-dessus, une fenêtre en plein cintre largement ébrasée. Plus étroite que les fenêtres de la nef et des bas-côtés, elle est surmontée d'un bandeau mouluré. À la limite avec l'étage suivant, court une corniche en encorbellement, qui prend appui sur cinq corbeaux ornés de grosses billettes. La mouluration de la corniche se poursuit sur le bandeau qui structure les murs latéraux, au-dessus du sommet des arcades vers les bas-côtés et le déambulatoire. La corniche sert d'appui aux trois arcades en plein cintre d'un triforium ajouré. Elles sont moulurées d'une gorge et d'un tore, et retombent sur quatre chapiteaux à colonnettes. L'arcade médiane est très surhaussée, et les deux autres sont surmontées d'un oculus entouré de dents de scie. L'ensemble s'écrit dans un arc de décharge en plein cintre, qui est mouluré pareillement que les trois arcades, et retombe également sur des colonnettes à chapiteaux. Le bandeau supplémentaire qui orne l'arc de décharge retombe seulement derrière les faisceaux de trois colonnettes dans les angles du croisillon, destinées à supporter les hautes-voûtes. La seule fenêtre de la claire-voie se situe derrière l'arcade médiane,.
Les élévations occidentales des croisillons possèdent également un triforium, qui est fermé derrière par un mur de réfend moderne : ce n'étaient donc initialement que des galeries ouvertes sur combles. Ce triforium est différent : il se compose de deux arcades en plein cintre au lieu de trois, et elles sont surmontées d'un unique oculus. Les chapiteaux de l'arc de décharge sont plus petits, et ils ont pour tailloir une tablette moulurée qui se poursuit jusqu'aux angles du mur. L'arc de décharge est agrémenté d'un cordon de fleurs de violette excavées, qui retombe sur des modillons sculptés en masques, ou sur des chimères, susceptibles de dater d'une restauration. Les élévations orientales des croisillons présentent des baies analogues, mais en l'absence de mur de réfend, il convient de parler de galeries ouvertes sur combles. Un oculus hexalobe sans jour extérieur est percé dans le mur au-dessus. Sa riche ornementation comporte une croix à l'intersection entre les lobes, et un rang de feuillages tout autour. Enfin, le dernier niveau d'élévation, qui correspond à la lunette de la voûte, comporte une coursière sur chacune des trois côtés du croisillon. Ces coursières sont établies en encorbellement et reposent sur trois corbeaux sculptés en masques, ce qui rappelle la claire-voie. Une fenêtre en tiers-point se situe juste derrière. Au-dessus de la coursière côté nord, la voûte comporte une section en berceau, et le formeret se situe au-dessus de la limite de la coursière. À l'ouest et à l'est, les formerets sont très élargies et assument en même temps la fonction de la voûte en berceau. —  Le croisillon sud est semblable, mais les oculi du triforium sont entourées de moulures du XIIIe siècle, et une rosace se substitue à la baie haute sous le formeret. Elle est curieusement désaxée, et cachée partiellement par le formeret (à droite). Les arcades des tribunes ont été remaniées au XVIe siècle,.
Les angles du carré du transept sont occupés par des massifs de maçonnerie octogones dépourvus de chapiteaux, et entourés de larges doucines à la base, sauf pour la pile du nord-est demeurant inchangée depuis le XIIe siècle. Elle est cantonnée de quatre colonnes et de douze colonnettes, comme dans la nef, mais les tailloirs des chapiteaux des ogives ne sont pas plantés de biais, ce qui indique sans doute qu'un maître d'œuvre différent est intervenu ici. Les chapiteaux sont sculptés de crochets, et appartiennent à un style plus avancé que leurs homologues de la nef. Les amorces des nervures des voûtes subsistent encore en hauteur. Les trois voûtes du XVIe siècle ont des nervures prismatiques, comme la voûte contemporaine de la dernière travée de la nef. Les clés sont décorés de découpages flamboyants.

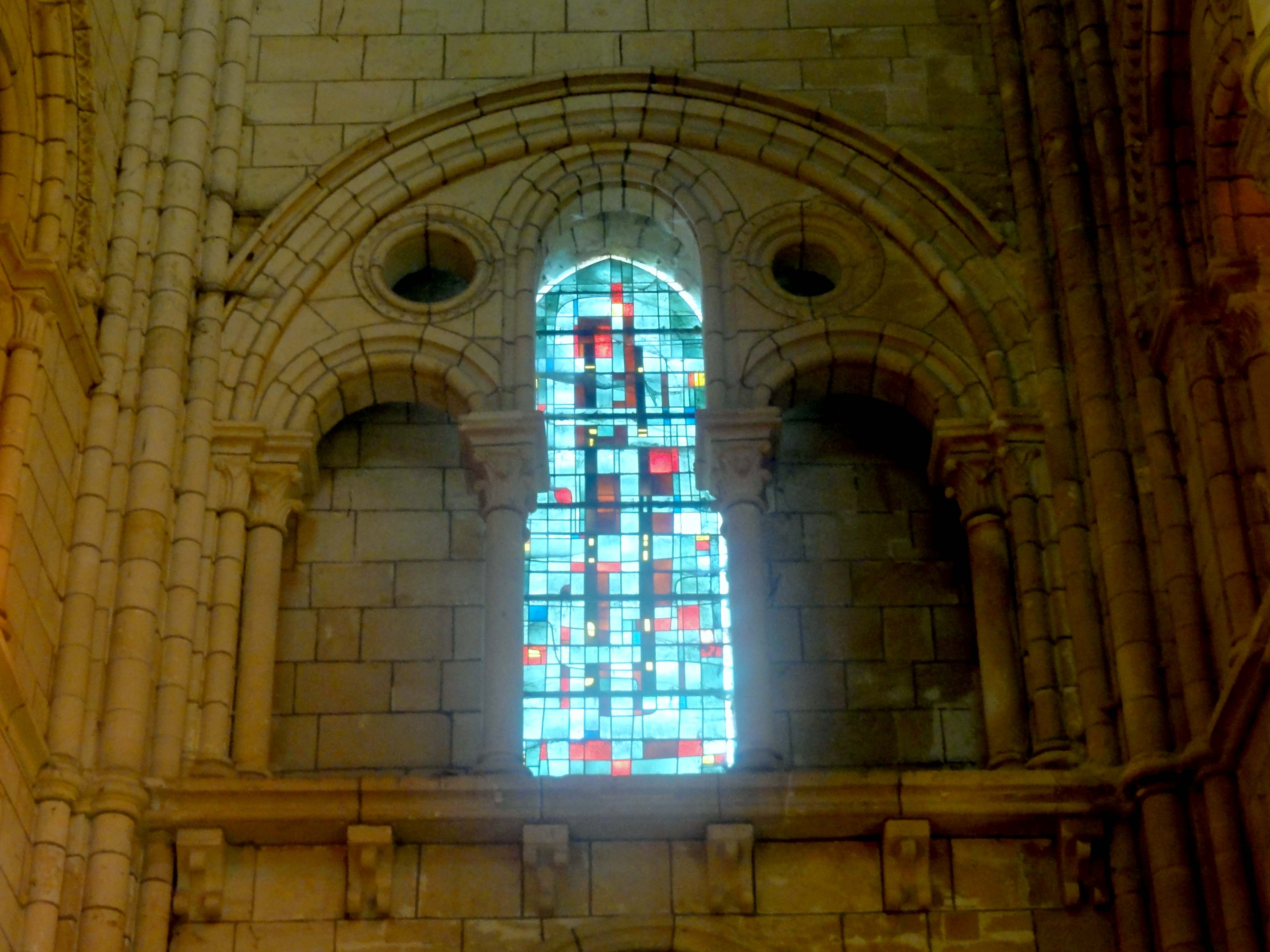
Croisillon nord, claire-voie.
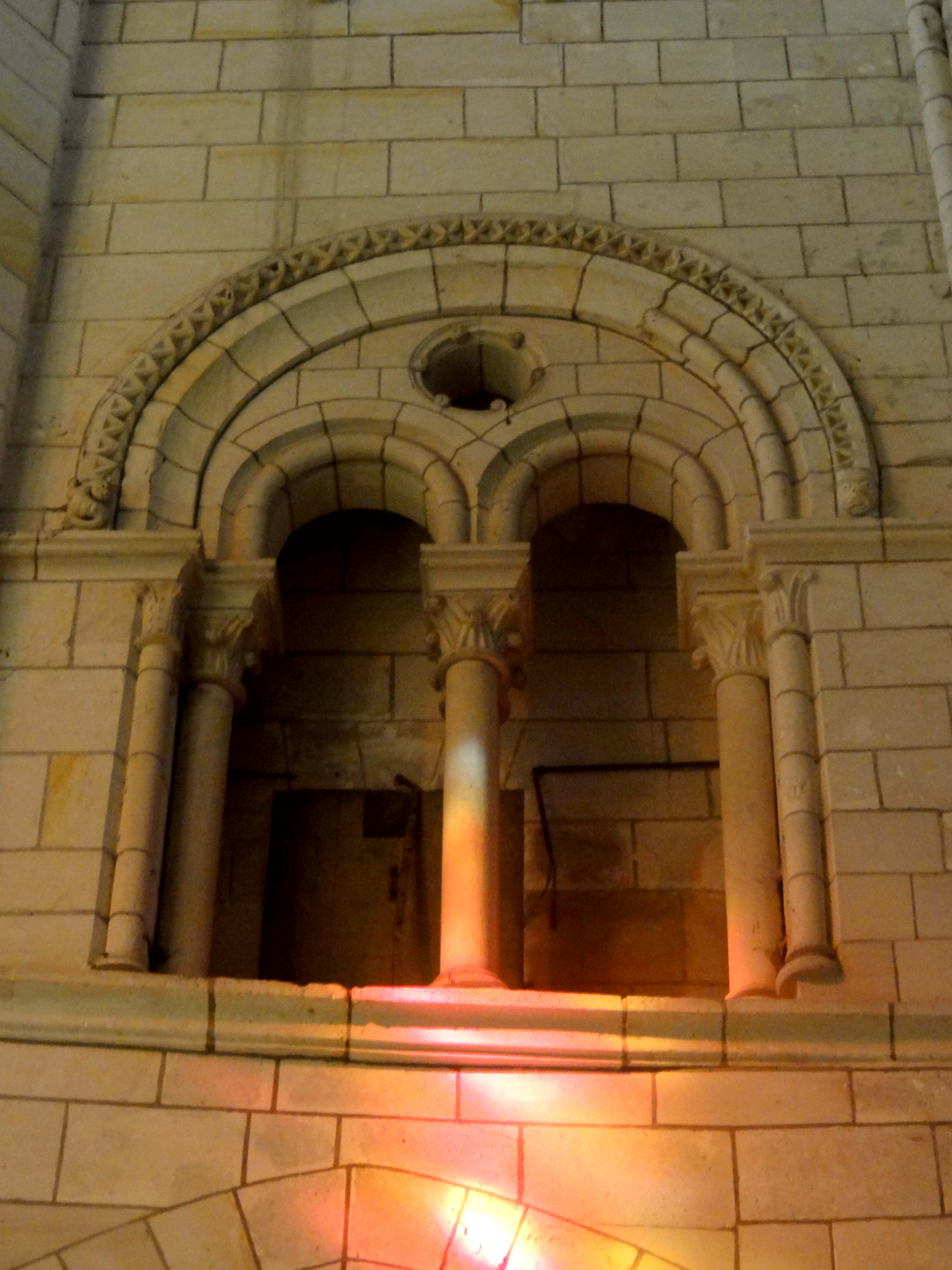
Croisillon nord, triforium.
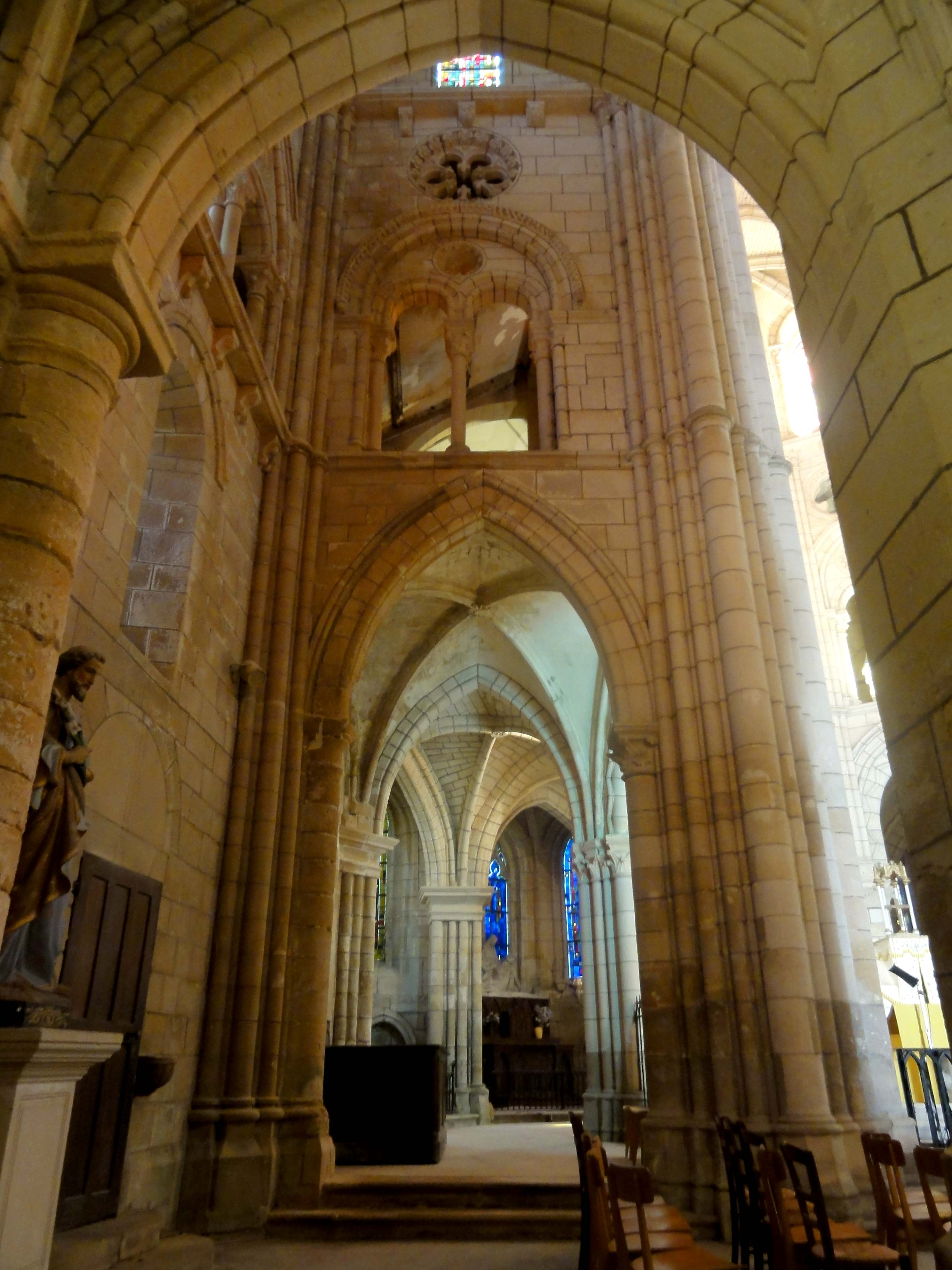
Croisillon nord, côté ouest.
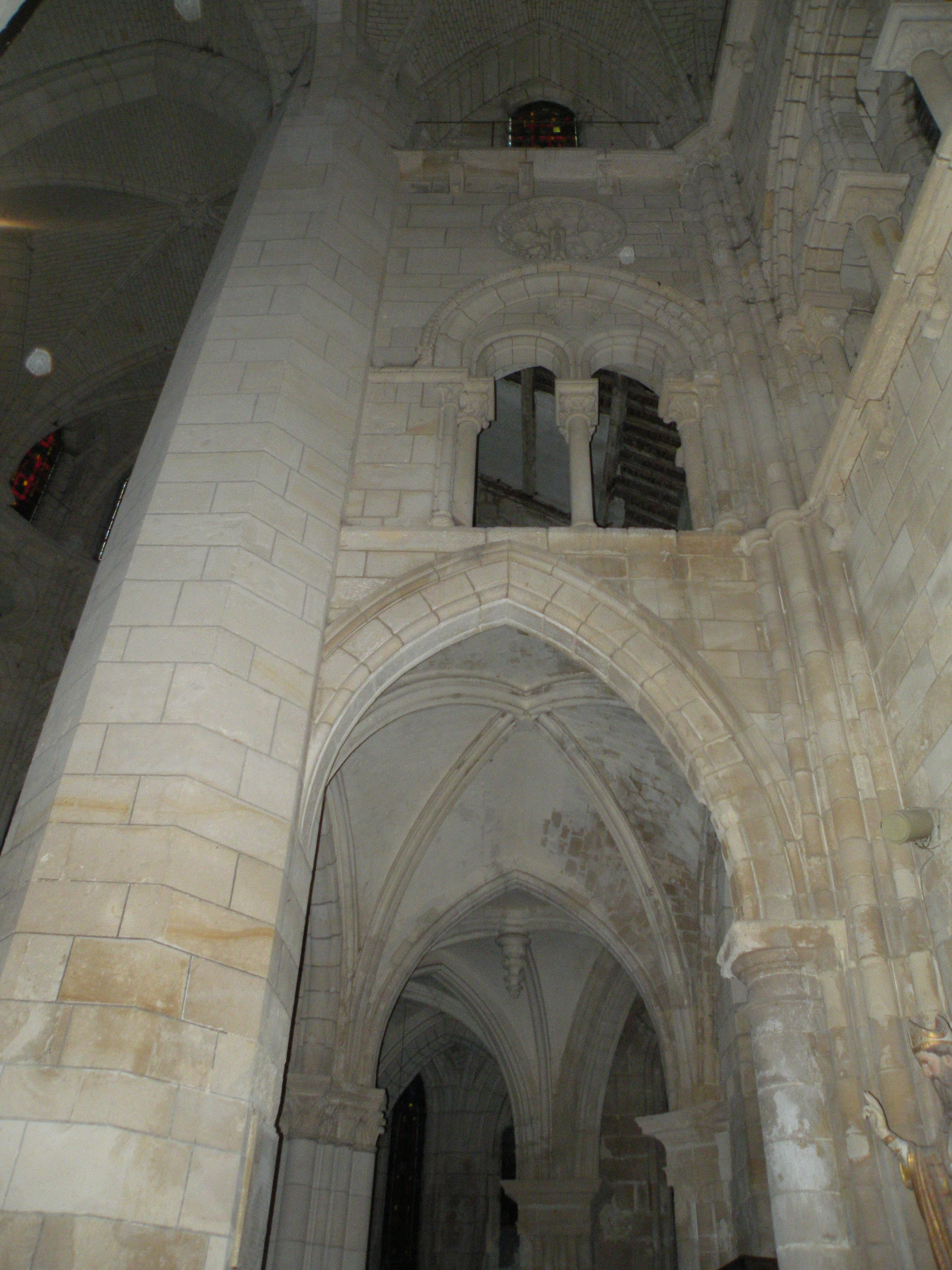
Croisillon sud, côté est.
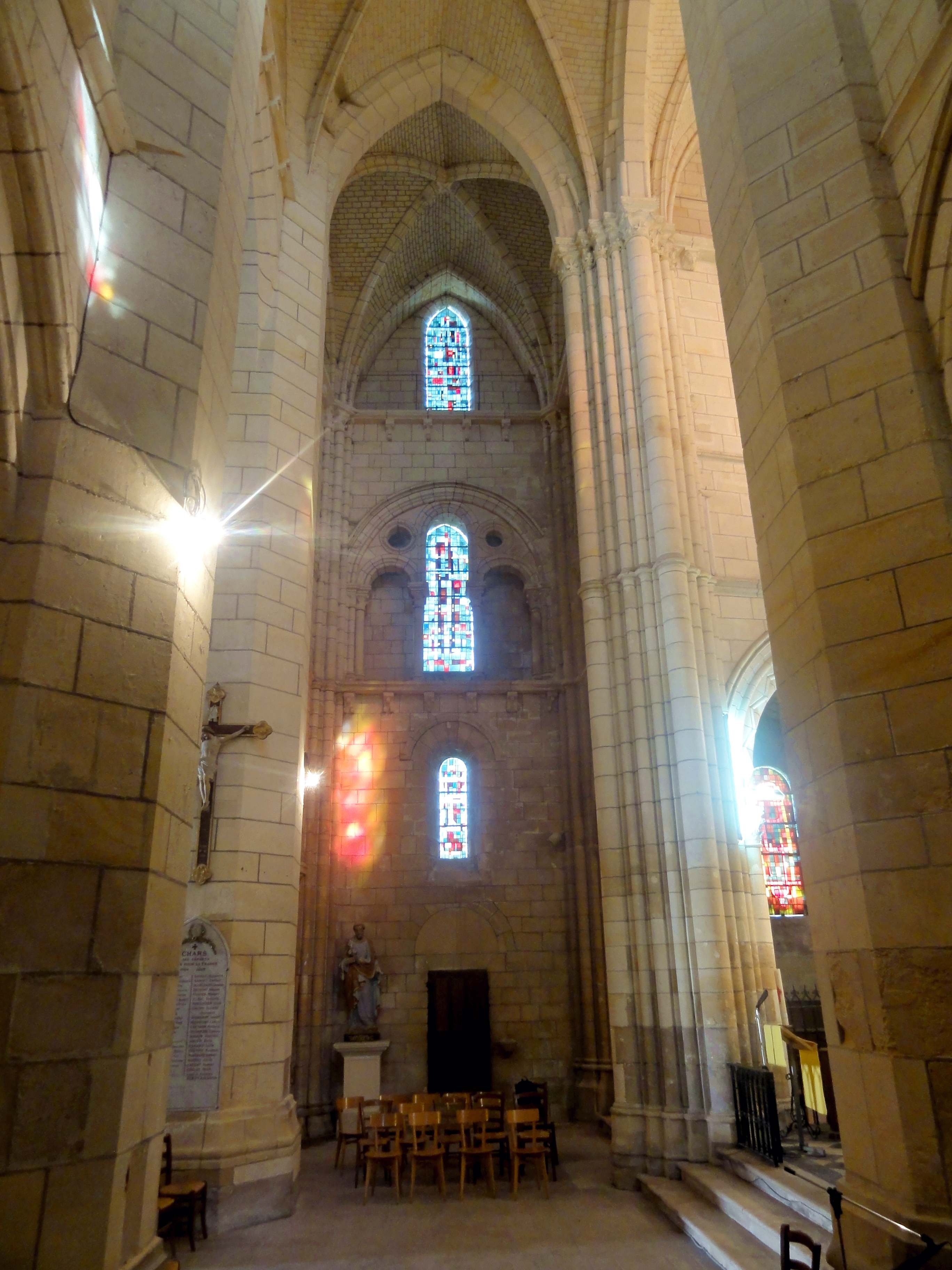
Transept, vue sud-nord.
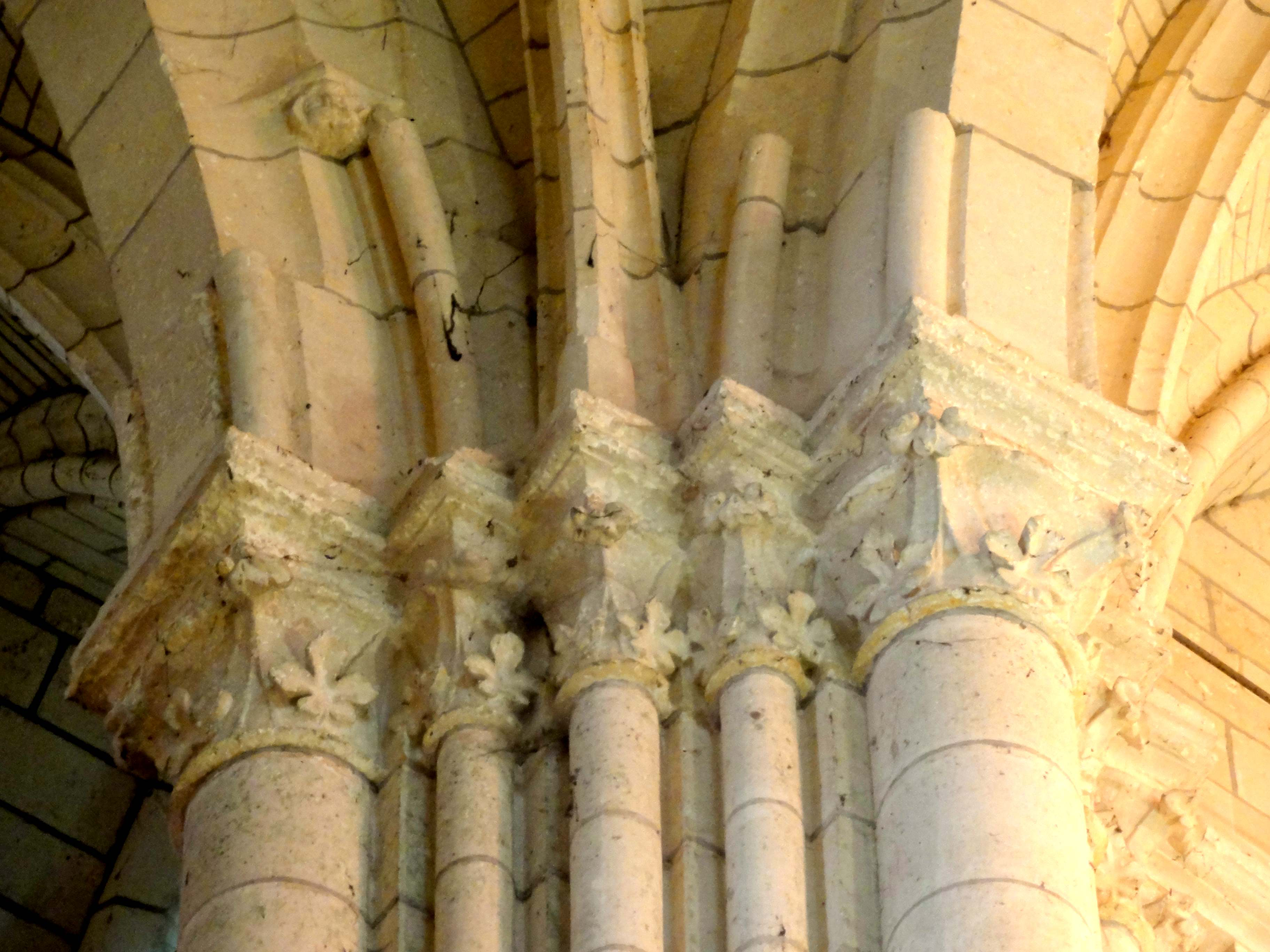
Chapiteaux du XIIe siècle.

#### Chœur

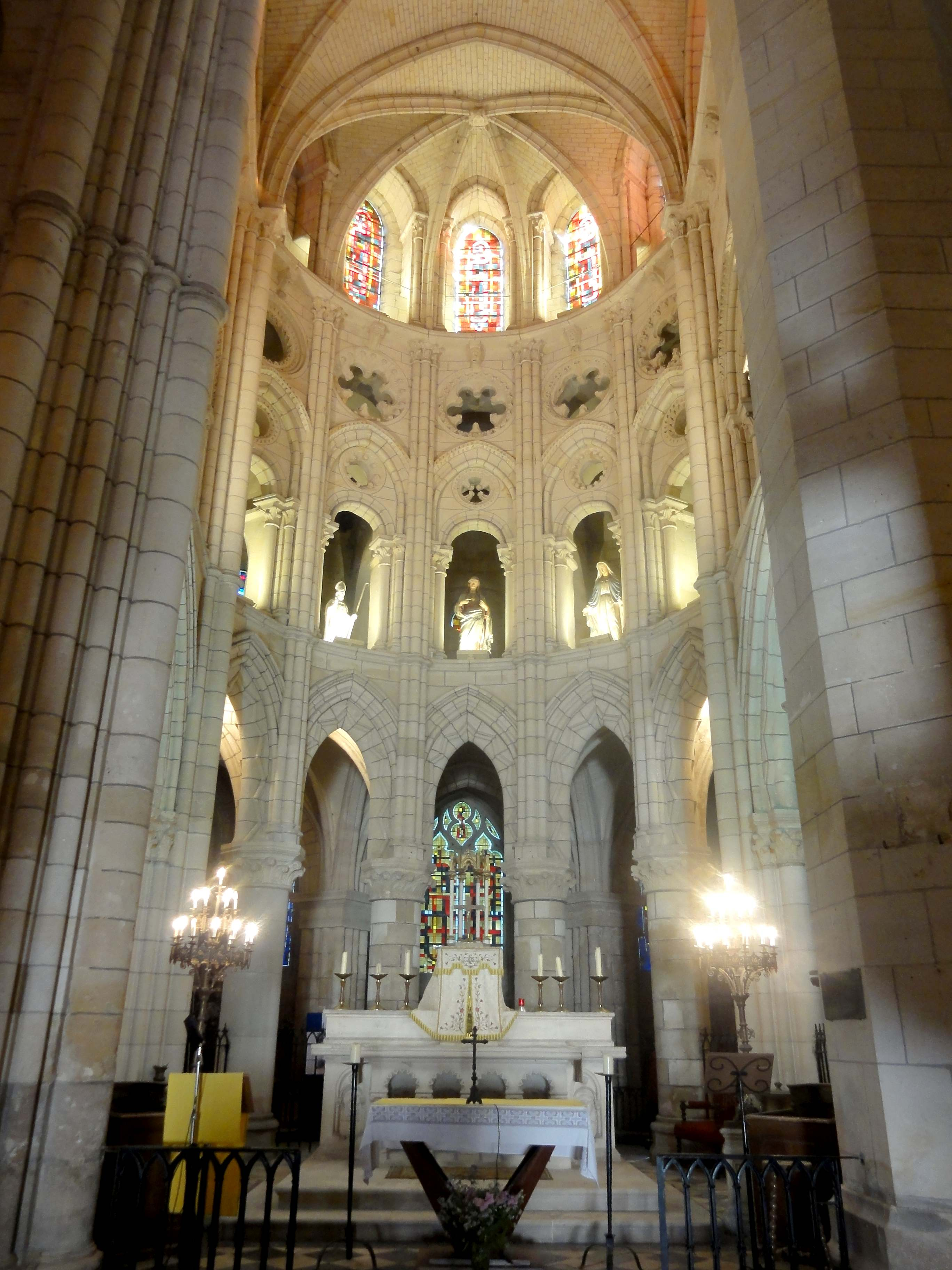
Vue dans l'abside.

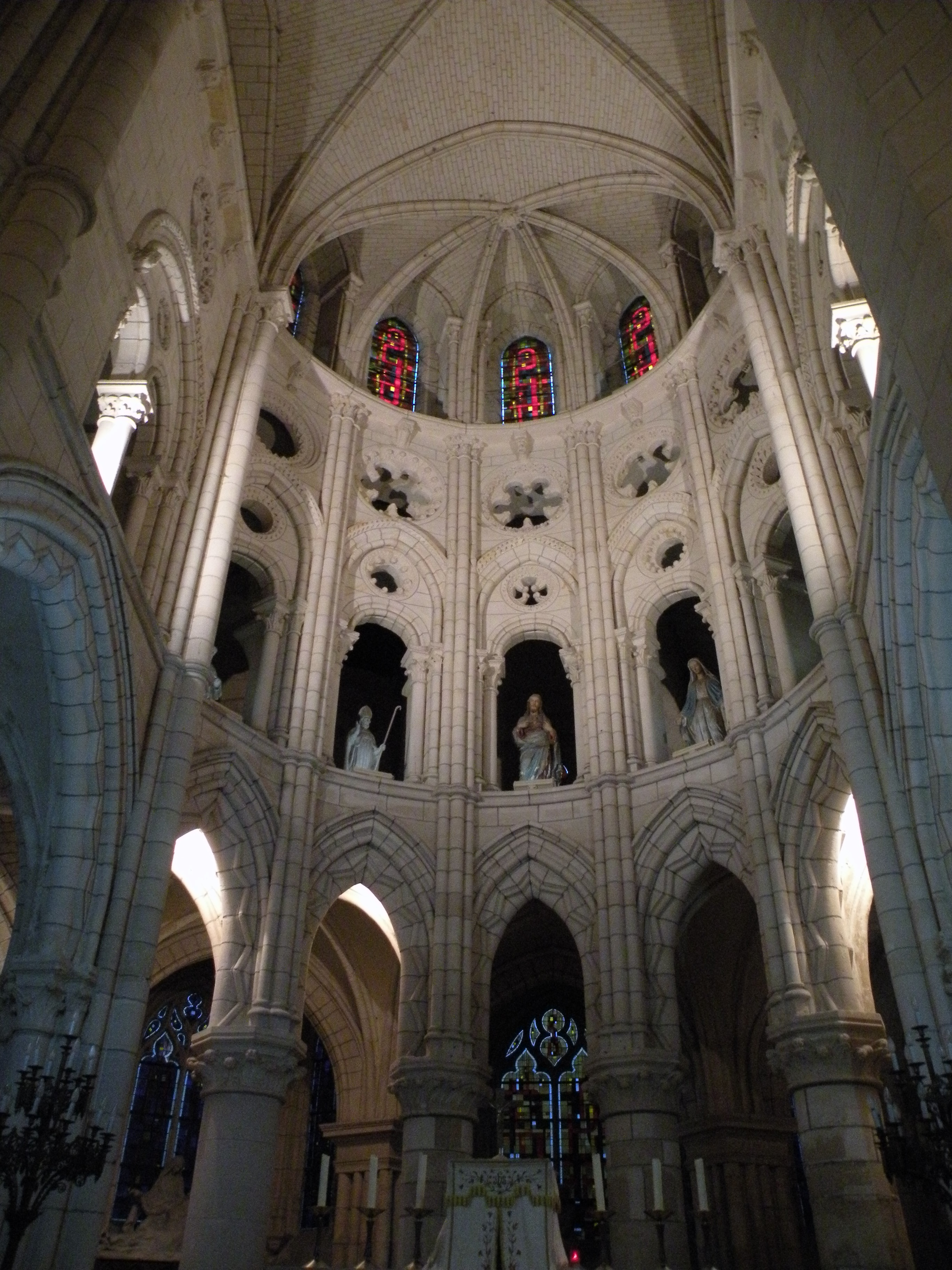
Vue rapprochée de l'abside.

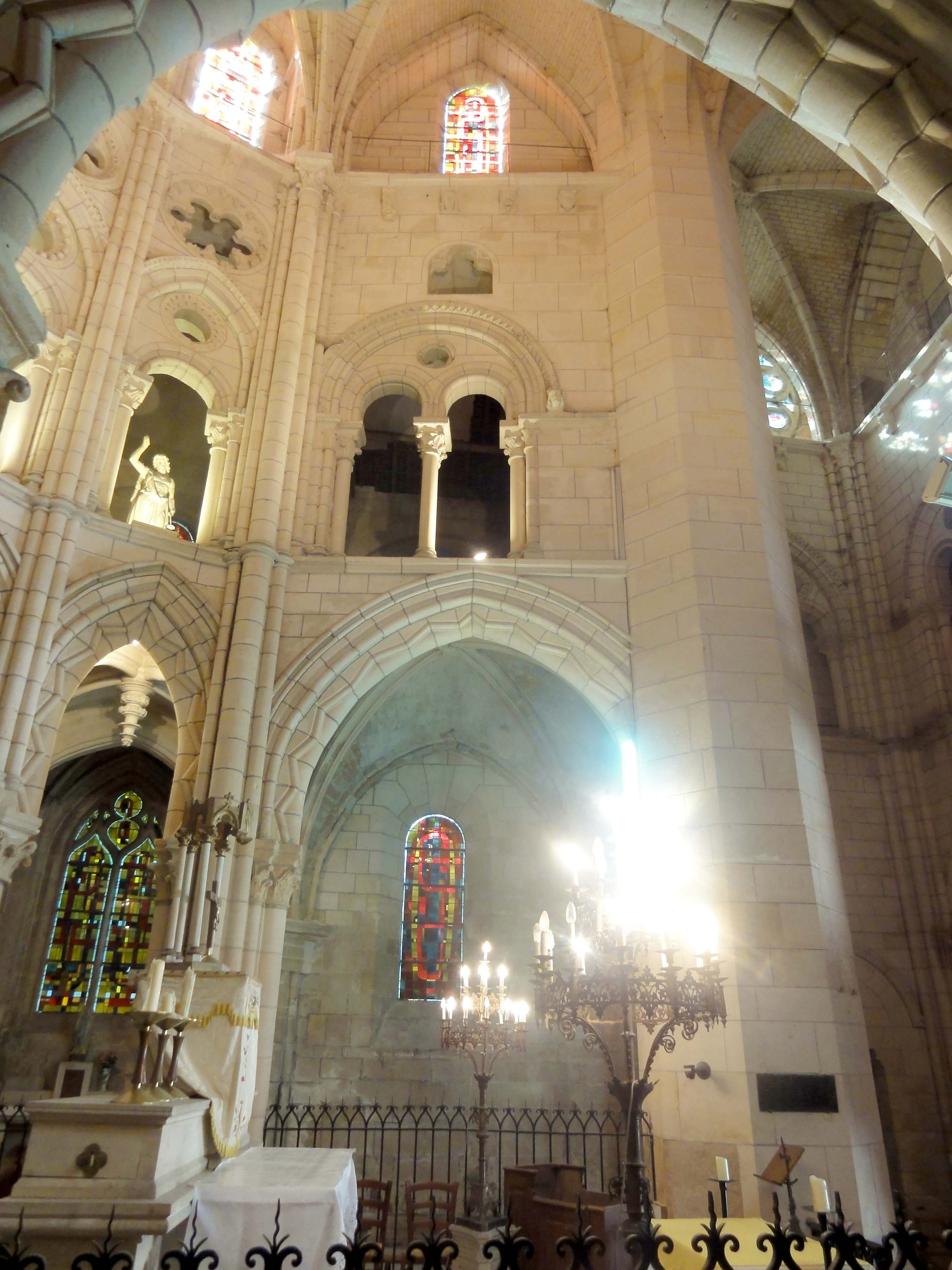
Élévation sud.

Le chœur est un peu moins élevé que le transept. Il s'organise également sur quatre niveaux d'élévation, et comporte deux travées. Afin de disposer de suffisamment de place pour le développement d'une abside à déambulatoire, l'architecte a donné à la première travée un plan outrepassé, trapézoïdal. Le doubleau intermédiaire du chœur est donc beaucoup plus large que le doubleau vers la croisée du transept. Au niveau de ce doubleau, les supports sont fasciculés, comme dans la nef. Ils ont apparemment été repris en sous-œuvre. La seconde travée est l'abside à cinq pans, qui évoque un hémicycle en raison de l'étroitesse des pans. Ici, règnent des piliers monocylindriques appareillés en tambour. En dépit du plan outrepassé, leur distance n'est que de 1,30 m. Les arcades de la travée droite sont à peine brisées, alors que celles de l'abside sont en tiers-point et très surhaussées, car les tailloirs et les sommets des arcades sont bien sûr alignés sur un même niveau. Toutes ces arcades sont à double rouleau et richement moulurées ; elles sont en plus surmontées d'un bandeau analogue à celui des claires-voies du transept, avec deux baguettes séparées par une scotie. Si le rouleau supérieur est au profil conventionnel d'un tore et d'une gorge, le rouleau inférieur est arrondi et garni de chaque côté d'un rang de bâtons brisés. Ce décor dérive de l'influence normande, et est certainement inspirée par l'abside de Saint-Germer-de-Fly, tout comme l'ordonnancement de l'élévation. Mais les bâtons brisés se trouvent aussi sur une partie des arcades des églises de Bury, Foulangues et Saint-Vaast-de-Mello, sur les ogives des tribunes occidentales de Saint-Leu-d'Esserent, ainsi qu'au nord de l'avant-nef de Saint-Denis, et fréquemment à l'extérieur des églises romanes de la région. Les tailloirs sont octogonaux et ne débordent pas vers les arcades, mais ont suffisamment de saillie vers l'abside pour accueillir les trois cubes qui servent de socles aux bases des colonnettes des hautes-voûtes. Trois parmi les quatre gros chapiteaux sont sculptés de feuillages recourbés en forme de bourgeons. Le premier au nord a été remplacé par une copie trop sèche lors d'une restauration. Le second chapiteau, au nord-est, représente des algues colerpues inclinées par le passage de l'eau. Ce motif se retrouve seulement dans la cathédrale de Chartres,.
À l'instar des élévations latérales des croisillons, un bandeau mouluré souligne la limite entre l'étage des grandes arcades et l'étage des galeries ouvertes sur combles. Les colonnettes sont baguées à la hauteur du bandeau. Les galeries de la première travée sont analogues à celles que l'on trouve à l'est des croisillons, ce qui montre la belle cohérence de ces deux parties de l'édifice. Contrairement au transept, les oculi sur le tympan sont polylobés dans le chœur, et les galeries n'y sont pas alignées au-dessus des grandes arcades, mais poussées vers le faisceau de colonnettes du doubleau intermédiaire du chœur. Ici la place manque pour le modillon à la retombée du cordon de fleurs de violette, et de l'autre côté, on voit une tête de femme gracieuse au lieu d'une tête grimaçante. Au-dessus des baies des galeries, s'ouvre un oculus hexalobe, qui représente le troisième niveau d'élévation (celui du nord date du XIIe ; celui du nord a été refait au XVIe siècle). Certains auteurs n'acceptent pas ce niveau comme tel, car les oculi sont sans jour sur l'extérieur, et donnent seulement sur les combles. — Dans le rond-point de l'abside, les galeries ne comportent qu'une baie unique par travée. Elle est étroite mais assez élevée, et surmontée d'un tympan percé d'un petit oculus circulaire. Seulement les oculi au nord et au sud remonteraient au XIIe ; les autres ne dateraient que du début du XIIIe siècle. Dans l'axe de l'abside, quatre crochets font saillie dans le petit oculus. Les arcs de décharge adoptent enfin un tracé en tiers-point. Seulement leur tore inférieure retombe réellement sur les petits chapiteaux ; sinon, les arcs butent contre les faisceaux de colonnettes des hautes-voûtes. La décoration des baies et oculi montre une tendance vers la surabondance, alors qu'à Saint-Germer-de-Fly, on ne trouve que de simples baies rectangulaires à l'emplacement des oculi supérieurs. Le décor de ceux-ci n'est pas toujours calqué sur celui des baies des galeries. Parmi les motifs, on recense des dents de scie en double rang ; des fleurs de violette excavées en association avec des feuilles appliquées ; de divers crochets végétaux ; des fleurs à quatre pétales ; et de petites têtes de monstres comme sur une clé de voûte de la nef. D'autres motifs sont difficilement identifiables. Le premier oculus au nord du rond-point est circulaire ; les autres sont hexalobes. Des têtes de monstre plus ou moins féroces s'obervent à l'intersection entre les lobes,.
Tout en haut, l'on trouve toujours la galerie de circulation ouverte en encorbellement. Quatre mascarons la soutiennent de chaque côté de la première travée ; un seul suffit pour les pans étroits de l'abside. Seulement les tailloirs des chapiteaux des grosses colonnes du doubleau passent devant la galerie ; tous les autres tailloirs soutiennent en effet la galerie et non les nervures des voûtes. Les ogives sont prismatiques et datent du XVIe siècle ; on ne connaît donc pas leur disposition initiale. Les formerets sont toriques et datent du début du XIIIe siècle. Sur la galerie, directement au-dessus des tailloirs des colonnettes correspondant aux formerets, on a placé de courtes colonnettes avec bases, chapiteaux et tailloirs pour recevoir les formerets proprement dits. Ils sont donc placés au même plan que la partie inférieure des fûts, ce qui a obligé à percer des passages dans les murs à l'intersection entre les travées. Entre les formerets et les murs extérieurs, assez minces à ce niveau, des voûtes en berceau prennent le relais de la voûte d'ogives à six compartiments de l'abside. Chaque pan de mur est ajouré d'une large baie en arc brisé. Ces baies sont cantonnées de colonnettes à chapiteaux et surmontées par un tore. L'agencement du dernier niveau d'élévation trouve encore sa source dans l'abbatiale de Saint-Germer de Fly, et sur un plan plus global, il montre un lien de parenté avec les abbatiales de Jumièges et de Caen. En Normandie, on observe la tendance vers une surdécoration des surfaces et un vocabulaire ornemental chargé, qui se manifeste aussi à Chars. — Les voûtes à nervures prismatiques de la réfection du XVIe siècle ne rompent pas l'esthétique du chœur, et la clé de voûte de l'abside présente trois fleurs de lys,.

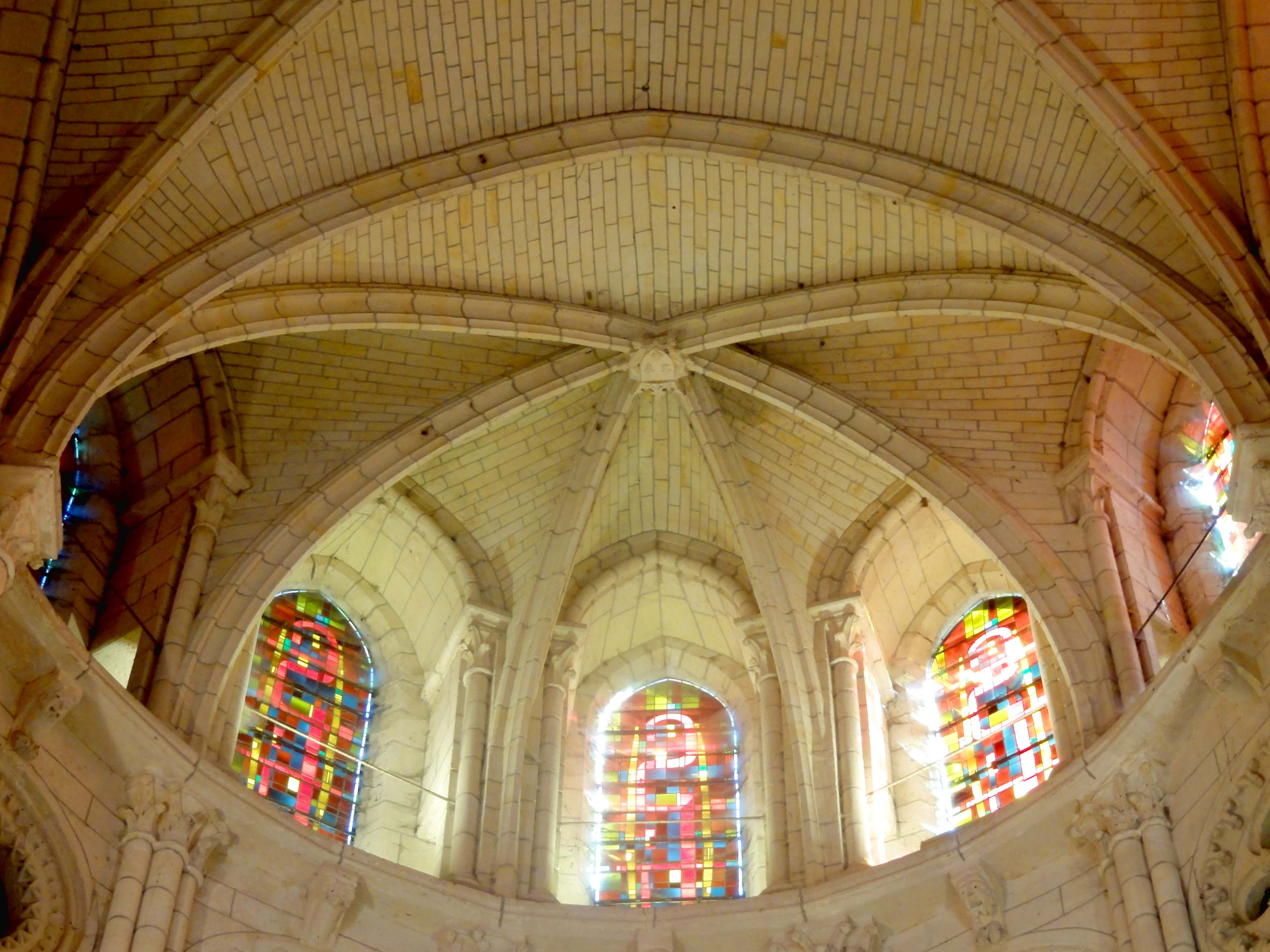
Étage supérieur de l'abside.
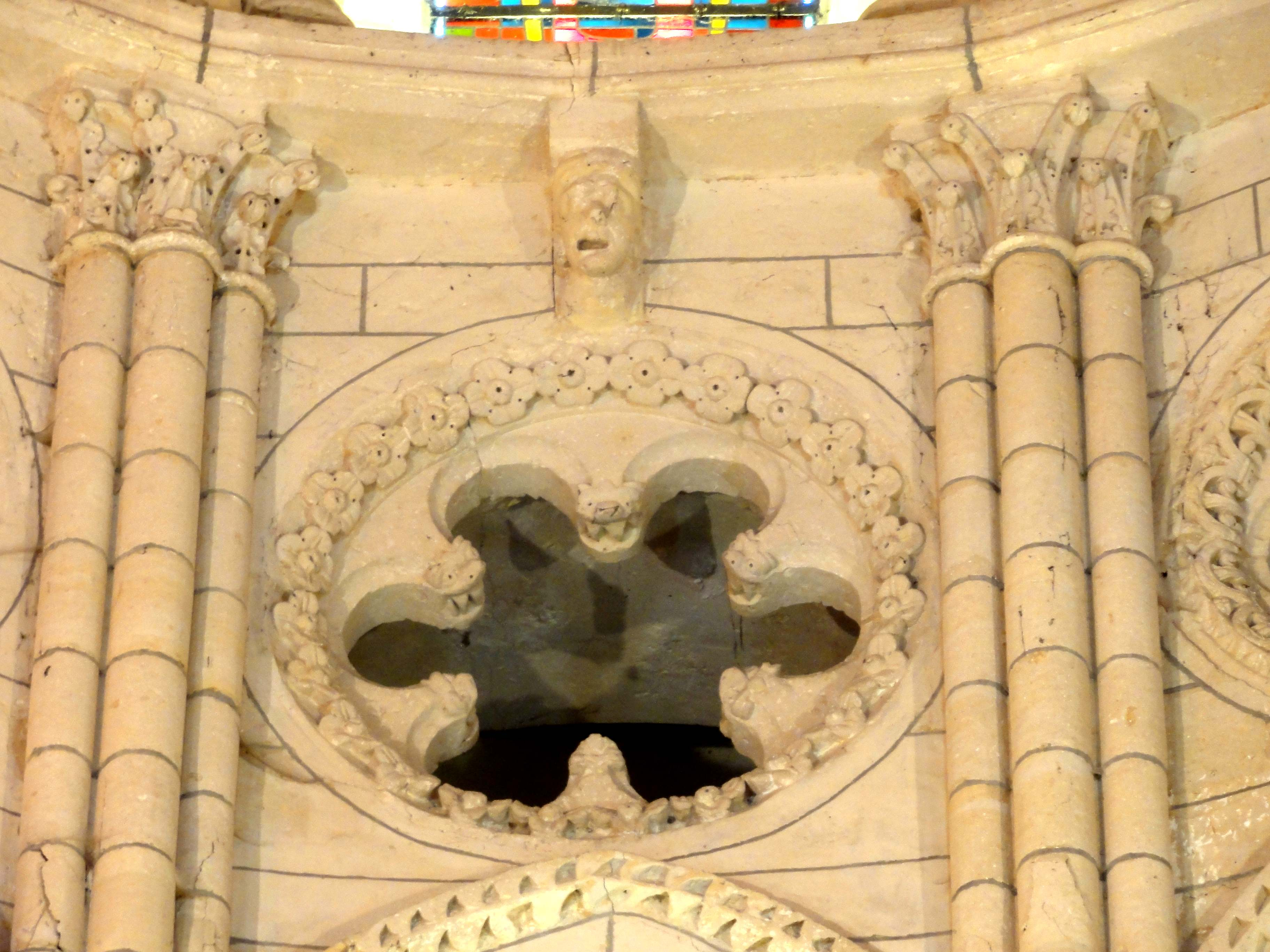
Oculus dans l'axe.
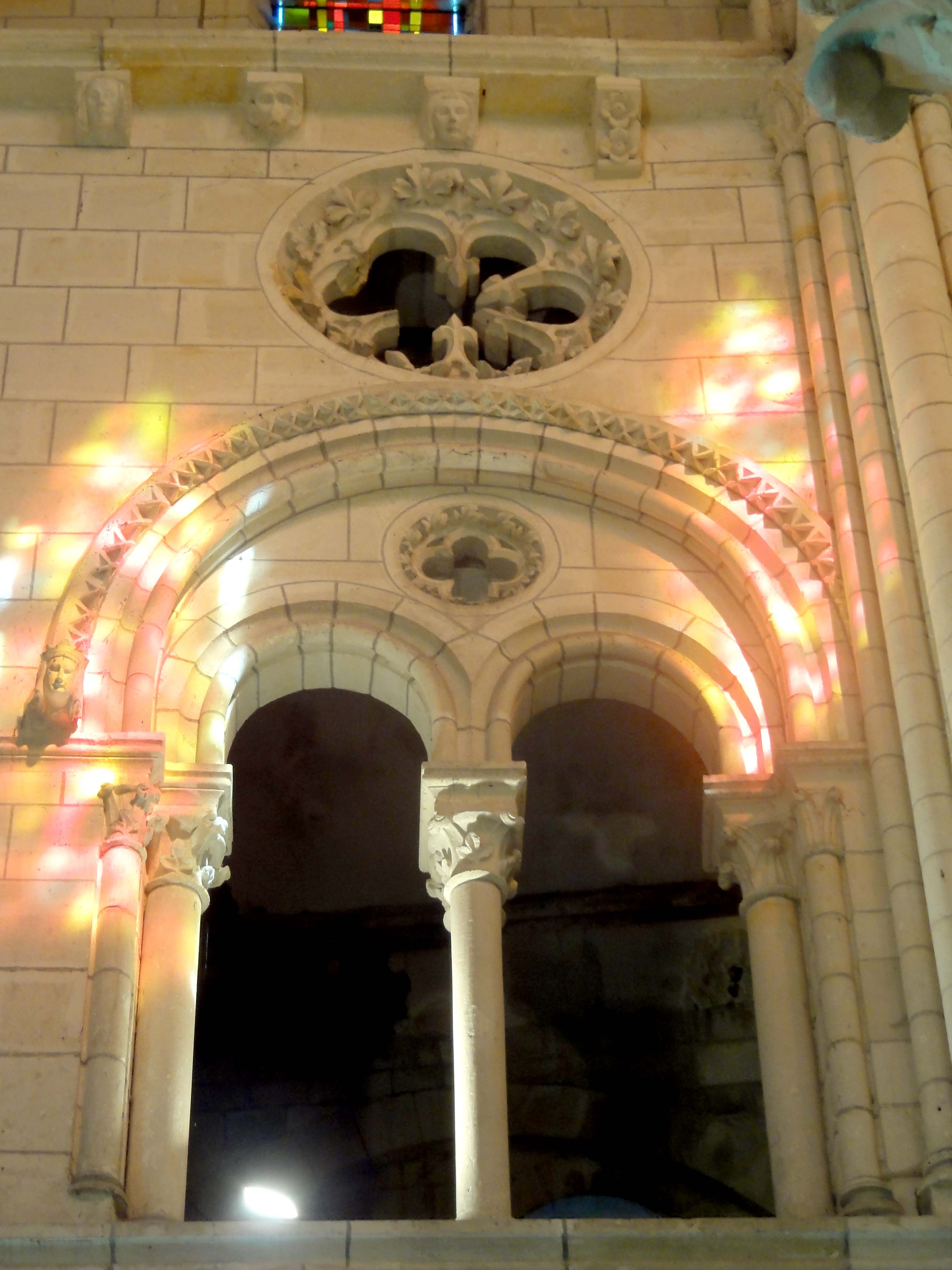
Baie de la galerie de la travée « droite ».
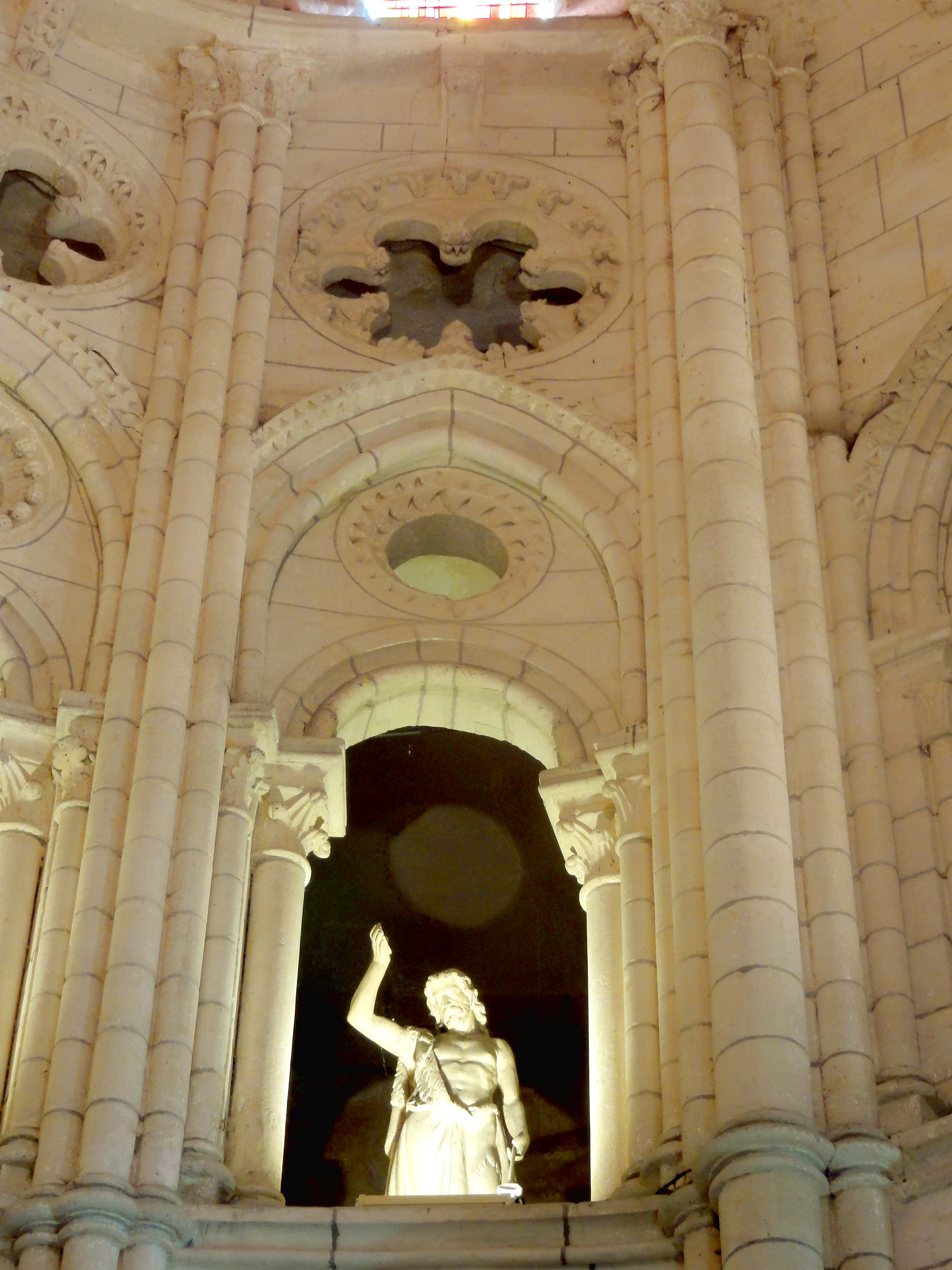
Baie de la galerie du rond-point de l'abside.
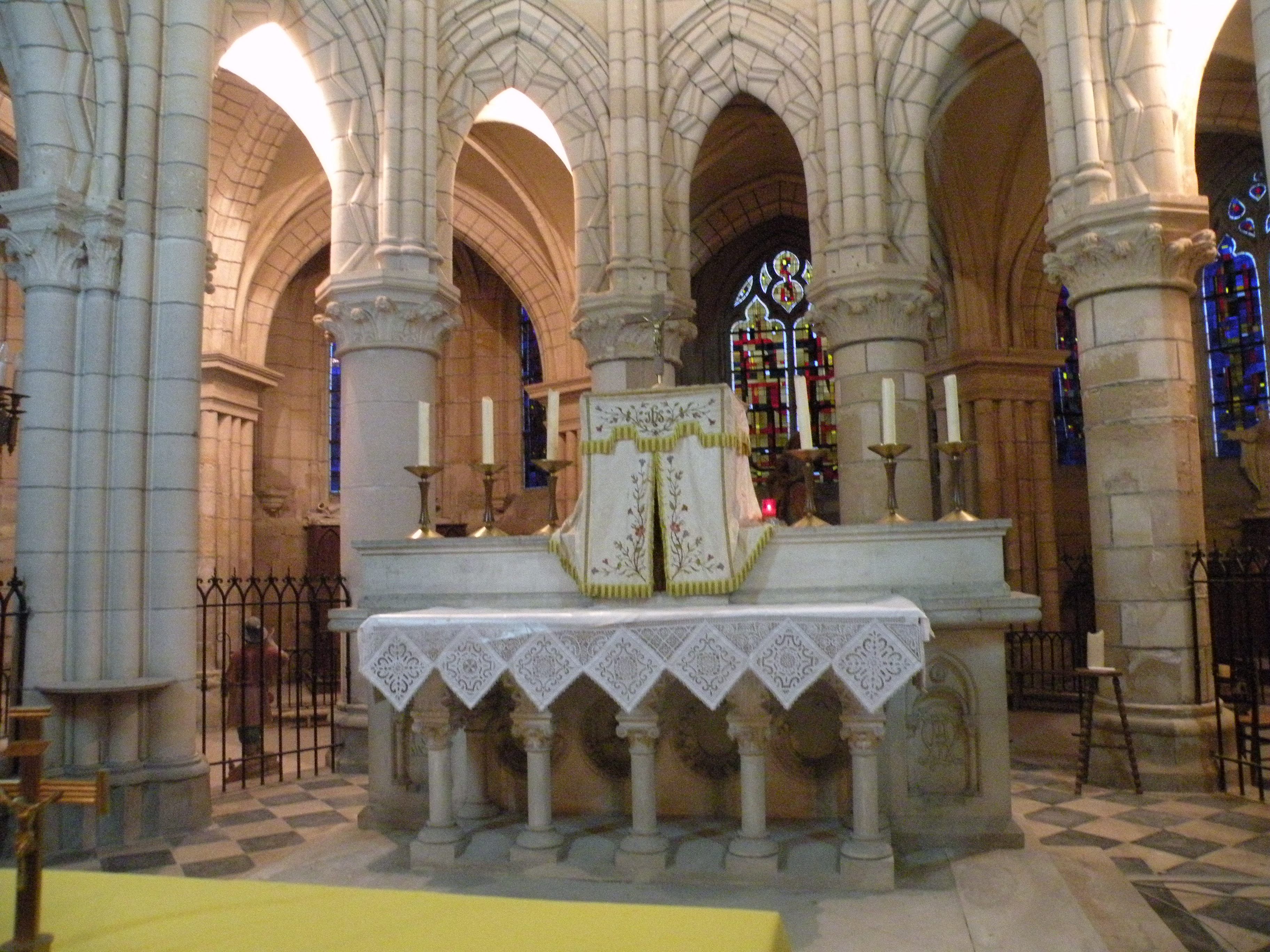
Rond-point de l'abside.
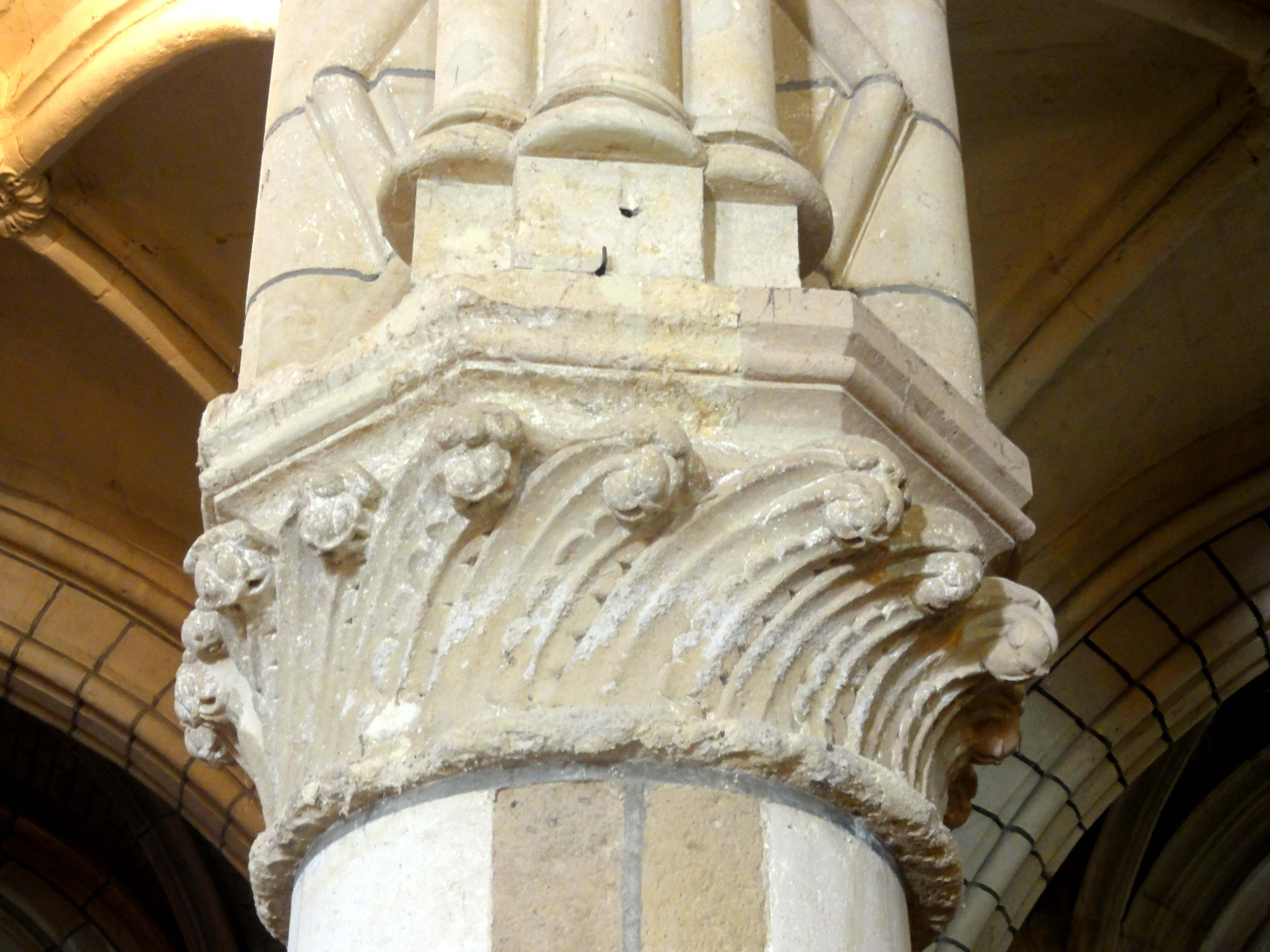
Chapiteau du 2e pilier isolé au nord de l'abside.

#### Déambulatoire et chapelles rayonnantes

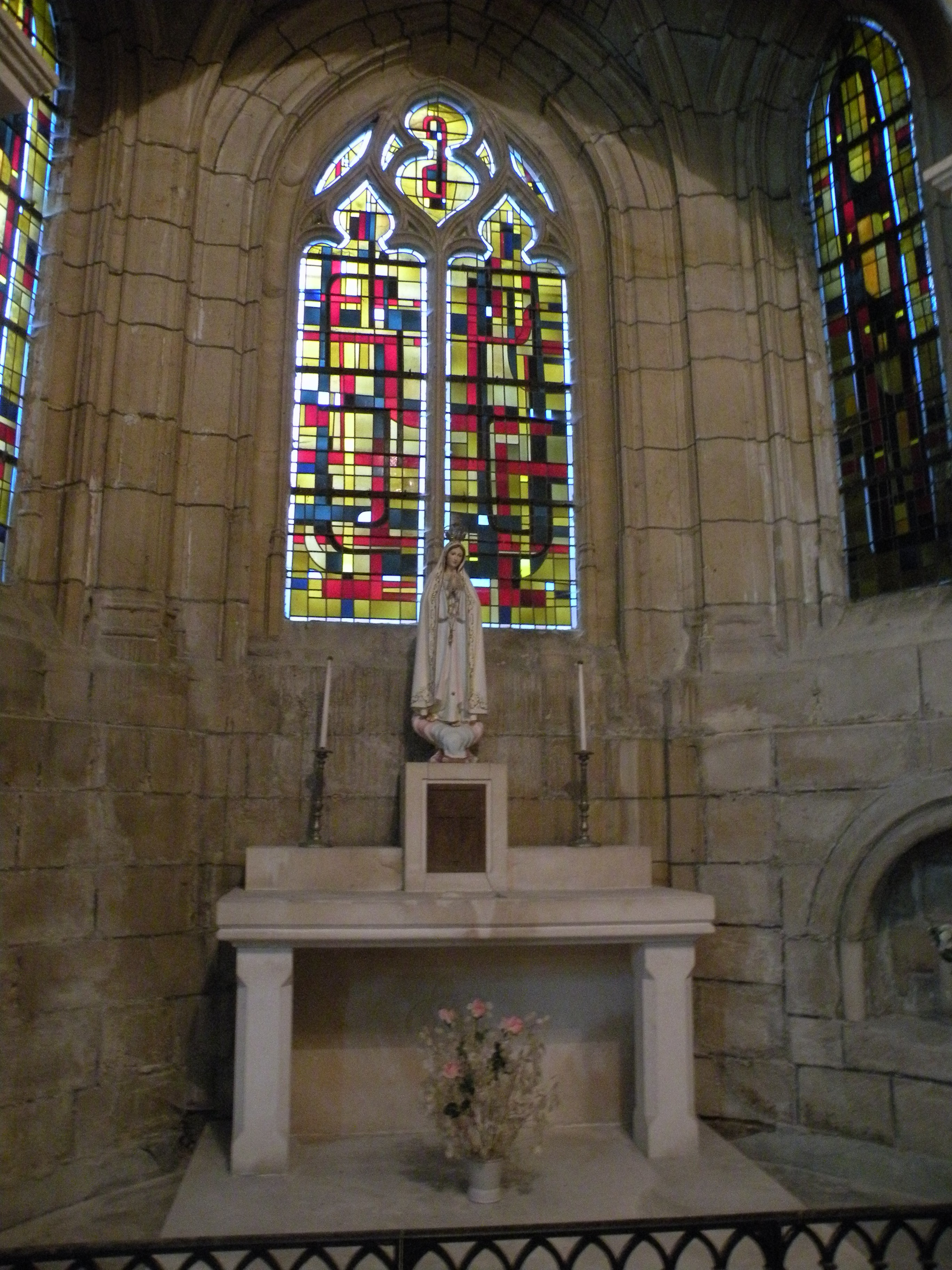
Première chapelle au nord.

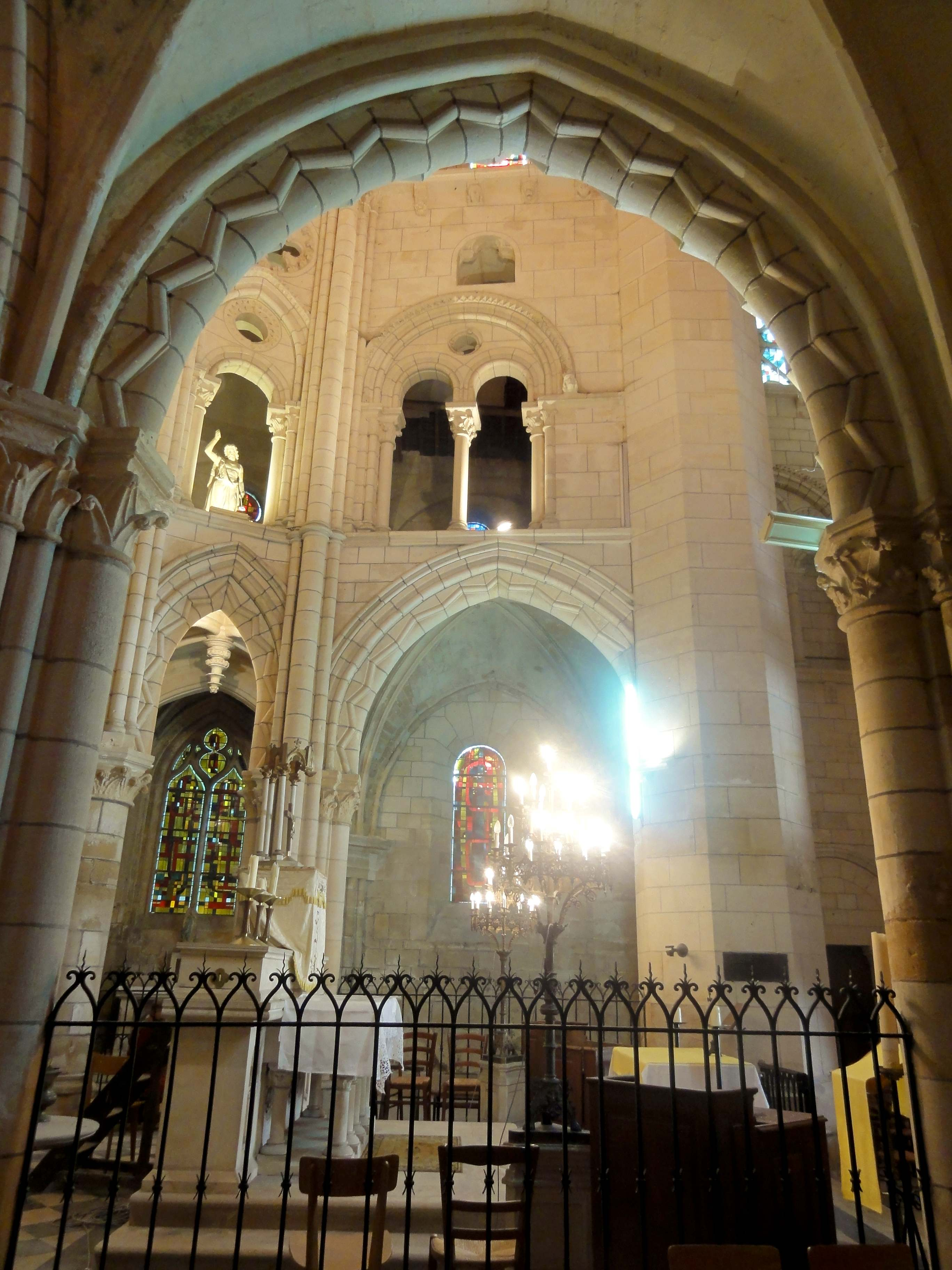
Vue par la 1ère grande arcade du nord.

Les travées droites au début et à la fin du déambulatoire ont été revoûtées au XVIe siècle. Dans sa partie tournante, le déambulatoire conserve cinq voûtes d'ogives du XIIe siècle. D'allure archaïque, leurs ogives se composent d'un tore unique en profil d'amande, qui est posé sur un bandeau plat. Elles rayonnent à partir d'une petite rosace de feuillages, qui dans la travée d'axe est cernée par quatre masques grimaçantes. Dans la dernière travée au sud, la clé de voûte primitive a été remplacée par une clé pendante vers le milieu du XVIe siècle, alors que la voûte elle-même est d'origine. Par différence avec les bas-côtés de la nef et les arcades ouvrant sur les croisillons, les doubleaux sont seulement à simple rouleau, et les gros fûts des piliers fasciculés au nord et au sud du chœur sont de moindre diamètre que ceux de la nef. De fines colonnettes sont réservées aux rouleaux supérieurs des grandes arcades et aux ogives. Aucune nervure ne retombe sur des culs-de-lampe. Les arcades ouvrant sur les chapelles rayonnantes sont à double rouleau, et ressemblent assez aux grandes arcades de la nef, mais le profil est plus fin. À gauche et à droite de ces arcades, on trouve des piliers fasciculés disposés en losange. Entre deux chapelles, les piliers totalisent onze colonnettes. Partout, les chapiteaux et tailloirs d'origine ont été remplacés par une section d'entablement surmontée d'une corniche saillante, d'un style qui traduit la volonté de s'adapter à l'architecture d'origine, sans parvenir à s'éloigner des paradigmes de la Renaissance,.
Les chapelles rayonnantes sont toutes assez semblables. Elles sont de plan trapézoïdal, et éclairées par trois fenêtres, dont celle du milieu est généralement plus large que les autres. Elle est munie d'un remplage flamboyant à deux lancettes aux têtes tréflées, qui sont surmontées d'un soufflet et de deux mouchettes dans la première, la troisième et la cinquième chapelle, et de formes plus complexes dans les deux autres chapelles. Même si les soubassements des fenêtres datent en partie d'origine, ce n'est pas à ce niveau que les chapelles se distinguent. Dans aucune chapelle, les supports de part et d'autre de la baie médiane ne retombent jusqu'au sol. Les nervures prismatiques se fondent dans un pilier ondulé ou dans un pilier cylindrique engagé dans le mur. Ces piliers ne descendent pas plus bas que les meneaux des fenêtres, sauf dans la dernière chapelle au sud, où ils ne s'arrêtent qu'à mi-hauteur du soubassement des fenêtres. Dans la première chapelle du nord, les piliers ont des bases, mais non les meneaux ; ailleurs, c'est l'inverse. Les différentes irrégularités donnent à penser que les chapelles ont été rebâties successivement l'une après l'autre, au fil de plusieurs décennies. Les clés de voûte laissent apercevoir des écus mutilés sous la Révolution française, et l'une porte le nom de Jehan Leduc, mais l'on ignore à qui il correspond. — Dans son ensemble, le chœur permet d'observer une transition du roman vers le gothique du bas vers le haut. D'après Bernard Duhamel, le chœur relèverait cependant d'une pensée architecturale unique et ambitieuse, et son élévation à quatre étages serait absolument exceptionnelle ; il n'y aurait que cinq autres exemples en France. Ainsi, le chœur de Chars « préfigure, à l'échelle d'une paroisse de village, ce que seront les chœurs des grandes cathédrales gothiques de Senlis, de Noyon et de Laon. À lui seul, il permet de considérer l'église de Chars comme l'un des monuments religieux les plus intéressants du Val-d'Oise, du Vexin français et peut-être de toute l'Île-de-France »,.

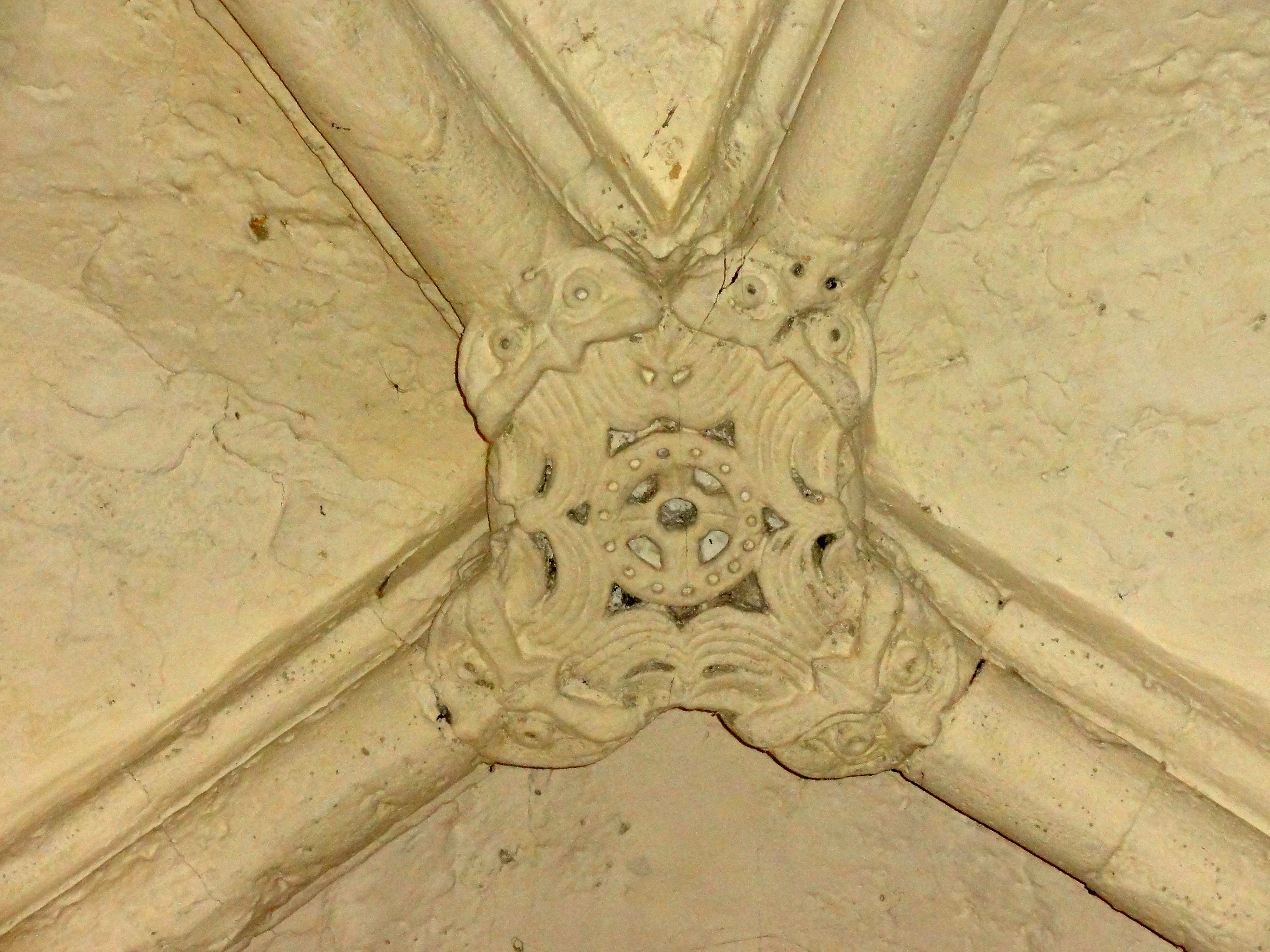
Clé de voûte de la travée d'axe.
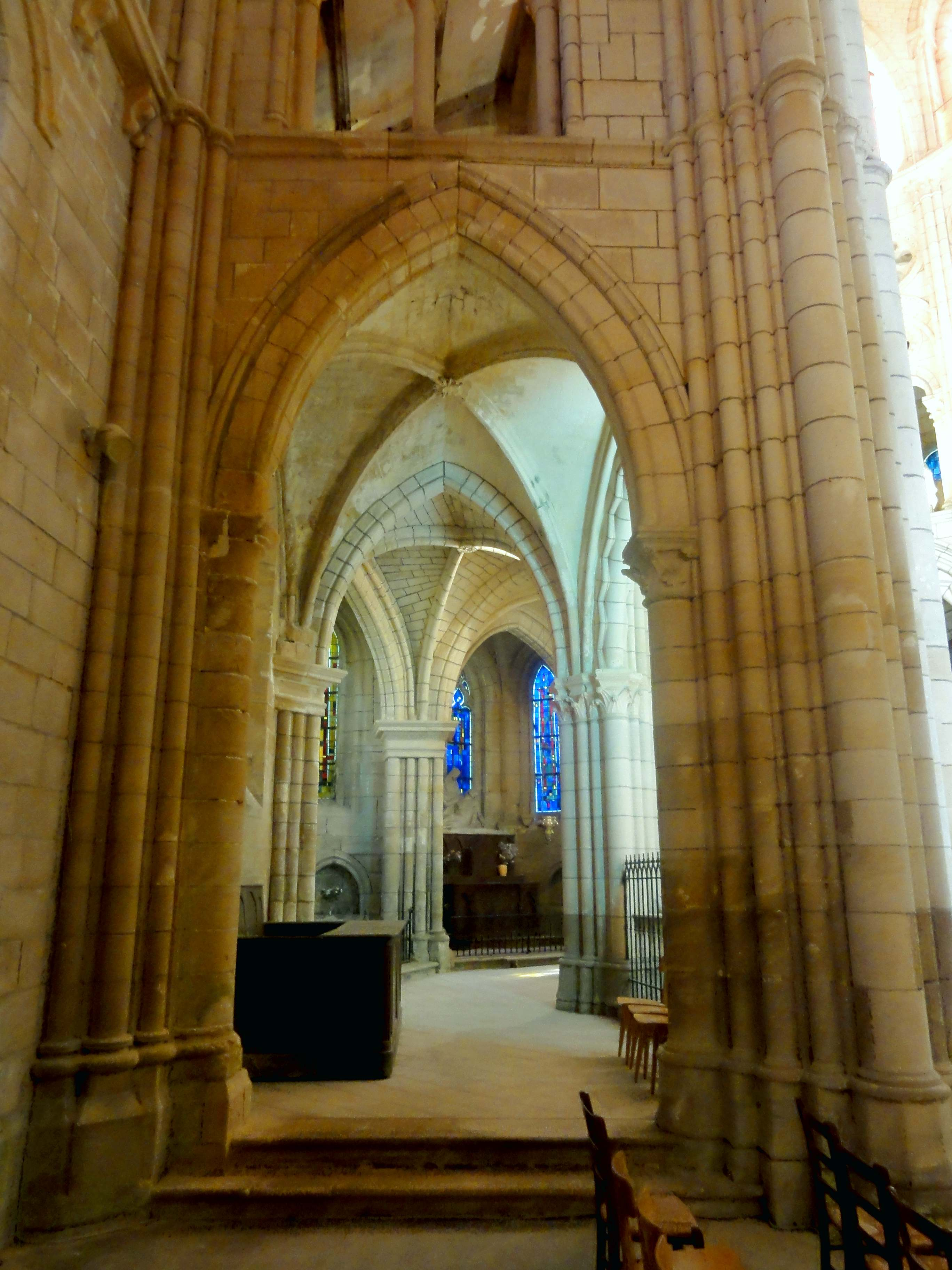
Entrée du déambulatoire au nord.
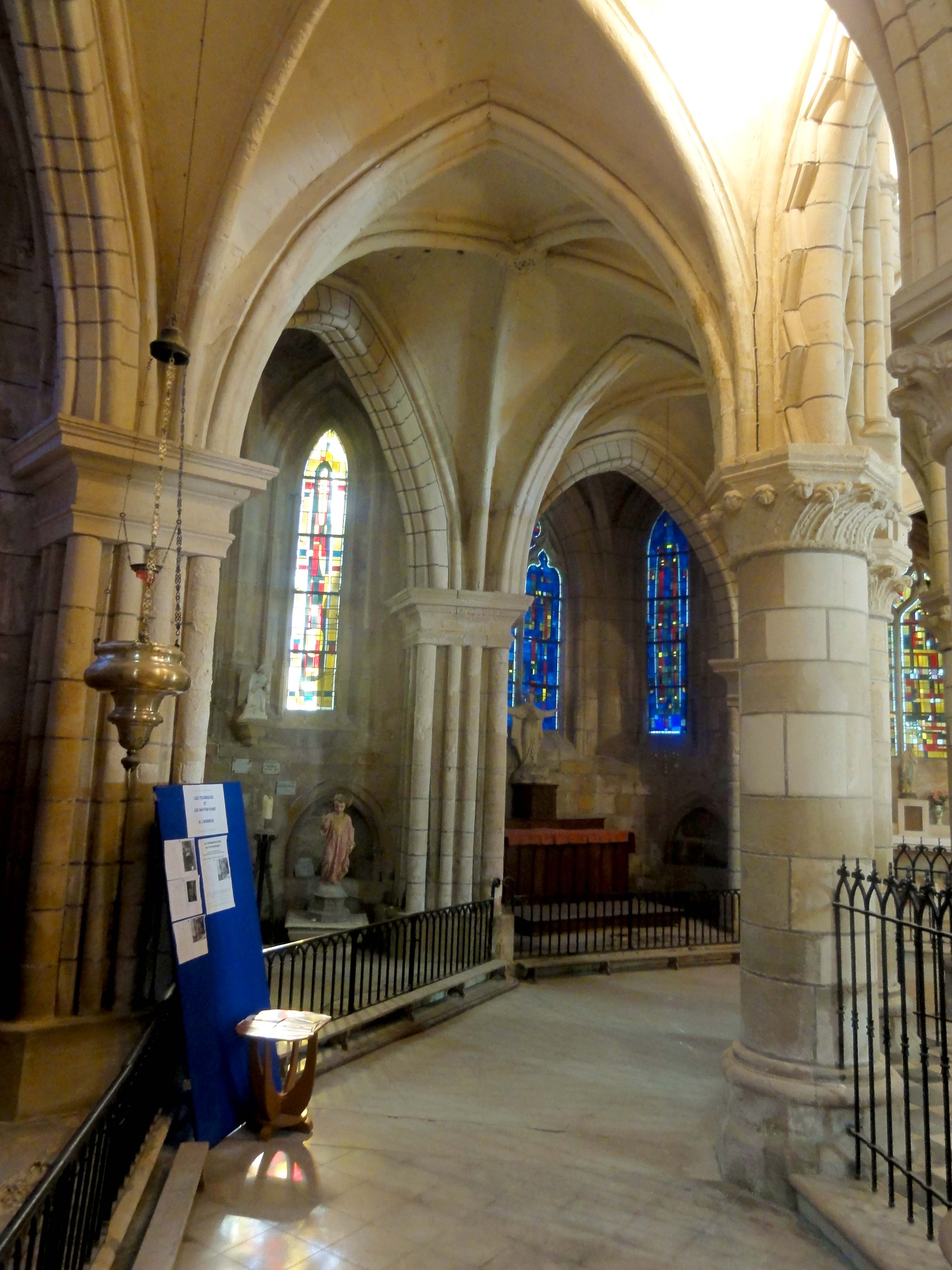
Déambulatoire, côté nord, vue vers le sud-est.
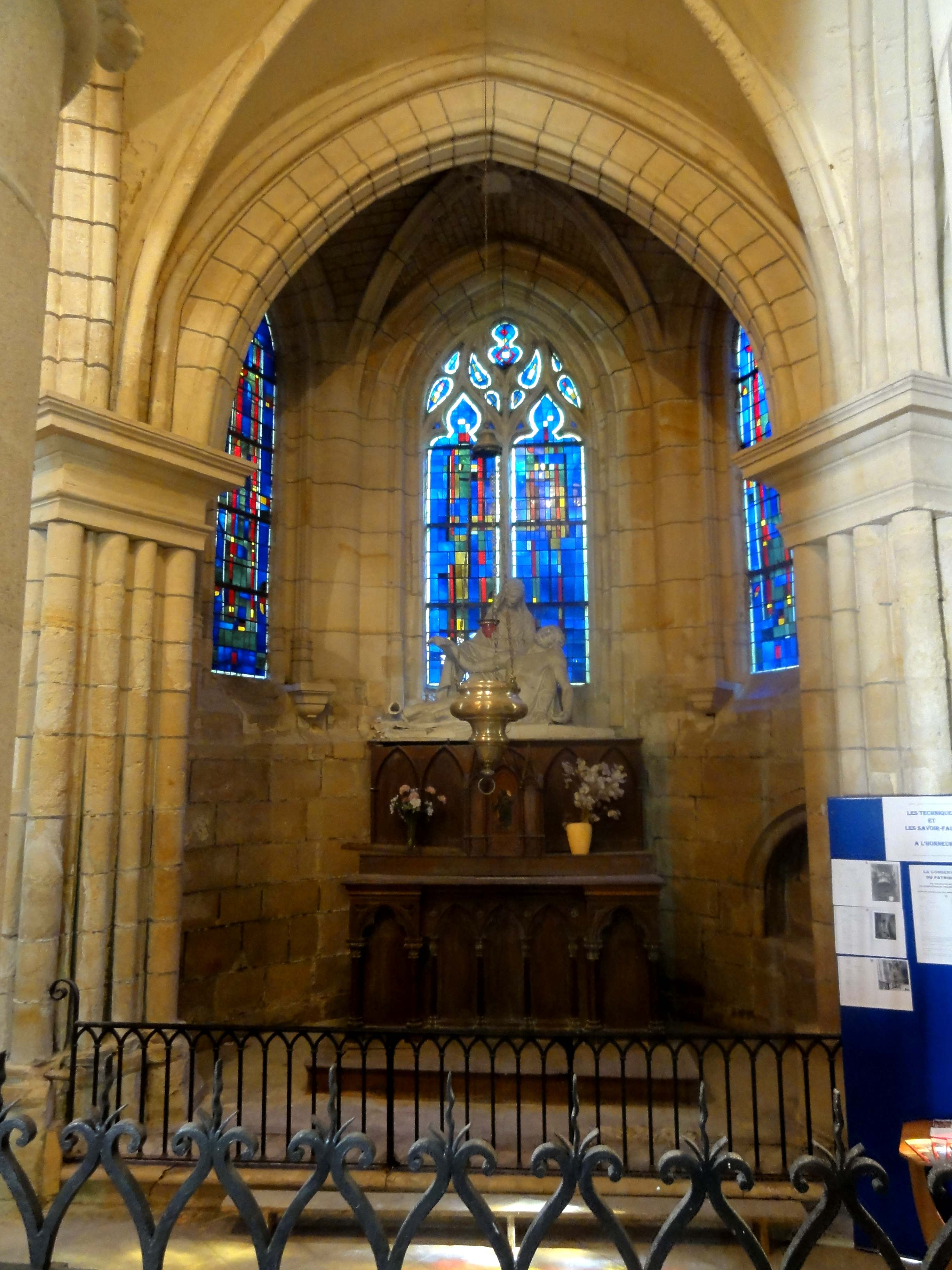
Deuxième chapelle rayonnante au nord.
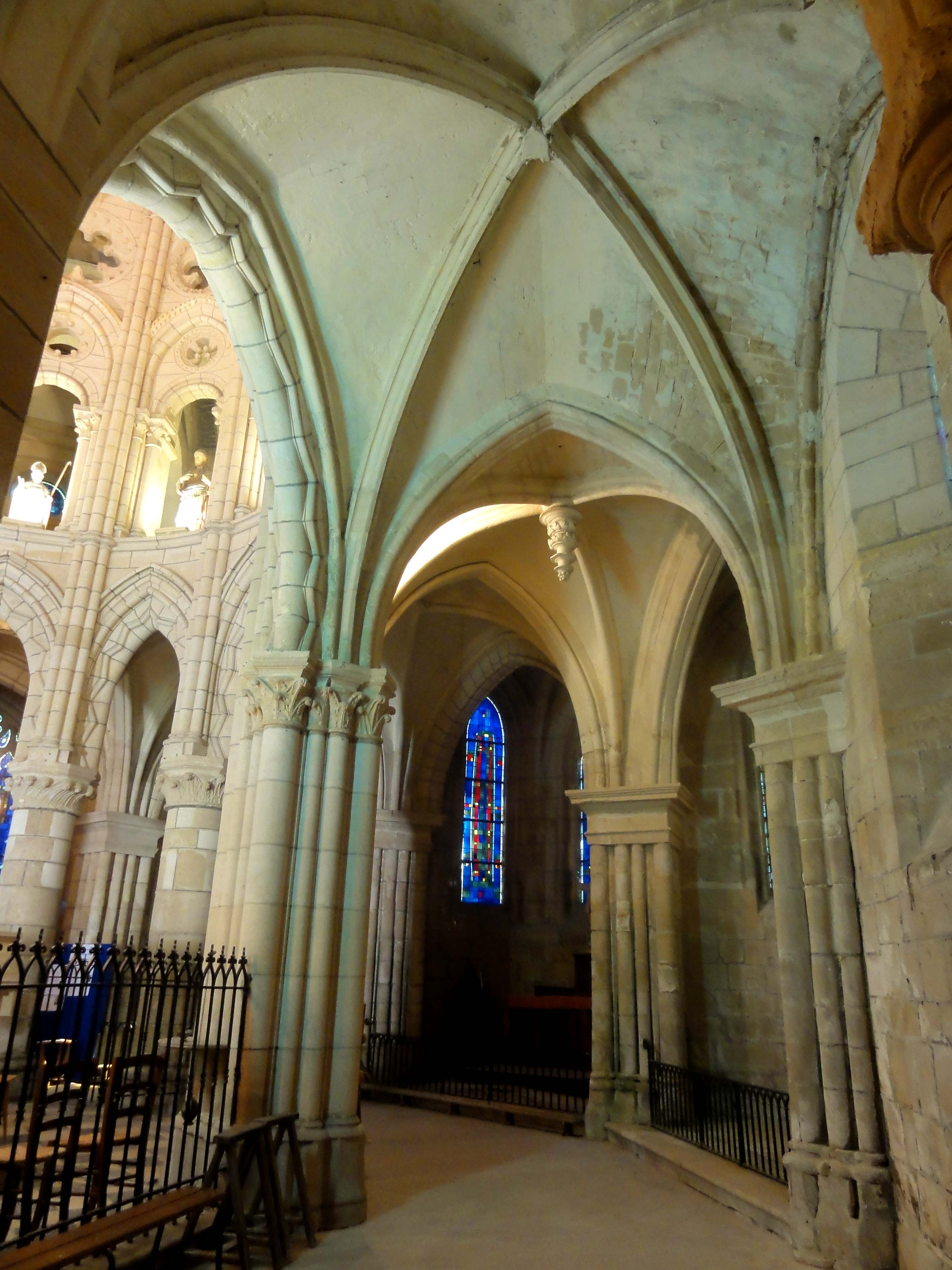
Déambulatoire, côté sud, vue vers le nord-est.
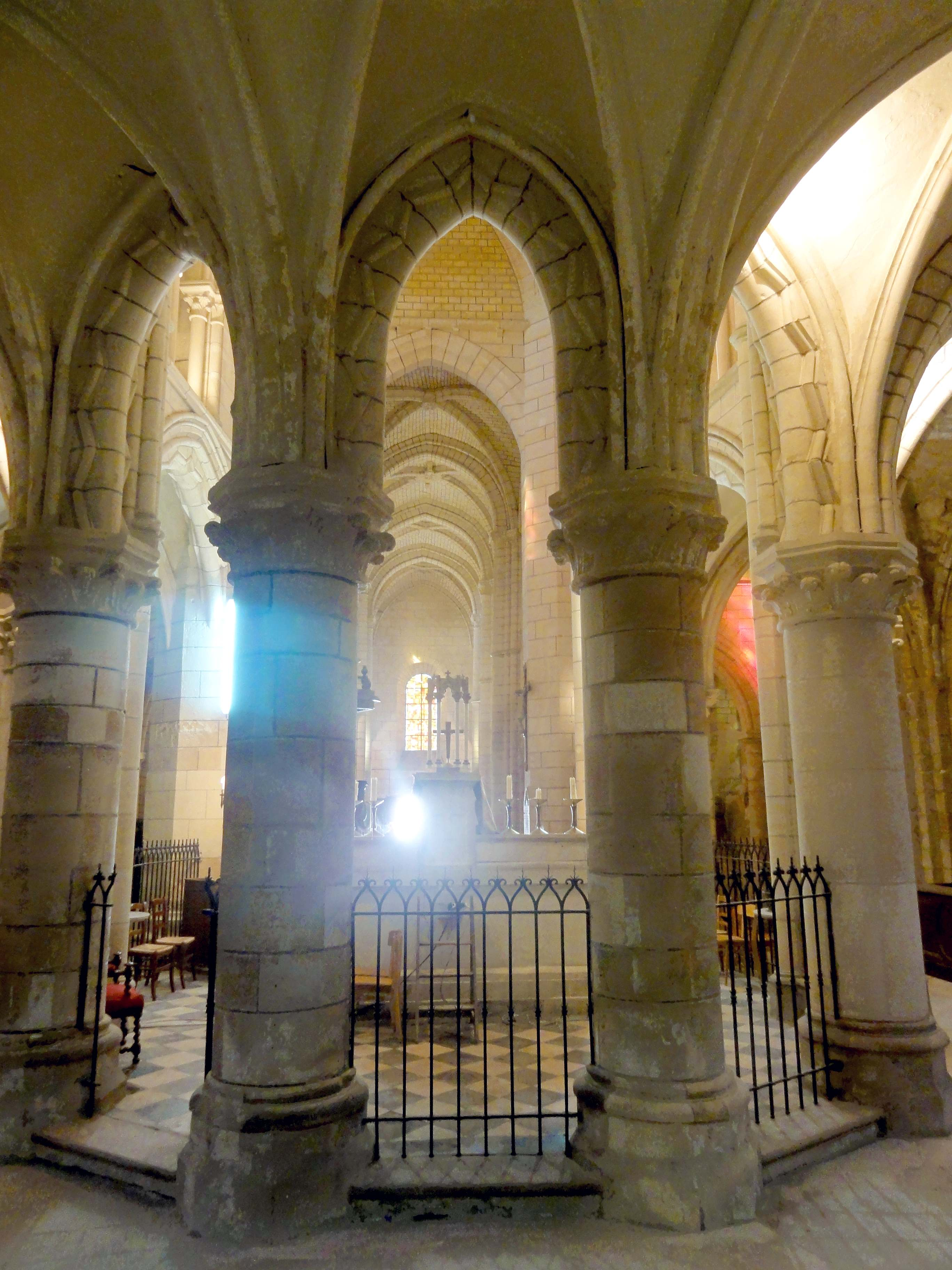
Vue sur le rond-point de l'abside.

### Extérieur

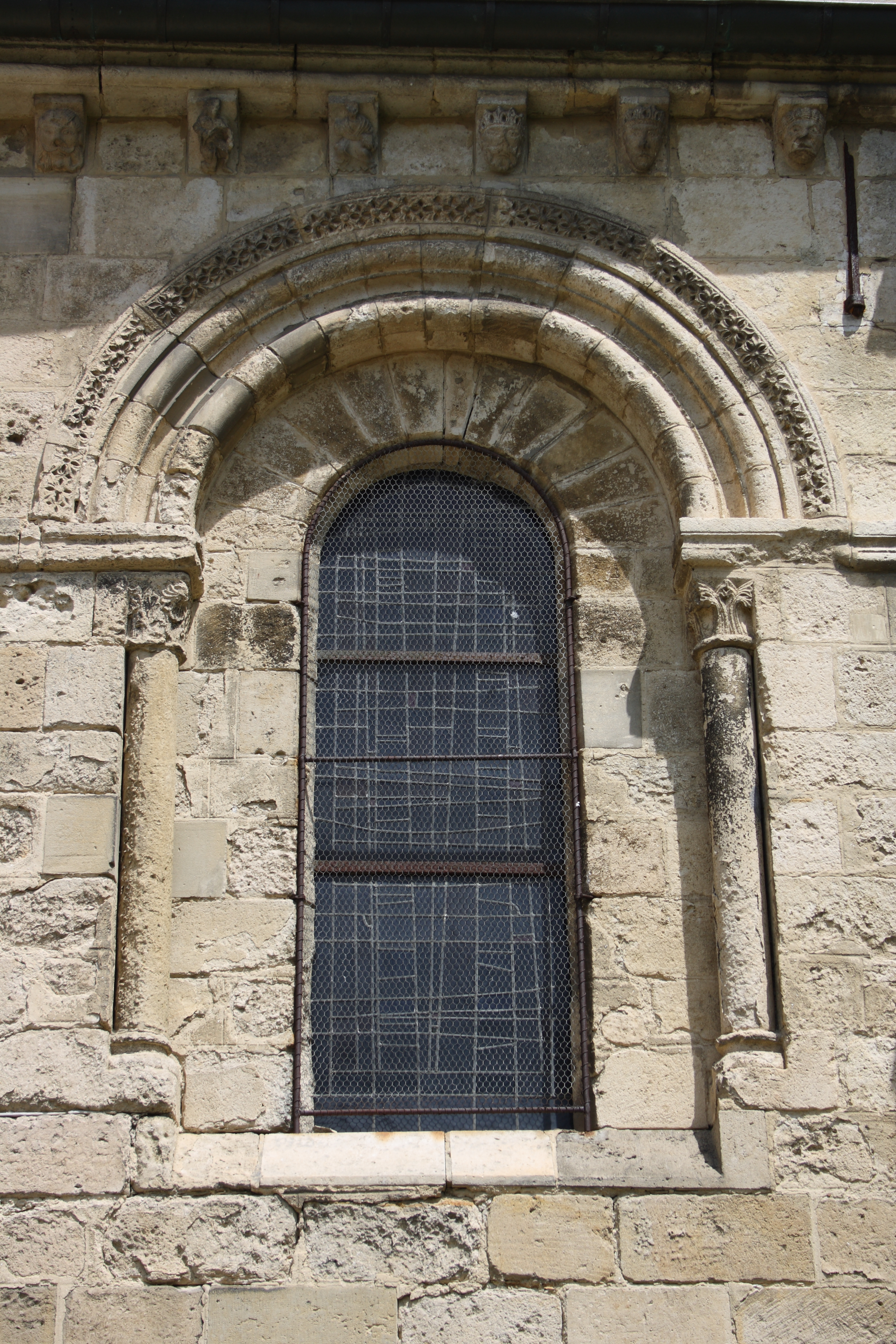
Fenêtre romane de bas-côté et corniche de modillons.

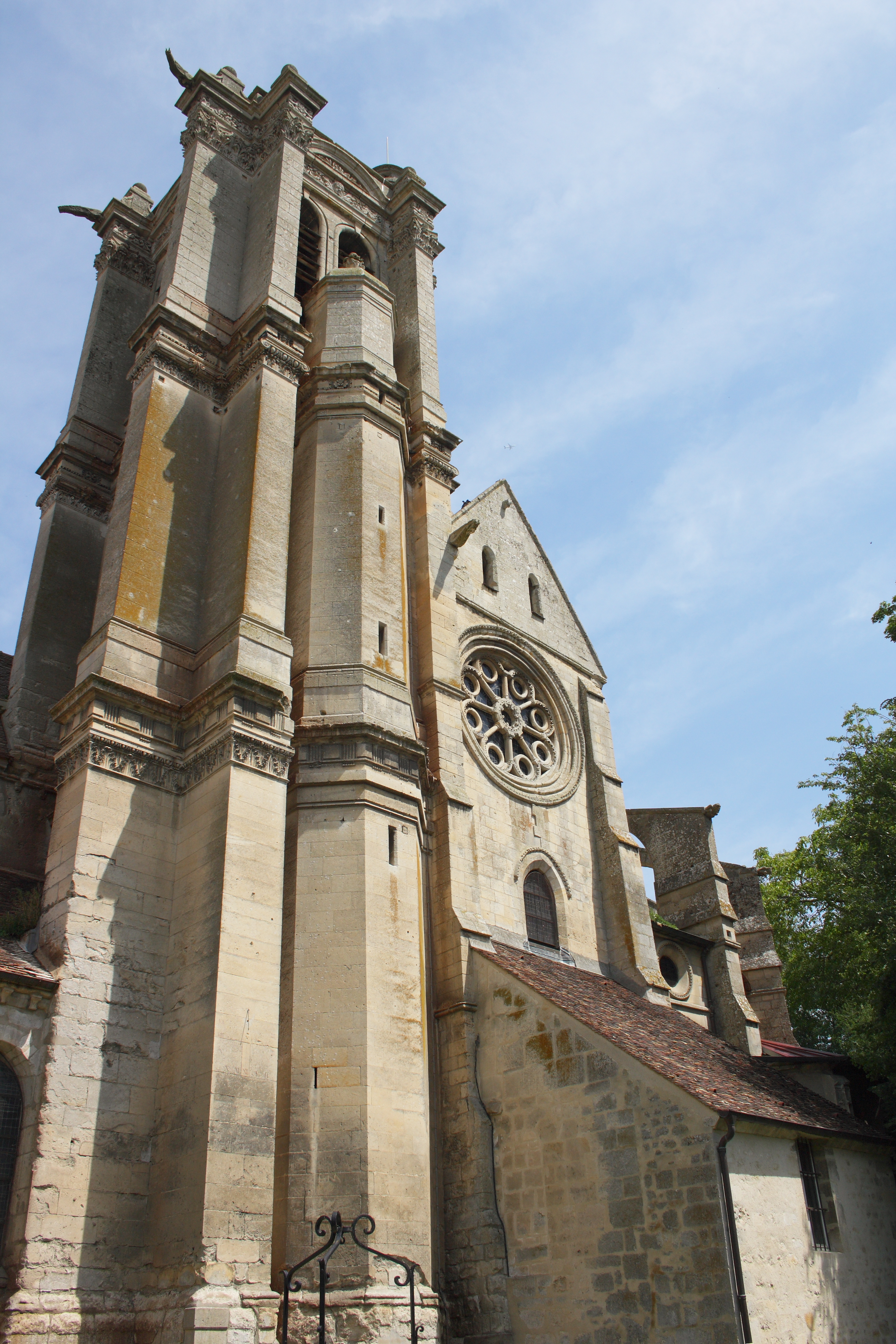
Clocher et croisillon sud.

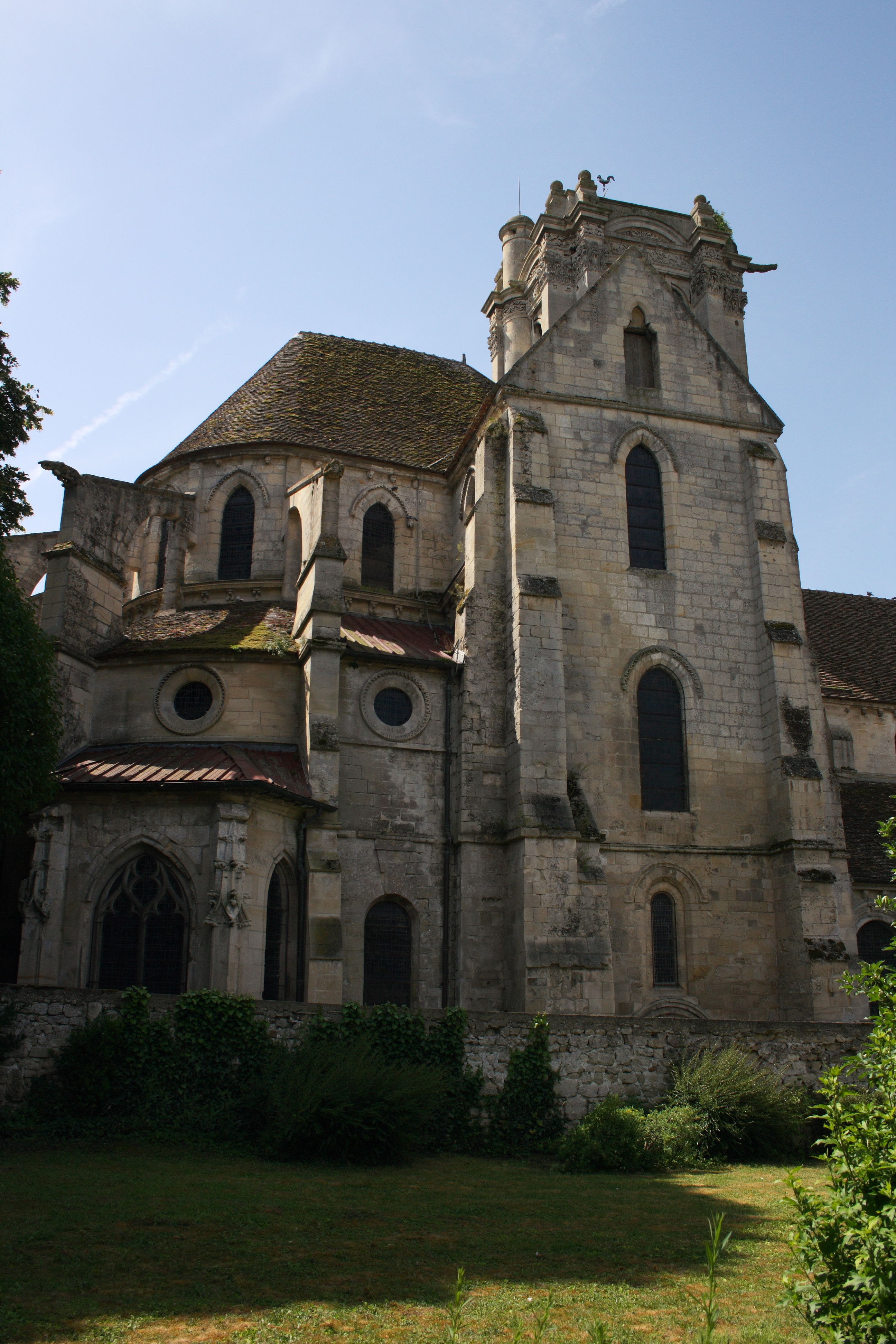
Chœur et croisillon nord.

La façade est de style roman, et date du milieu du XIIe siècle. Sa partie centrale, qui correspond à la nef, est épaulée par deux contreforts relativement plats à faible ressauts. Son premier étage est occupé sur toute sa largeur par le portail, qui s'ouvre sous une multiple archivolte en plein cintre, ornée de boudins dégagés, de petits trous carrés et d'un cordon de palmettes. Des chapiteaux, ne subsistent que des vestiges méconnaissables, et les deux groupes de quatre colonnettes ont totalement été supprimés, probablement lors d'une réfection au XVIe siècle. Depuis l'exhaussement du sol de la nef en 1870 (voir ci-dessus), l'on accède à l'église par six marches d'escalier, et les vantaux de la porte ont été montés plus haut, de sorte que leur partie supérieure occupe l'emplacement du tympan. Un bandeau mouluré, qui inclut les contreforts, marque le début du second étage. Celui-ci est ajouré d'une grande baie en plein cintre au-dessus du portail, et richement décorée de trois arcatures plaquées, dont la saillie est rachetée par un gâble sommée d'une croix nimbée en antéfixe. L'arcature médiane, plus large que les autres, est à double archivolte et sert d'encadrement à la fenêtre. Le rouleau inférieur, mouluré d'un tore et d'une gorge, retombe sur deux colonnettes à chapiteaux. Le rouleau supérieur, mouluré d'un tore dégagé et d'une rainure, retombe sur deux autres colonnettes à chapiteaux, qui sont partagées avec les arcatures voisines. Sous leur tympan, un bandeau mouluré au même profil que les tailloirs établit la liaison avec les colonnettes à chapiteaux aux deux extrémités de l'ensemble. Enfin, chacune des trois archivoltes est surmontée d'un bandeau sculpté de rinceaux, qui retombe au milieu sur deux têtes grimaçantes. Des cordons de fleurs de violette excavées soulignent les rampants du gâble. Plus haut, au-dessus du glacis sommital des contreforts, un second bandeau horizontal marque le début du pignon, qui est percé d'un oculus aussi richement décoré que les arcatures plaquées,,.
Il est frappant que les bas-côtés sont pratiquement aussi larges que la nef. La décoration de leurs baies en plein cintre n'a pas non plus été négligée. Elles s'ouvrent entre deux colonnettes à chapiteaux, dont les tailloirs se continuent comme tablettes moulurées jusqu'aux contreforts. Ils supportent une archivolte composée d'un tore, d'une gorge, d'une baguette et d'un cordon sculpté de rinceaux finement ciselés. Les contreforts aux angles des bas-côtés sont à faibles ressauts comme ceux de la nef ; ce sont des réfections modernes. C'est aussi le cas des contreforts des murs gouttereaux des bas-côtés. Les fenêtres, à l'exception de celles repercées au XVIe siècle, sont analogues aux baies occidentales. L'ornementation primitive de plusieurs fenêtres ne subsiste plus que sous la forme de fragments, car beaucoup de blocs sculptés ont été remplacés par des copies. Les murs des bas-côtés et de la nef sont couronnés par des corniches de modillons, dont certains ont été remplacés. Contrairement à ce qu'avancent Maryse Bideault et Claudine Lautier, il ne s'agit pas du tout de corniches beauvaisines. Les différentes restaurations respectent l'architecture d'origine. Les baies hautes de la nef sont plein cintre et sans ornementation,,.
Le clocher se situe à l'emplacement de la quatrième travée du bas-côté sud. De style Renaissance, il est attribué sans preuve aux architectes Pierre et Nicolas Le Mercier et exécuté entre 1561 et 1576 par les artisans Gilles Vivian et Jean Bretel, tous de Pontoise. Ce clocher volumineux et dépourvu de flèche est ajouré d'une baie abat-son par face au niveau de premier étage, et de deux baies au second étage, surmontées par des frontons respectivement triangulaires et en arc de cercle. Les contreforts strictement verticaux sont entrecoupés par des entablements moulurés d'ordre composite en haut de chacun des trois niveaux, avec, peu avant leur sommet, une frise se poursuivant sur les faces du clocher. Une tourelle d'escalier octogonale flanque le clocher au sud et monte jusqu'au début de second étage. Cet escalier constitue le seul moyen d'accès au triforium et aux galeries du transept et du chœur,.
Les contreforts d'angle du croisillon nord ont tous été renforcés. Le portail nord est encadré par un boudin continu retombant sur des bases de colonne. Les moulures de l'archivolte se répètent au-dessus de la baie plein cintre qui surmonte le portail. Les deux baies en tiers-point éclairant le triforium et la partie supérieure du transept sont entourées de cordons d'étoiles. Au sud, la rosace appareillée en haut du mur pignon demeure inchangée depuis la fin du XIIe siècle. Elle mesure 3,45 m de diamètre et est cernée de deux boudins, de deux gorges et d'un rang d'étoiles. Le remplage assez complexe s'articule autour d'un oculus central décoré d'étoiles et de crochets, servant d'appui à huit colonnettes à chapiteaux rayonnant autour et reliées entre elles par des arcs plein cintre, ornés également de cordons d'étoiles. Les extrémités des huit festons de la rose sont agrémentés d'oculi entre les rayons. Des rosaces d'une telle envergure sont rares à l'époque romane, et celle de Chars peut être considéré comme un exemple particulièrement remarquable, d'autant plus qu'elle n'a pas subi le moindre remaniement. Elle a été recopiée au début du XIIIe siècle sur l'église Saint-Symphorien de Nesles-la-Vallée.
Les chevets à pans coupés des cinq chapelles rayonnantes sont une bonne illustration du style flamboyant, avec notamment des contreforts décorés de pinacles garnis de crochets. Les baies des extrémités, plus larges que les autres, sont les seules à posséder un remplage. Il se compose de deux lancettes, surmontées de soufflets et mouchettes. Les oculi en dessus des chapelles rayonnantes, toutes refaites à l'époque moderne, n'éclairent pas le déambulatoire mais les tribunes du chœur. Les murs du chœur sont consolidés par six arcs-boutants dans la prolongation des contreforts du déambulatoire. Ces arcs-boutants en quart-de-cercle ont été rajoutés au XIIIe siècle, et leurs gargouilles variées indiquent bien cette époque. Au-dessus des arcs-boutants, les contreforts plats d'origine subsistent. Les arcs-boutants secondaires avec leurs ouvertures rectangulaires sont susceptibles d'être modernes, mais échappent à une datation exacte. Sous les combles, ils reposent sur de véritables arcs-boutants intérieurs, dont les rampants servent en même temps d'appui à la charpente de la toiture. Des arcs de décharge au-dessus des oculi des tribunes relient les contreforts internes entre eux et renforcent ainsi la structure. Pour Eugène Lefèvre-Pontalis, cette disposition résulte d'une reprise à l'époque moderne, alors que Maryse Bideault et Claudine Lautier ont identifié le même système de contrebutement dans la collégiale détruite Saint-Évremont de Creil (connue par un article de Lefèvre-Pontalis...), et dans les tribunes du chevet de Saint-Germer-de-Fly. Entre les arcs-boutants, les fenêtres hautes du chœur sont des lancettes simples en tiers-point, décorées par des cordons d'étoiles retombant sur des têtes grimaçantes. La corniche à hauteur des seuils des fenêtres est entièrement refaite. En haut du mur, l'on retrouve une fois de plus une corniche de têtes grimaçantes, dont certaines manquent aujourd'hui,.

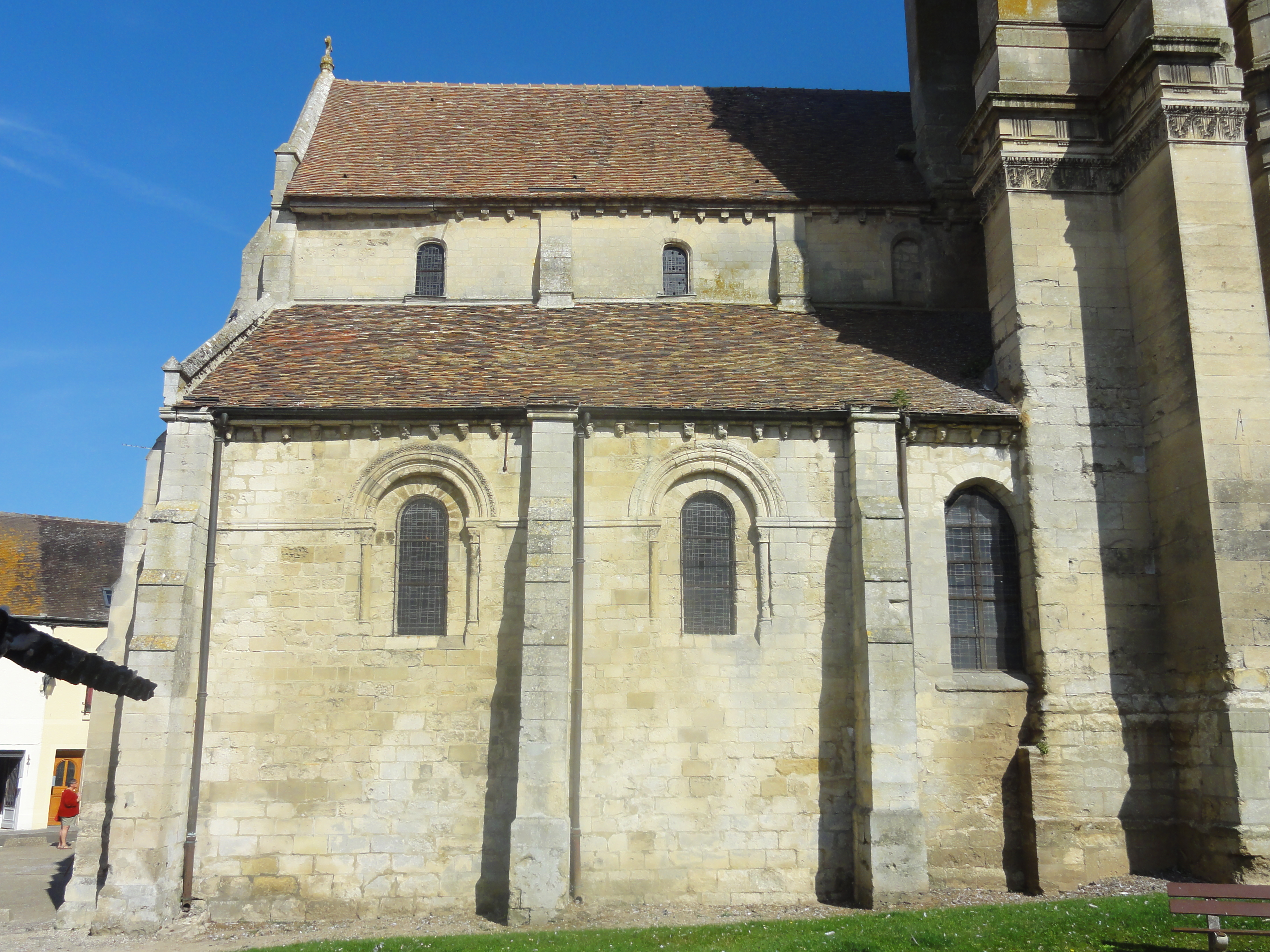
Nef et bas-côté sud.
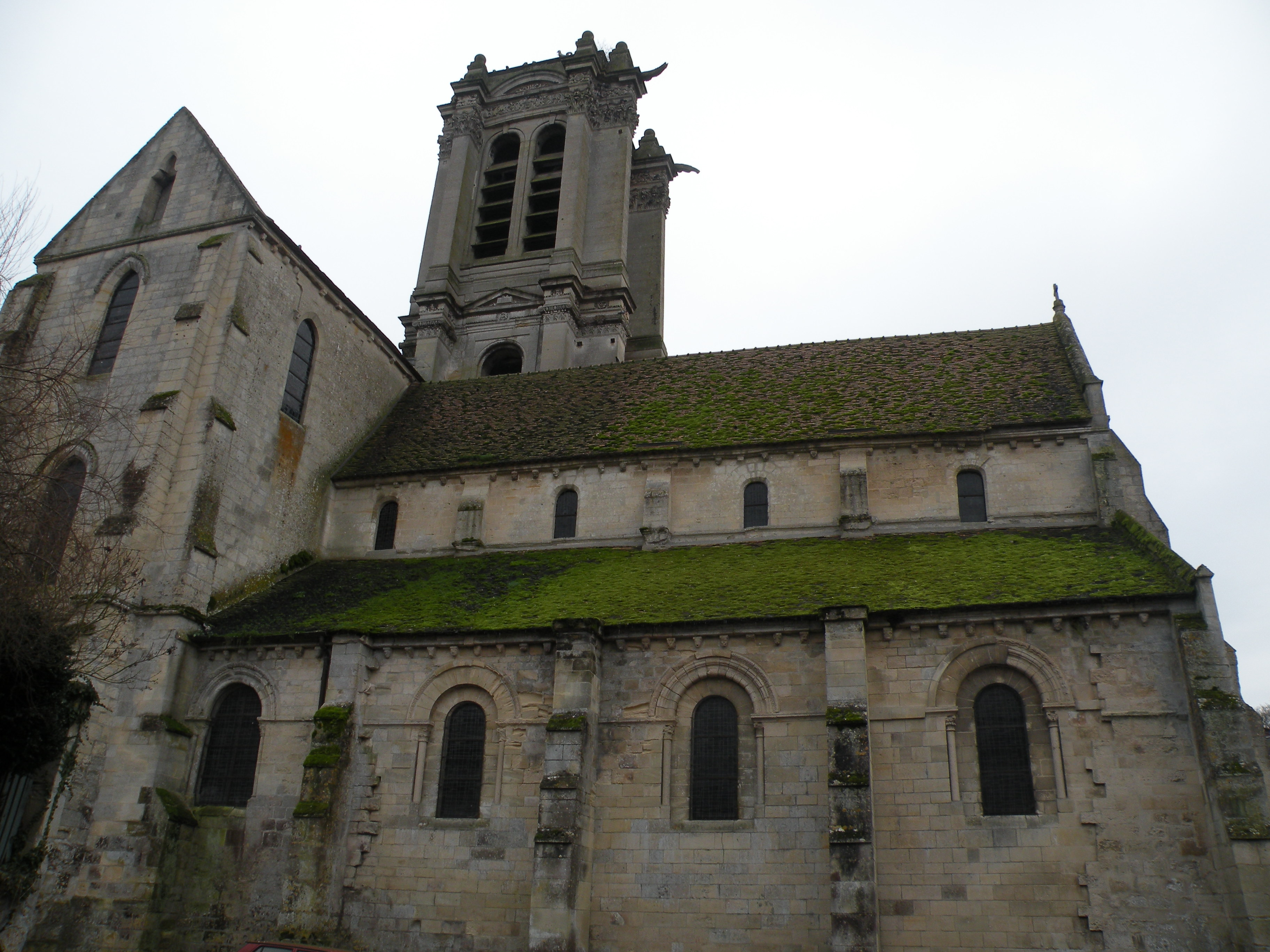
Vue depuis le nord.
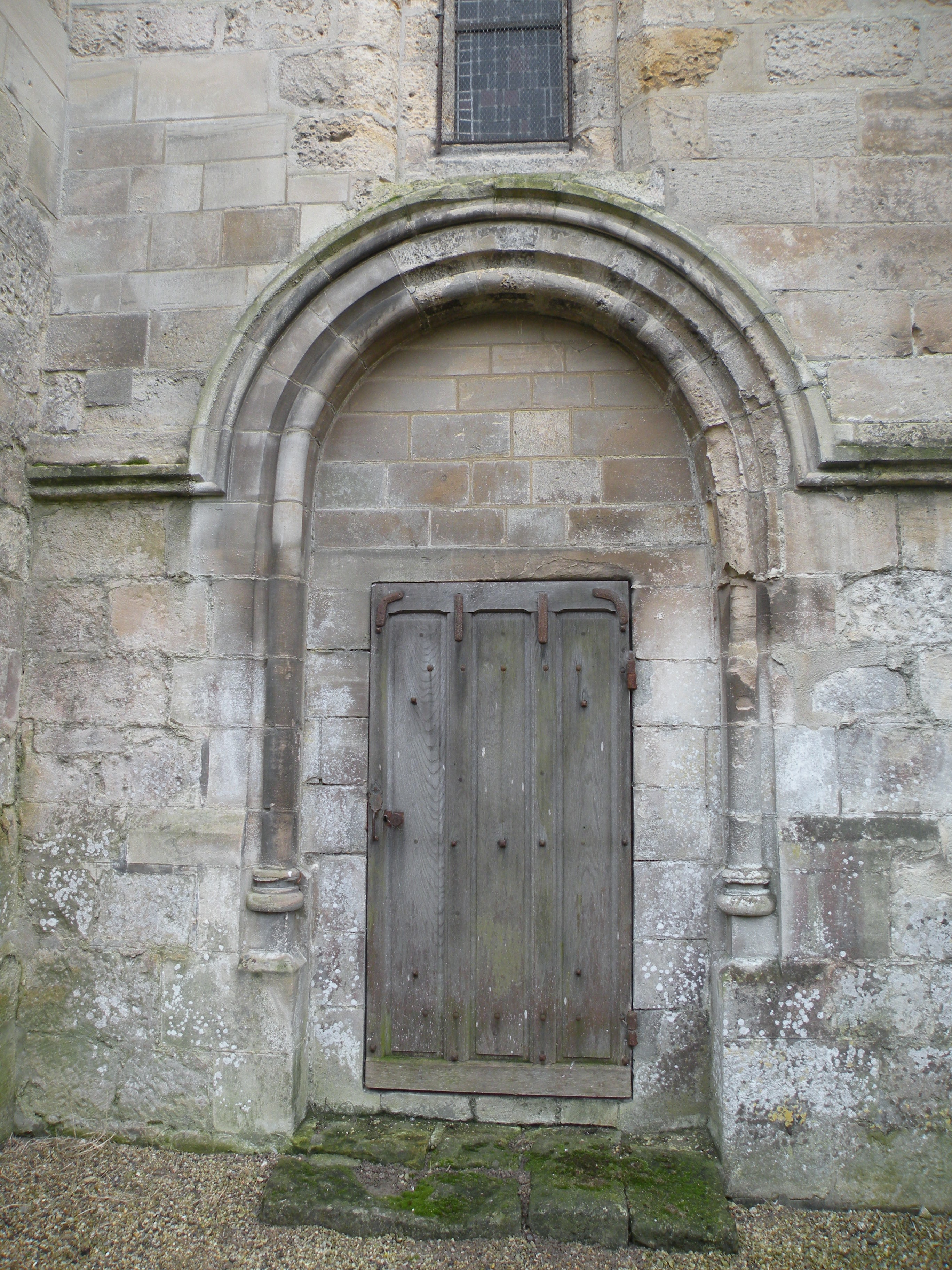
Portail nord.
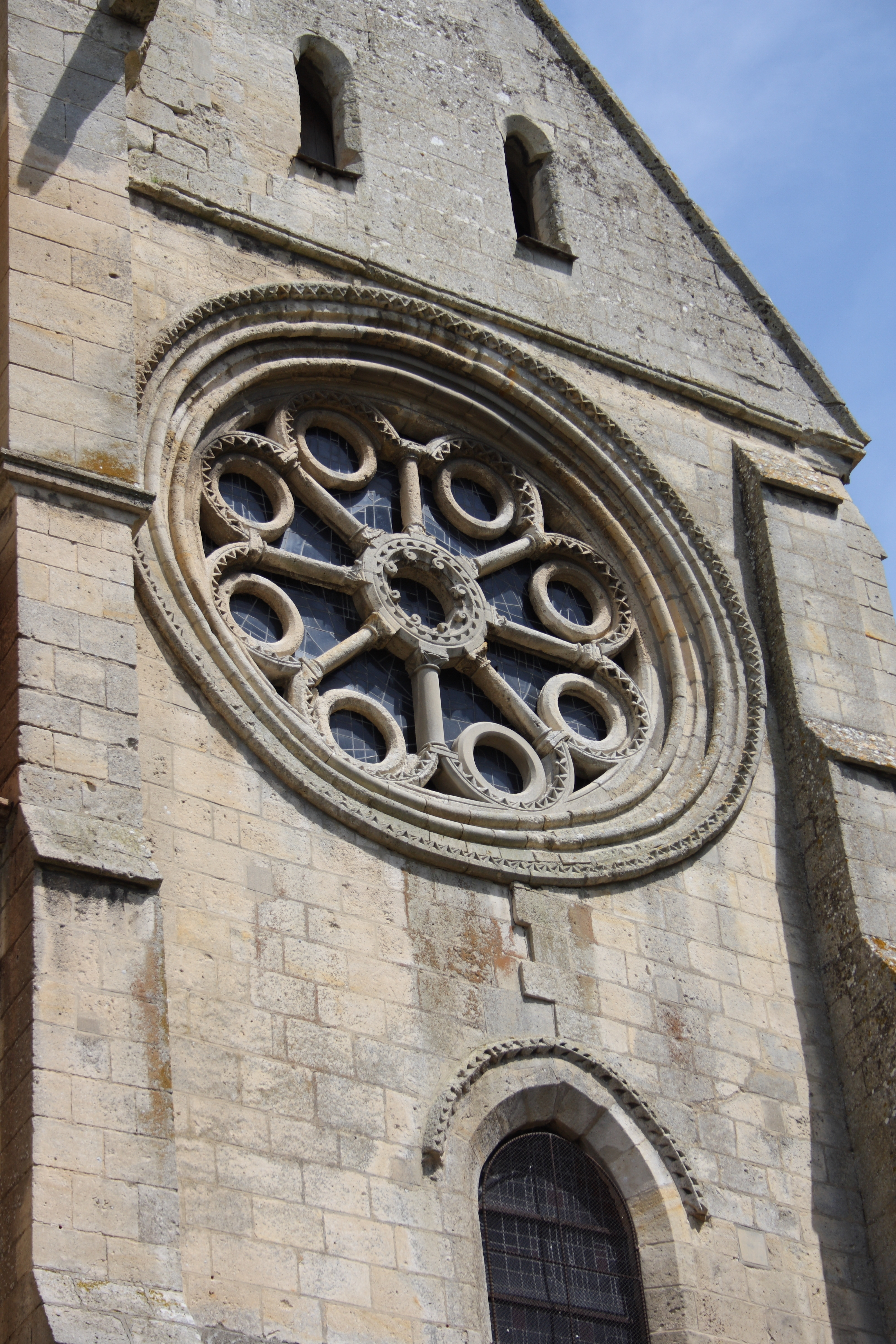
Rosace du croisillon sud.
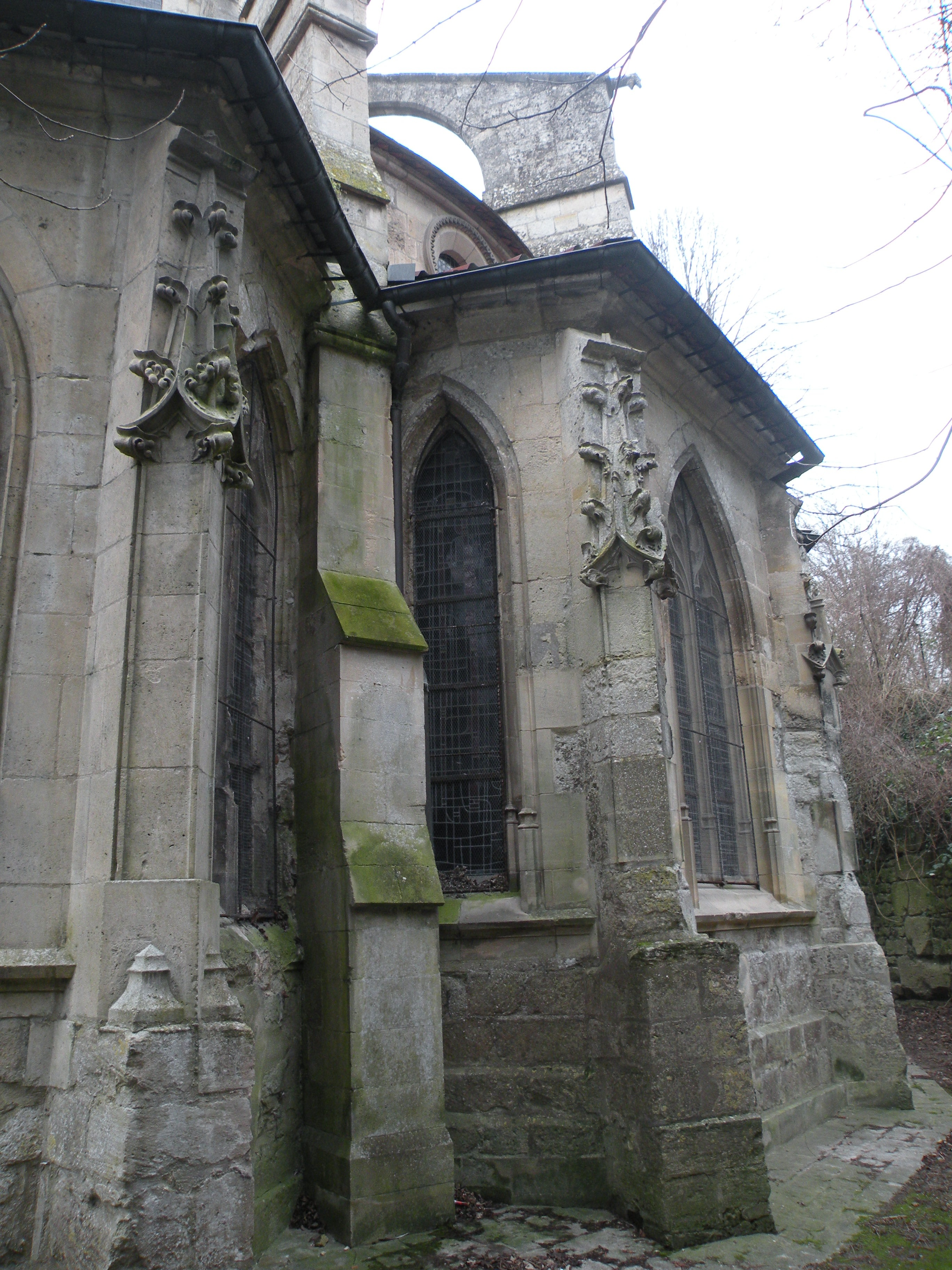
Chapelle rayonnante.
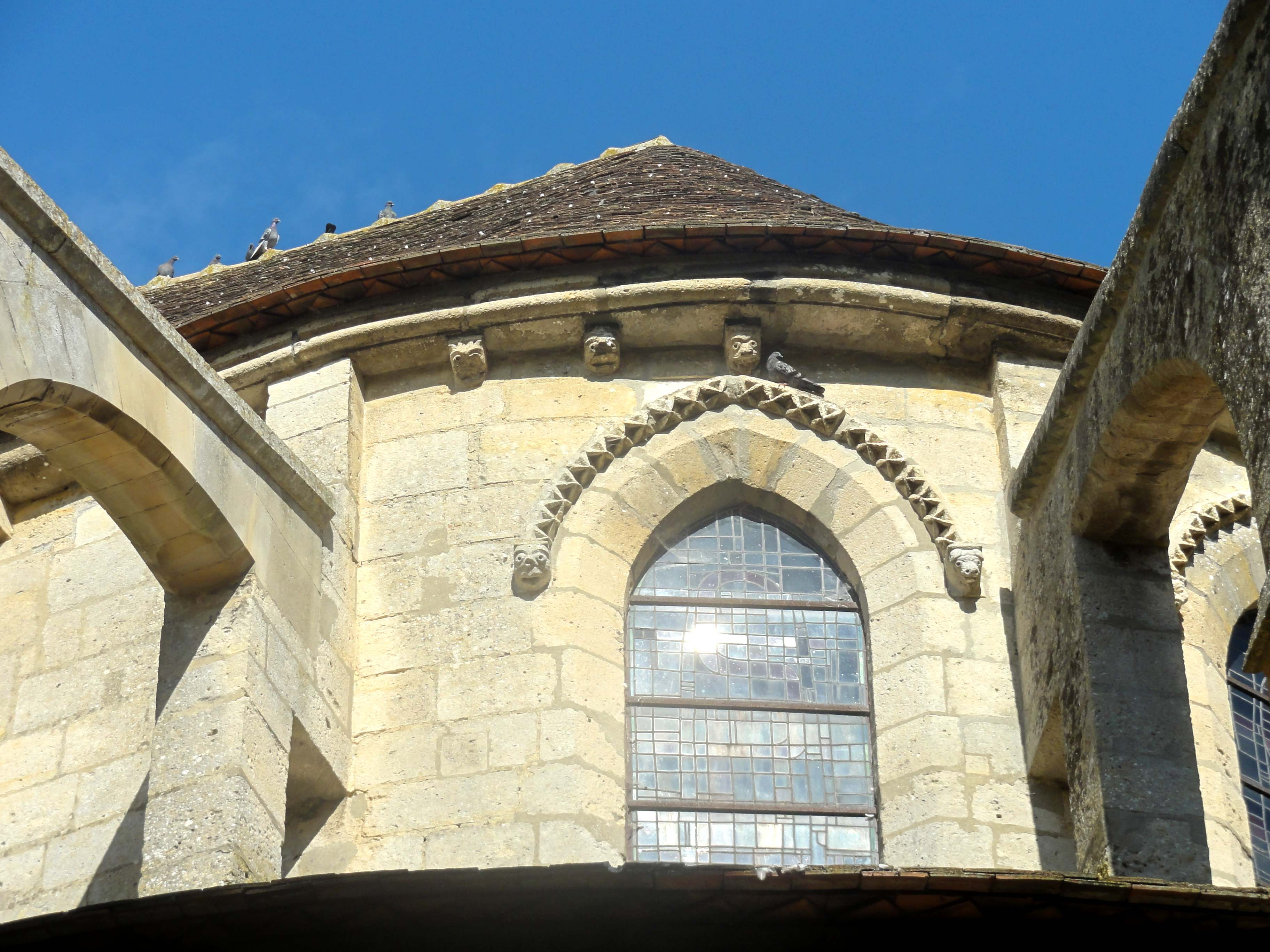
Chevet, fenêtre haute.

## Mobilier

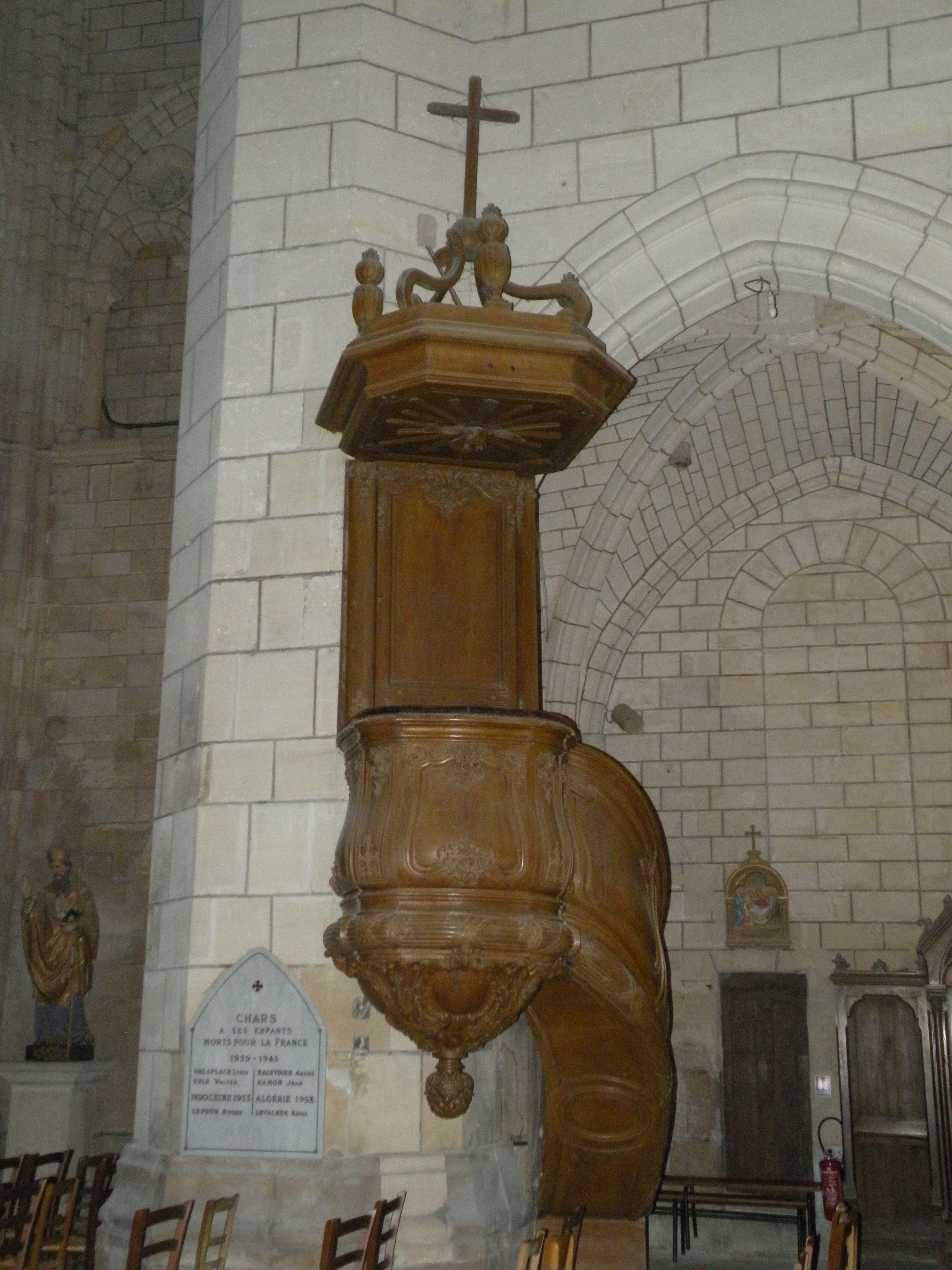
Chaire à prêcher.

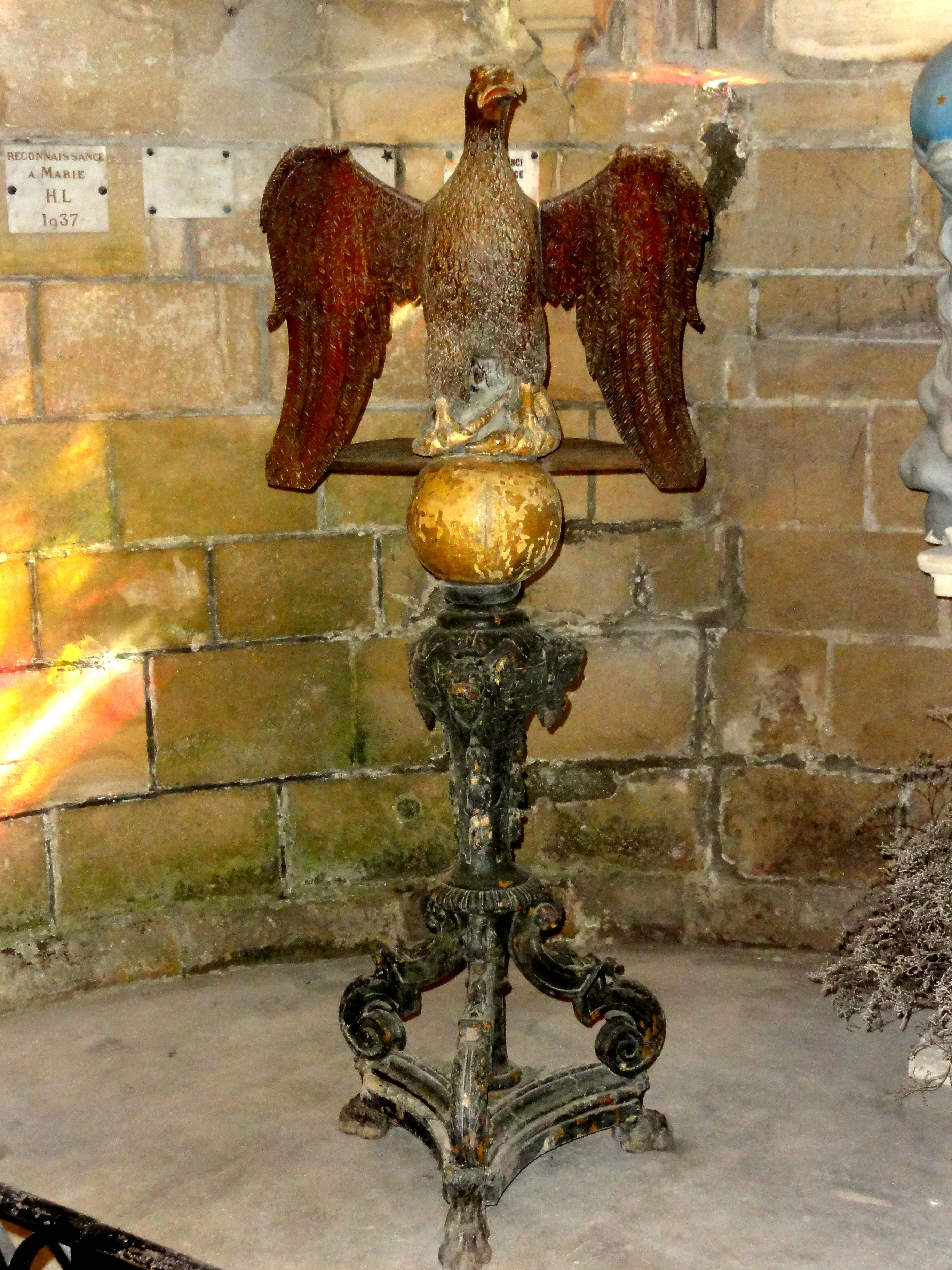
Aigle-lutrin.

L'église de Chars vaut surtout pour le caractère exceptionnel de son architecture. Elle ne renferme que trois éléments de mobilier classés monument historique au titre objet :
- La chaire à prêcher du second et du dernier quart du XVIIIe siècle, en bois taillé et mouluré, de style rocaille[39] ;
- L'aigle-lutrin de la même époque, en bois taillé, peint et doré[40] ;
- Une cloche en bronze de 1506[41]. C'est la seule parmi quatre cloches ayant survécu à la Révolution. Faite par les habitants de Chars d'après une inscription qu'elle porte, elle a été baptisée Marie et a dû commencer sa carrière dans l'ancien clocher[42].

Le reste du mobilier n'est pas digne d'intérêt et ne comporte pratiquement pas d'éléments antérieurs à la Révolution ; les statues notamment sont toutes issues de fabrications en série.